# Granada (Espanha)
Granada é uma cidade e município espanhol, capital da homónima e da comarca da Veiga de Granada. Tem 88 km² de área e em 2021 tinha 231 775 habitantes (densidade: 2 633,8 hab./km²). Em 2011, a área metropolitana de Granada tinha 523 845 habitantes.
A cidade situa-se na ampla depressão de Granada formada pelo rio Genil, para o qual confluem na cidade os rios Darro e Beiro. A planície fértil da Veiga de Granada é limitada pelas serras de Huétor, situado a nordeste da cidade, Tejeda, Almijara e Alhama a sudoeste e pela Serra Nevada a sudeste. Nesta última encontram-se as montanhas mais altas da Península Ibérica.
A cidade destacou-se na história como capital dos reinos muçulmanos Zírida (século XI) e Nacérida (séculos XIII a XV). Após a conquista pelos Reis Católicos em 1492, manteve-se como capital do reino castelhano de Granada, que mais não era que uma jurisdição territorial que perdurou até 1833, quando foi levada a cabo a divisão da Espanha em províncias que ainda vigora atualmente. O seu escudo municipal ostenta os títulos de "Mui nobre, mui leal, nomeada, grande, celebérrima e heroica cidade de Granada". Granada é sede da arquidiocese homónima, do “Tribunal Superior de Justiça da Andaluzia, Ceuta e Melilla” e do “Conselho Consultivo da Andaluzia”. Estes últimos são órgãos autonómicos da comunidade da Andaluzia, apesar da capital oficial ser Sevilha.
Atualmente é um centro turístico importante, devido aos seus monumentos e à proximidade da estância de esqui, bem como da região histórica das Alpujarras e também da zona balnear mediterrânica conhecida como Costa Tropical. Dentre os seus numerosos monumentos, destaca-se a Alhambra, um dos célebres de Espanha, classificado como Património da Humanidade pela UNESCO em 1984 juntamente com os vizinhos jardim do Generalife e bairro de Albaicín. A catedral é considerada a primeira igreja  renascentista espanhola. Em 2007 a Universidade de Granada era a quarta maior universidade de Espanha em número de alunos e era um dos cinco destinos mais populares dos universitários do  programa europeu Erasmus. A cidade é servida pelo Aeroporto Federico García Lorca, situado 15 km a oeste do núcleo urbano. Foi inaugurado em 1973 e remodelado na década de 1990. Em 2007 serviu 1 467 590 passageiros, mas desde então o tráfego tem vindo a diminuir e em 2011 teve 872 752 passageiros.

## Toponímia
No século XI os Zíridas transferiram a sua capital ibérica de Medina Elvira (Cidade Elvira), situada 13 km a noroeste do centro atual de Granada, para Medina Garnata (Cidade Garnata). A etimologia do topónimo é controversa e tanto pode ter origem no árabe Gar-anat (colina de peregrinos) como do latim granatum (romã ou, em espanhol, granada). Há também uma lenda fantasiosa muito antiga que atribui a origem do nome a uma filha de Noé de nome Grana.

## Símbolos
Os símbolos do município de Granada foram oficializados em 2009 pela Junta da Andaluzia.

### Escudo
O escudo foi outorgado pelos Reis Católicos pouco depois de terem tomado a cidade no final do século XV. Outrora era formado por dois quartéis onde eram representados os Reis Católicos e uma romã, mas em 1843 a rainha Isabel II juntou um terceiro quartel com a Torre da Vela (da Alhambra) e uma bandeira espanhola, juntamente os novos títulos, representados na fita dourada que o rodeia. Com isso quis premiar a atitude do povo granadino pelo levantamento a seu favor contra o regente Baldomero Espartero. No documento então lavrado, o escudo é definido da seguinte forma:
| “ | O escudo oficial da cidade de Granada é coberto pela Coroa Real, orlado por uma fita rematada na sua parte inferior por uma borla de ouro, em que estão gravados no mesmo metal os Títulos da cidade, e o seu interior divide-se em três quartéis, o que ocupa a sua metade superior com os Reis Católicos sentados nos seus tronos, com coroa e manto, nas suas cores naturais, o rei Fernando V à direita, com uma espada na mão dextra e a Rainha Isabel I com um cetro na sua, ambos sobre campo de prata e cobertos por um dossel vermelho. A parte inferior divide-se em dois quartéis, o da esquerda com a Torre da Vela em prata, ondulando na sua parte superior a bandeira de Espanha, vermelha e amarela sobre um fundo de ouro. No quartel inferior esquerdo, há uma romã aberta nas suas cores naturais, sobre fundo de prata. Tudo é rodeado com dois castelos no centro da sua parte superior e inferior da orla, em prata, com duas bandeiras de Espanha vermelhas e amarelas no alto de cada uma e em diagonal, sobre fundo de ouro; alternado nos lados com um total de seis leões nas suas cores naturais e voltados para o interior, com quatro torres de ouro sobre fundo vermelho. | ” |

Bandeira
A descrição oficial da bandeira, cujas cores têm origem na bandeira dos nacéridas e cuja versão atual (2012) está em vigor desde 1983, é a seguinte:
| “ | De cor carmesim e verde, é formada por duas franjas verticais iguais; a primeira, junto ao mastro, de cor vermelha carmesim, e a segunda franja de cor verde. No centro, e em bordado sobreposto, o escudo da cidade de Granada. | ” |

## História

### Antiguidade
Os vestígios arqueológicos mais antigos escavados em Granada datam de meados do século VII a.C. e correspondem a habitações dum ópido (povoado) ibero chamado Ilturir. Não se conhecem assentamentos anteriores a essa época, embora nos arredores tenha, existido povoados importantes, como o assentamento argárico (2º milénio a.C.) do Cerro de la Encina, em Monachil, a cerca de 7 km a leste, que foi abandonado cerca de 1 200 a.C. O Cerro dos Infantes, em Pinos Puente, a cerca de 10 km a oeste, data do final da Idade do Bronze, entre 800 e 700 a.C. e depois continuou a ser povoado com o nome de Ilurco.
Ilturir ocupava aproximadamente cinco hectares no cimo da colina de San Nicolás, na margem direita do rio Darro, na curva da veiga do rio Genil. Era rodeada por uma muralha que foi ampliada no século VI a.C. devido ao crescimento da população. No século IV ou III a.C. passou a ser conhecida como Ilíberis, sendo então incluído na área controlada pelos Bastetanos e, numa perspetiva mais económica do que militar, pelos Cartagineses.
A derrota definitiva de Cartago na Segunda Guerra Púnica em 201 a.C. abriu as portas da cidade aos Romanos. Baseando-se em Tito Lívio, alguns autores relatam que as tropas de Emílio Paulo foram derrotadas em Ilurco c. 190 a.C., antes de Tibério Semprónio Graco ca. 180 a.C. No entanto, aparentemente a submissão a Roma deveu-se mais a um pacto ou acordo do que a uma verdadeira conquista militar. Incluída na província romana da Hispânia Ulterior, Ilíberis obteve de Júlio César o título de município com o nome de Município Florentino Iliberitano (em latim: Municipium Florentinum Iliberitanum), pelo que as fontes romanas dos séculos seguintes a citam quase sempre como Florência (Florentia). Mais tarde foi incorporada na província da Bética e, no século I, no Convento Astigitano.
Para alguns autores tratou-se duma cidade com grande relevância. Todavia, as escavações arqueológicas não confirmam esse carácter de cidade importante, que deu três senadores e um cônsul a Roma, além de ter sido a sede dum concílio cristão (Concílio de Elvira) cerca do ano 304 d.C. De qualquer forma, deve ter caído em ruínas em algum momento da Alta Idade Média, pois no início do século VIII a área da atual cidade estava despovoada.

### Idade Média
Desde a criação do Emirado de Córdova até à queda do califado homónimo que se lhe seguiu, ou seja, entre os séculos VIII e XI, a área da cidade de Granada atual esteve desabitada. As ruínas do ópido ibérico foram usadas como fortaleza (hisn) durante a rebelião dos muladis liderados por Omar ibne Hafeçune no século IX. Alguns autores consideram que pode ter subsistido um pequeno núcleo ou alcaria em redor de Hisn Garnata, o nome pelo qual era conhecida a antiga Ilíberis. Em qualquer caso, a cidade importante na região no período entre 712 e 1012 foi a vizinha Madinat Ilbira (Medina Elvira), cerca de 10 km a oeste, que chegou a ser a capital da Cora de Elvira e uma das cidades mais importante do Alandalus.

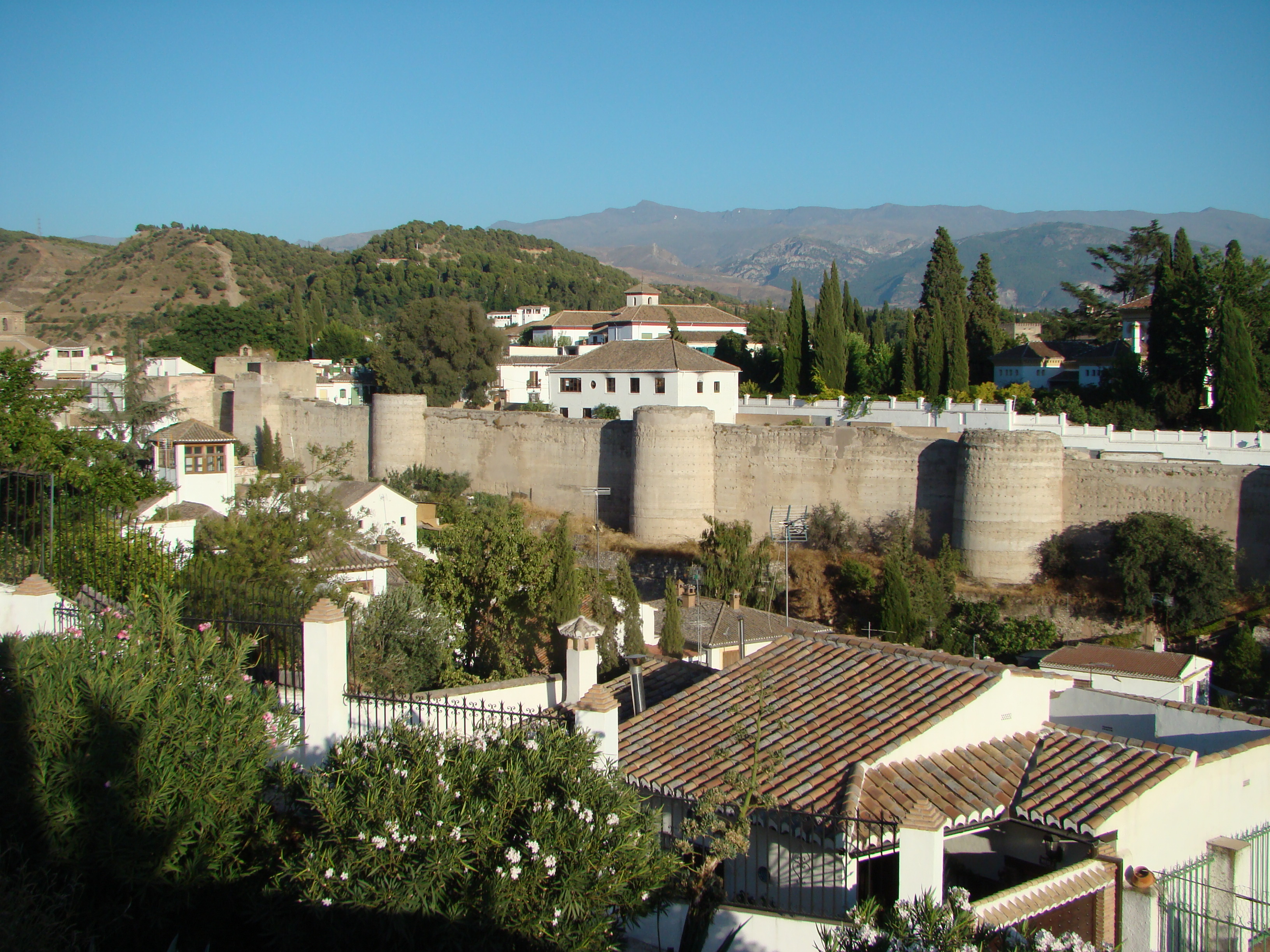
Muralha da Alcáçova Cadima, construída durante o período zírida

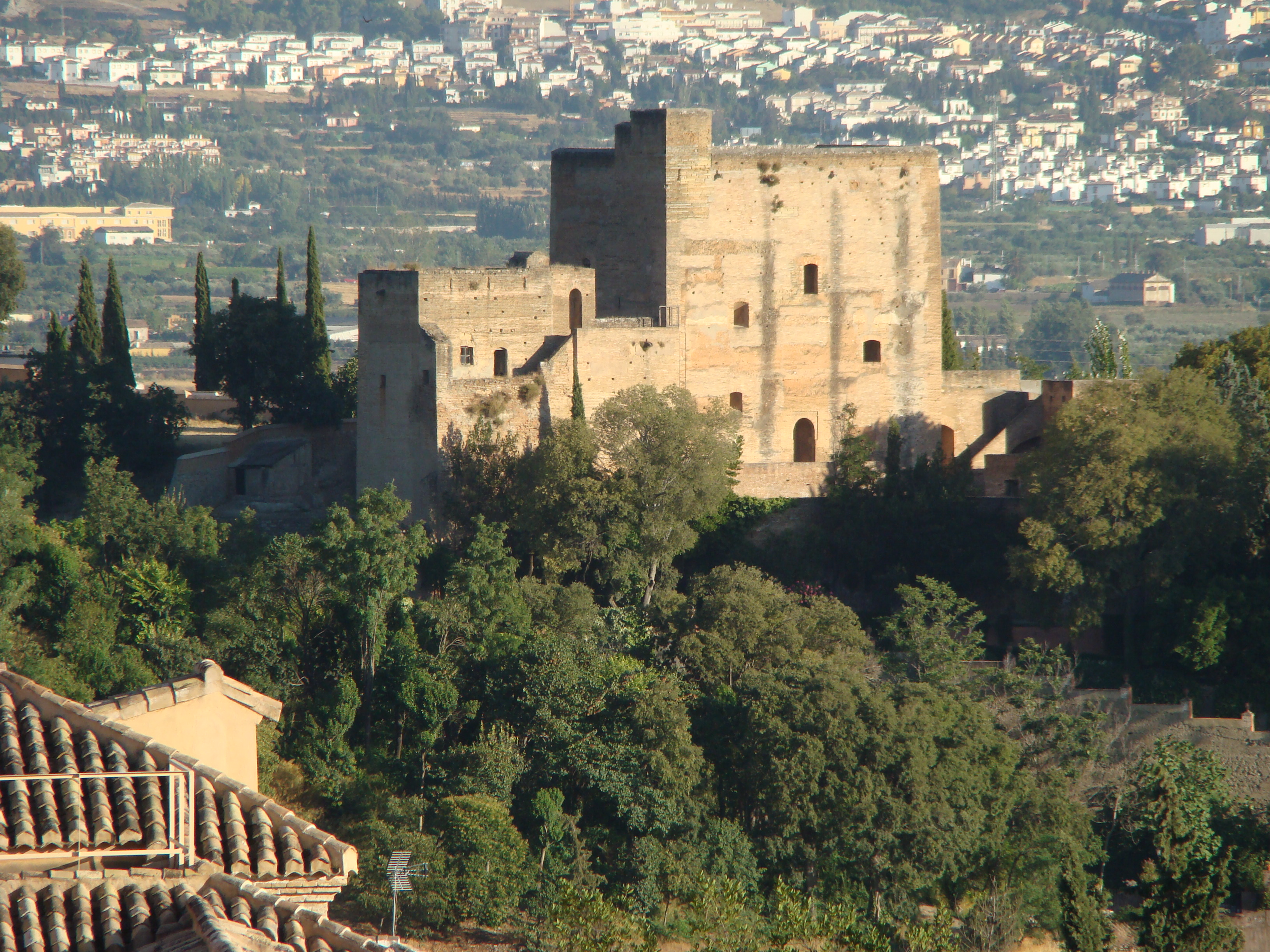
Castelo del Mauror, também conhecido como Torres Bermejas ("torres ruivas"), construído possivelmente no século IX mas cuja configuração atual se pensa ser do período almorávida (século XI-XII).

Na sequência das turbulências que originaram a formação dos Reinos de Taifas, os Zíridas tomaram o controlo da Cora de Elvira e fundaram a Taifa de Granada. O primeiro monarca zírida, Zaui ibne Ziri, fundou a nova cidade de Medina Garnata em 1013, em redor do castelo existente, abandonando Medina Elvira, que ficou despovoada por volta do ano 1020, caindo em ruínas. A partir de então, a Granada muçulmana teve três fases distintas de evolução: a zírida, a berbere e a nacérida.
Durante o período zírida, começou por ser ocupada de forma intensiva a zona do centro do atual bairro do Albaicín, conhecida como Alcazaba Cadima (Alcáçova Cadima; em árabe: al-Qasba Qadima). Em finais do século XI, a maior parte da colina do Albaicín já estava urbanizada e rodeada duma muralha que em grande parte ainda subsiste nos nossos dias, embora parcialmente embutida no casario urbano. A cidade zírida ocupava uma área de 75 hectares e tinha cerca de 4 400 casas repartidas por vários bairros situados na colina do Albaicín.
Durante o período berbere, nome dado à época de domínio das dinastias berberes dos Almorávidas e dos almóadas (1090–1269), não houve mudanças significativas na estrutura da cidade. Das análises das fontes árabes feitas por diversos estudiosos, depreende-se que na época almorávida o recinto muralhado foi ampliado, tendo sido construídas portas como o Arco de las Pesas e a Porta Monaita (Bib-Albunaida), ambas ainda de pé. São também desta época as desaparecidas Bib-Alfajjarin, ou Porta dos Alfareros (oleiros) e o castelo conhecido como Torres Bermejas ("torres ruivas"). Os almóadas deixaram alguns edifícios notáveis, como o Alcázar Genil, e muralharam os arrabaldes a leste, onde hoje se situa o bairro de Realejo.
Os nacéridas fundaram o Reino de Granada após Maomé ibne Nácer (conhecido como Alhamar ["o vermelho"]), que se autoproclamou sultão em 1232, ter conquistado Granada em 1238. Sob os nacéridas, a cidade cresceu em área, população e riqueza, foram muralhados os arrabaldes do Albaicín e erigida a cidade palaciana da Alhambra. A construção desta iniciou-se durante o reinado de Alhamar, aproveitando a existência duma antiga fortaleza zírida. O seu filho Maomé II Alfaci (r. 1273–1302) construiu a maior parte das áreas palacianas e no início do século XIV existia já uma almedina, com lojas, habitações privadas e edifícios comunitários. A mesquita real (megit sultani) foi erigida por Maomé III (r. 1302–1309). A cidade nacérida foi organizada em seis distritos muralhados, que comunicavam entre si por portas que eram fechadas durante a noite. Cada um dos distritos tinha vários bairros de diferentes tamanhos e características.
A cidade permanecerá com essa estrutura até ao século XVI, já depois da conquista pelos Reis Católicos em 1492, apesar de nos onze anos que se seguiram à entrega da cidade pelos nacéridas terem ocorrido mudanças que acabariam por modificar significativamente o carácter da cidade.[carece de fontes?]

#### Transição do Reino Nacérida para Castela

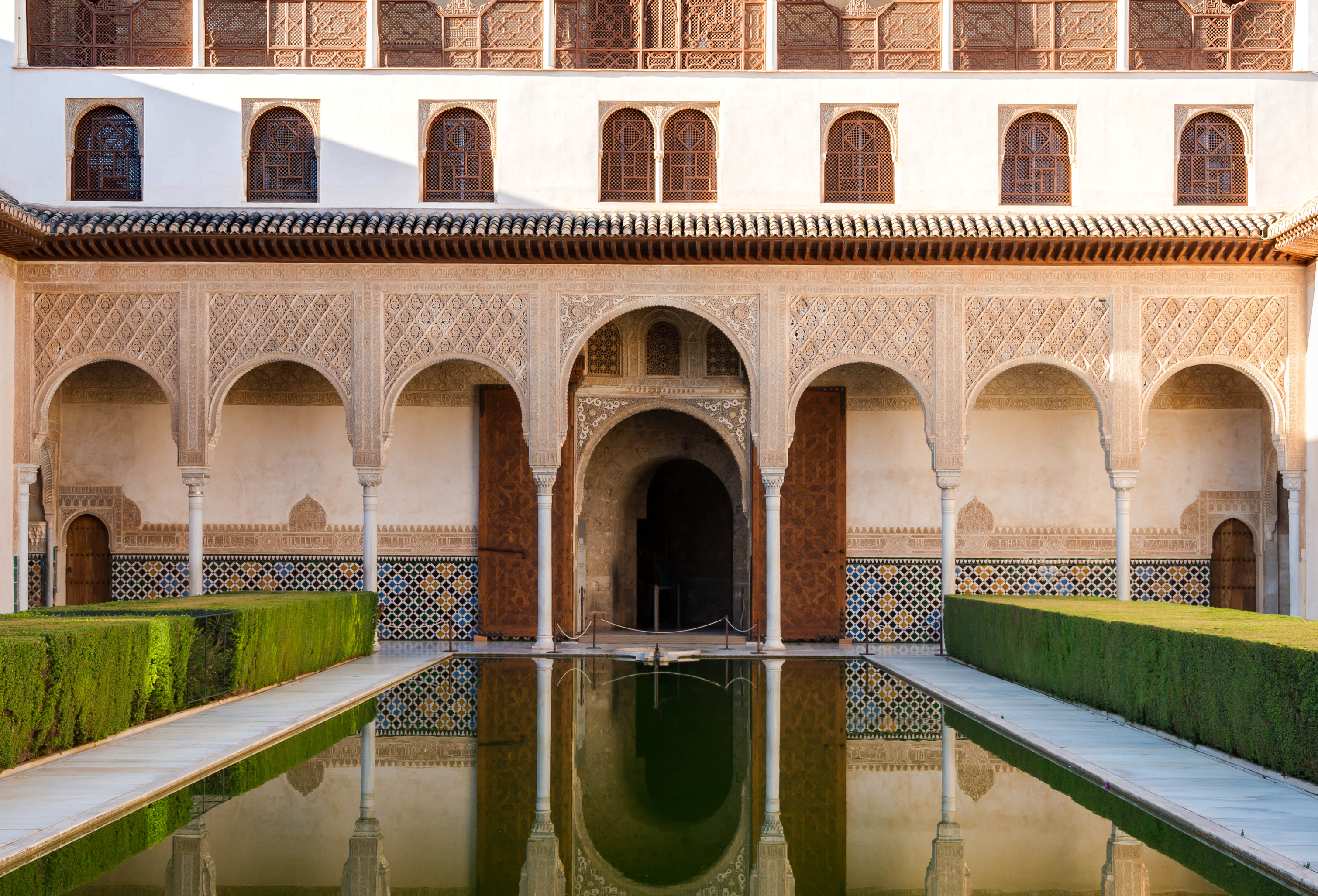
Pátio dos Arrayanes, na Alhambra

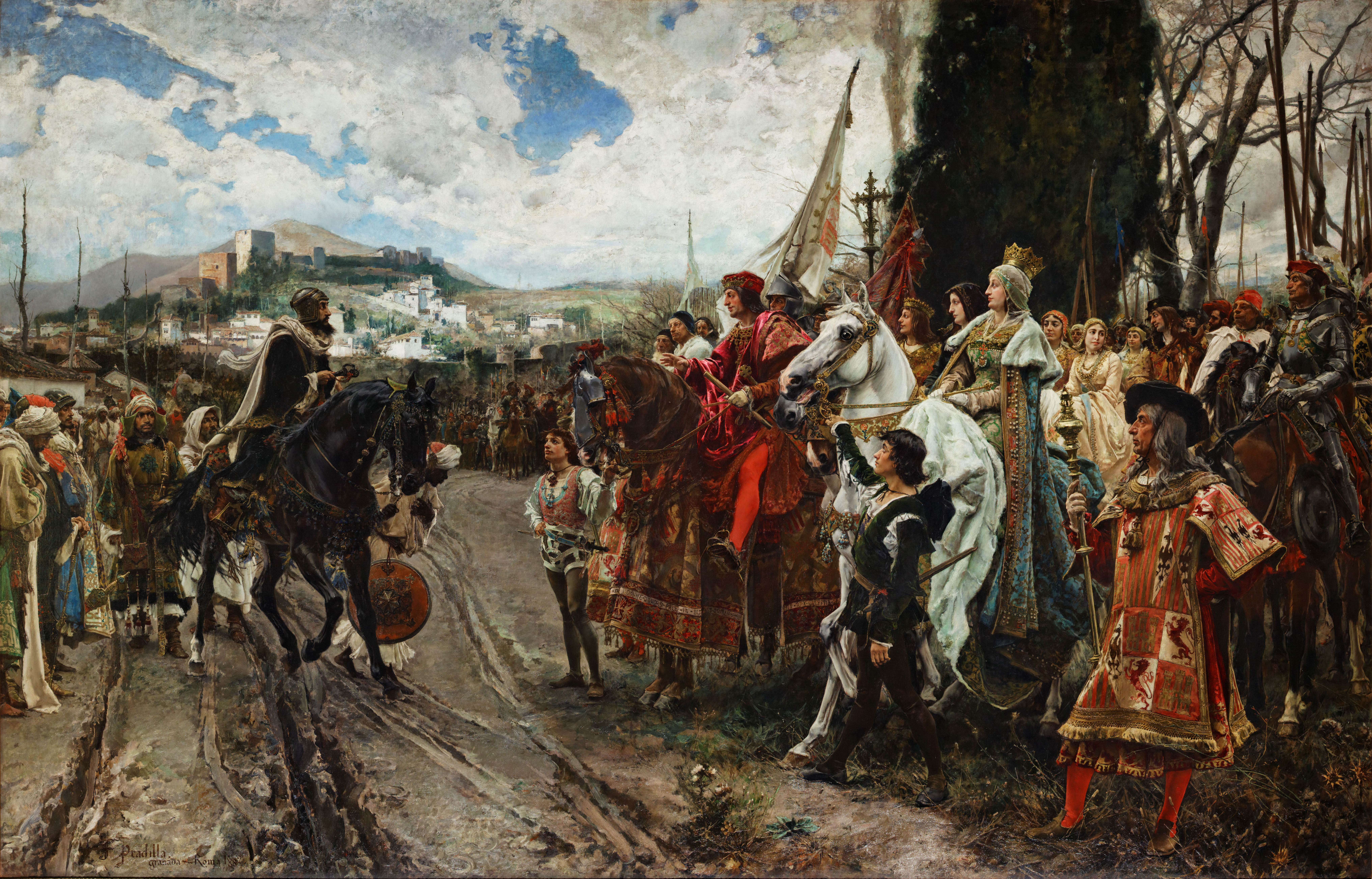
Reconstituição d´A Rendição de Granada; pintura de 1882 da autoria de Francisco Pradilla — Boabdil, o último sultão nacérida de Granada rende-se aos Reis Católicos

A conquista do Reino Nacérida de Granada, o último reduto muçulmano na Península Ibérica, conhecida como Guerra de Granada, foi iniciada em 1482. Em 1491, quando um poderoso exército castelhano entrou na Veiga de Granada e cercou a cidade, quase todo o território nacérida tinha sido conquistado, a maior parte nos quatro anos anteriores. Apesar disso, a cidade não caiu como consequência de confrontos militares, mas mediante um processo de negociações que culminou a 25 de novembro de 1491 com a assinatura em Santa Fe das chamadas Capitulações de Granada, em que foi acordado um prazo de dois meses para a entrega da cidade, prazo esse que acabou por não se esgotar, tendo a rendição ocorrido a 2 de janeiro de 1492.
Os termos das Capitulações garantiam vários direitos aos granadinos: podiam continuar a praticar de livremente e publicamente a sua religião, as suas propriedades seriam respeitadas e era mantido o direito islâmico para litígios entre muçulmanos, criando-se a figura de tribunais mistos para resolver questões jurídicas que envolvessem simultaneamente muçulmanos e cristãos. Foi também criado uma administração municipal muçulmana e foram previstas isenções fiscais durante três anos. Além disso, os reis castelhanos nomearam para primeiro arcebispo de Granada Fernando de Talavera, confessor da rainha Isabel e homem moderado que tinha grande estima pela qualidade moral dos vencidos.
Todavia, quando em 1499 a corte se instala temporariamente em Granada, muitos escandalizaram-se pela sobrevivência do Islão e que a população frequentasse de forma maciça as mesquitas. O novo confessor da rainha, Francisco Jiménez de Cisneros, arcebispo de Toledo, iniciou uma dura campanha de conversões forçadas, com confiscação e queima de livros, prisão de alfaquis (juristas islâmicos) e processos da Inquisição. Foram realizadas conversões em massa, mas isso não diminuiu a pressão sobre a população granadina pois, como relatava Diego Hurtado de Mendoza no primeiro terço do século XVI, «os cristãos novos, gente sem língua e sem favor, acanhada e mostrada a servir, viam condenar-se, tirar ou partir as fazendas que tinham possuído, comprado ou herdado dos seus avós, sem ser ouvidos.» Esta política gerou graves revoltas no Albaicín, especialmente após Cisneros ter convertido mesquitas em igrejas. As revoltas estenderam-se a outras zonas do reino e foram reprimidas de forma sangrenta entre 1499 e 1501. Os Reis Católicos aproveitaram esses acontecimentos para declarar nulas as Capitulações e ordenar as primeiras expulsão de mouriscos e a reclusão dos restantes num "gueto" situado em Bib-Rambla.

### Idade Moderna

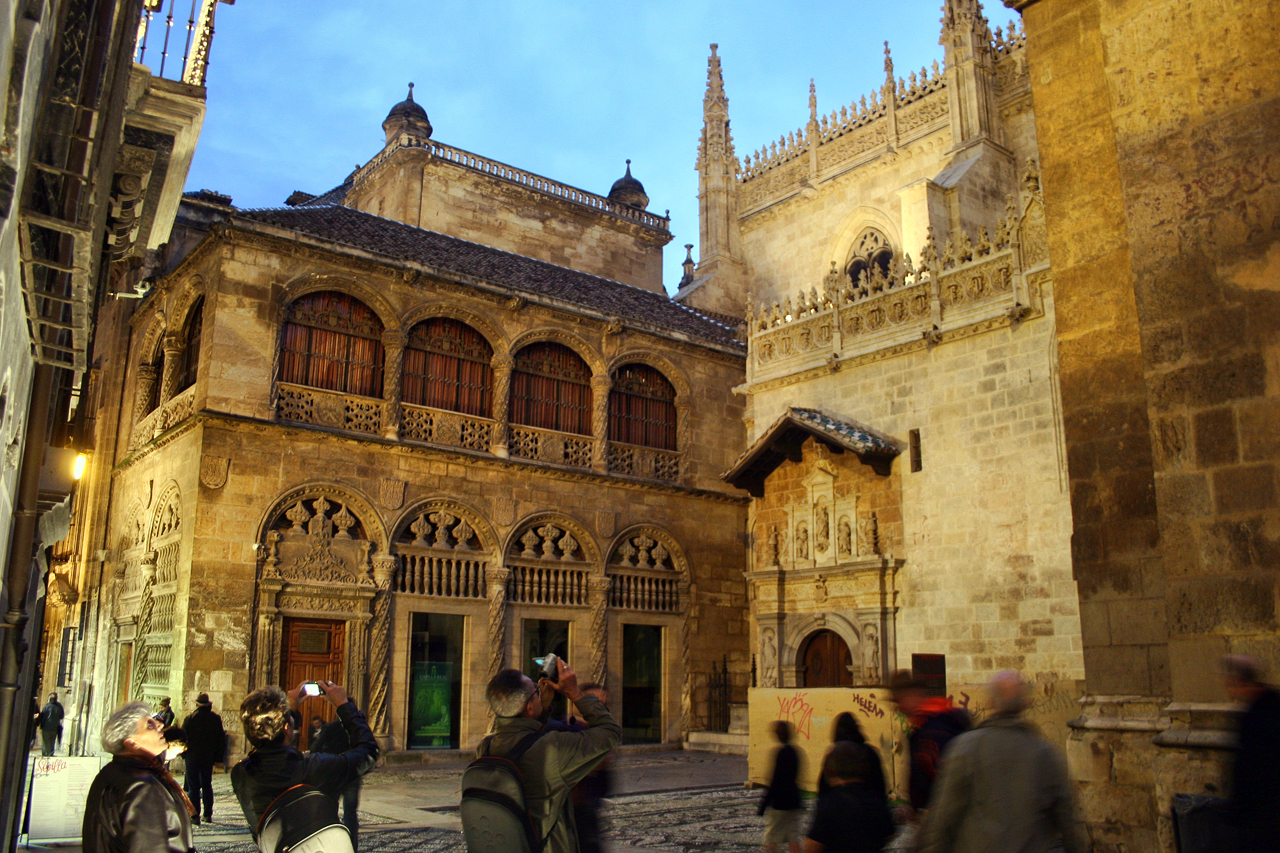
Traseiras da Capela Real, mandada construir em 1504 e onde estão sepultados os Reis Católicos

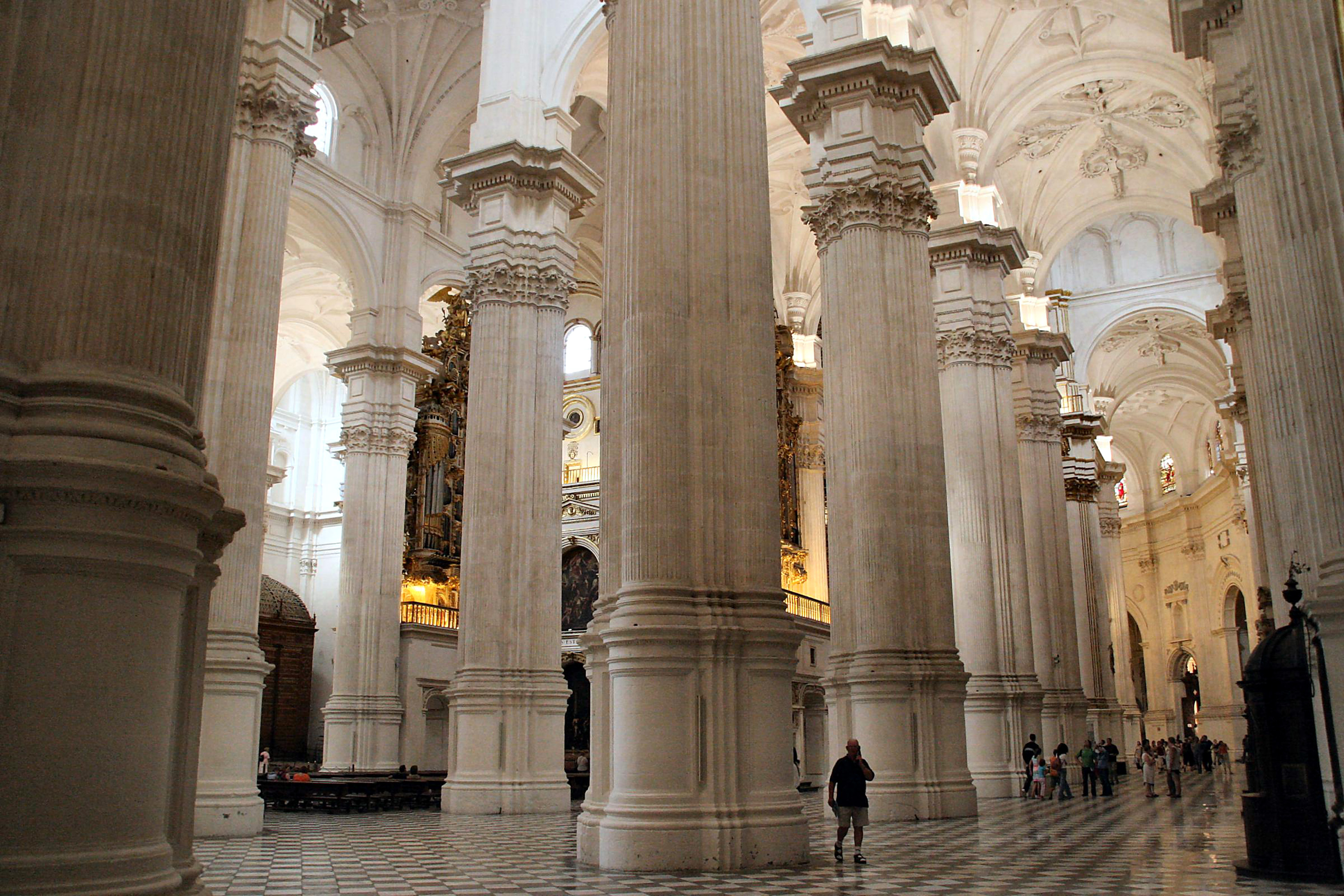
Interior da Catedral da Anunciação de Granada, uma das obras-primas da arquitetura renascentista espanhola

Todos os viajantes e eruditos que visitaram Granada no virar do século XV para o século XVI admiraram os seus edifícios, nomeadamente os reis Joana, a Louca e Carlos V, que gastaram grandes somas de dinheiro na manutenção e outras obras na Alhambra e noutros edifícios de interesse, o que contribuiu para a sobrevivência da sua arquitetura. Isso não obstou que, logo após a conquista se desenvolvesse uma política urbanística de afirmação do novo poder, erigindo grandes edifícios nos espaços mais representativos da cidade muçulmana: a Capela Real, mandada construir em 1504, onde foram sepultados os Reis Católicos em 1521; o Hospital Real, iniciado em 1511; a catedral, cujo projeto foi encomendado em 1506 e cuja cerimónia de colocação da primeira pedra ocorreu em 1523; o Palácio de Carlos V, mandado construir em 1526; a Real Chancelaria, iniciada em 1531; etc.
O caráter marcadamente muçulmano da cidade rapidamente geriu uma animosidade contra o aspeto urbano, tendo as autoridades castelhanas começado a considerarem-se na obrigação do transformarem para resolverem os supostos problemas derivados dessa situação. Assim, em 1565, Filipe II chegou a qualificar o Albaicín como "perigoso", e deu instruções ao corregedor local para atuar. Este afã em extirpar o Islão da nova cidade levou a que as principais mesquitas fossem demolidas: a de ibne Gimara em 1521, a de Antequeruela em 1540, a de Alhambra em 1576, além de muitas outras. Houve também mesquitas que foram transformadas em igrejas. Procedeu-se também à "castelhanização" da malha urbana, alargando ruas, removendo cemitérios e fundando conventos. Foram abertas ou reformadas grandes praças, como a de Bib-Rambla, Campo del Príncipe (1513), Plaza Nueva (antiga Hatabin; 1515), etc. Segundo o historiador Bernard Vincent, no século XVI Granada era uma cidade em obras, onde se levava a cabo um vasto programa de mudança, impulsionado pelos reis da Casa de Áustria.
Inicialmente essa política de transformações não incluía o Albaicín, mas em consequência da sublevação dos mouriscos (1568–1571), que começou no coração desse bairro, a população do mesmo foi expulsa em massa, o que provocou o abandono de casas, lojas e outros edifícios, o que levou o bairro a entrar num acelerado processo de ruína, que foi agravado pelas pilhagens das tropas e pelas fortes tempestades de 1580. A população passou de 30 000 em 1560 para apenas 5 000 recenseados em 1620. A imagem tradicional do Albaicín que perdura até aos nossos dias foi adquírida no século XVII, com carmens, hortas e fraca densidade populacional.

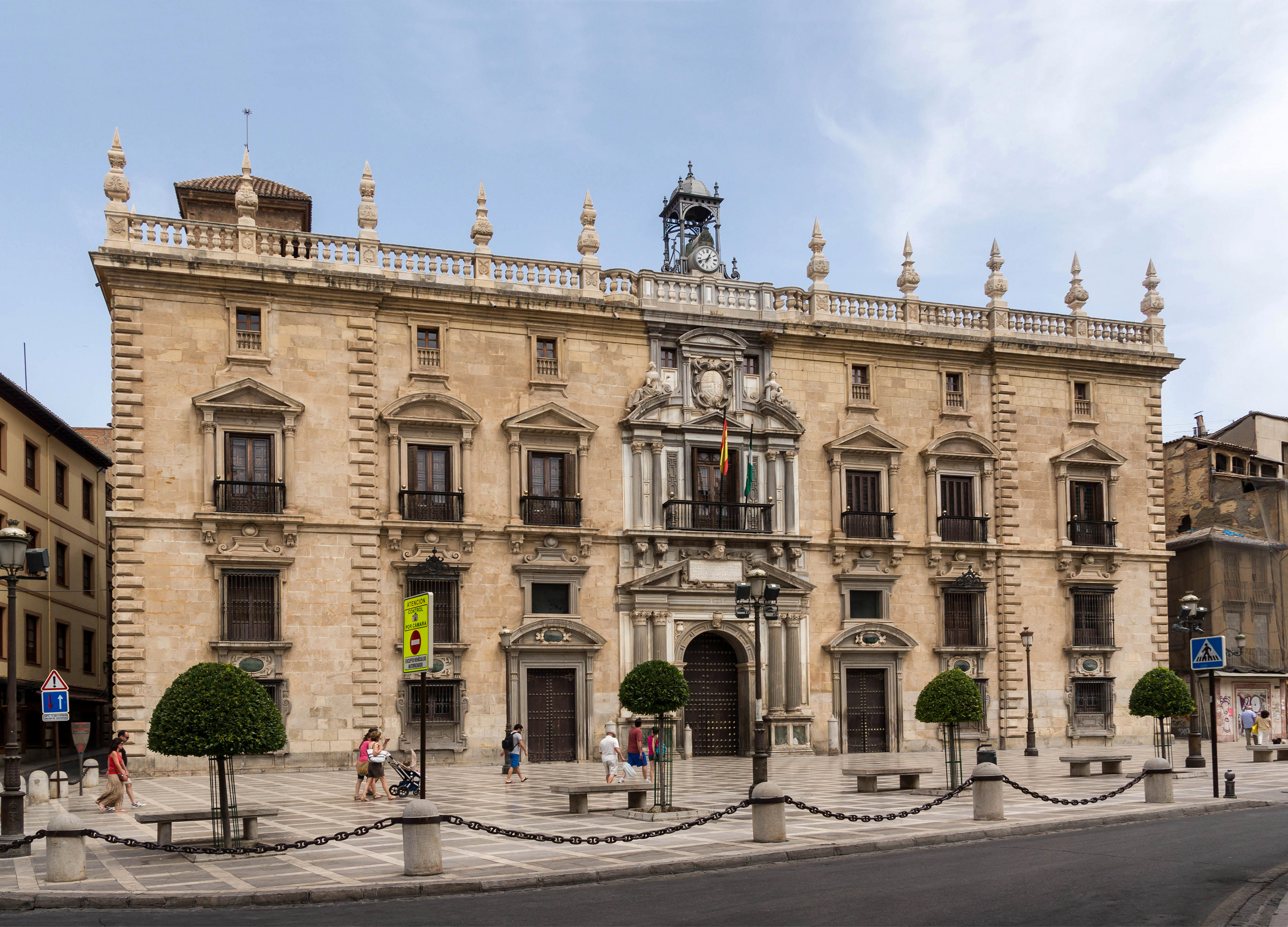
A Real Chancelaria de Granada, fundada em 1505 por Isabel, a Católica. O edifício foi mandado construir em 1531 por.

Depois desta época de grandes mudanças, a cidade sofreu outras modificações importantes na sua imagem e estrutura desde meados do século XVI até meados do século XIX. Na primeira metade deste período verificou-se um declínio acentuado, tanto económico como social, devido à cidade não se ter recomposto das perdas causadas pelas "castelhanização", que afetou atividades como a produção de seda e a agricultura de regadio, da expulsão dos mouriscos e duma longa série de catástrofes naturais (inundações, terramotos, etc.) e epidemias, especialmente de tifo. A população passou dos quase 70 000 estimados para o primeiro terço do século XVI para 30 000 no censo de 1718. No decurso do século XVII registaram-se vários conflitos violentos e "motins de subsistência", motivados pela má situação económica, tendo que foram especialmente graves em 1648. Quer a população quer a economia recuperaram no século XVIII, sobretudo em resultado duma forte diminuição da taxa de mortalidade e pela imigração vinda do resto da Andaluzia. Esse desenvolvimento manifesta-se no importante património barroco. A população ultrapassou os 50 000 habitantes em 1752, segundo o cadastro de Ensenada, um número que permanecerá estável durante muito tempo. Na segunda metade do século XVIII foram realizadas várias obras urbanas importantes: os passeios (espaços ajardinados) da Bomba, do Salón e do Violón, todos eles junto rio Genil, e a praça de touros do Triunfo (1768). Mas também foram demolidos algumas construções emblemáticas, como o castelo de Bibataubín ou a Porta Real (1790).[carece de fontes?]

### Idade Contemporânea

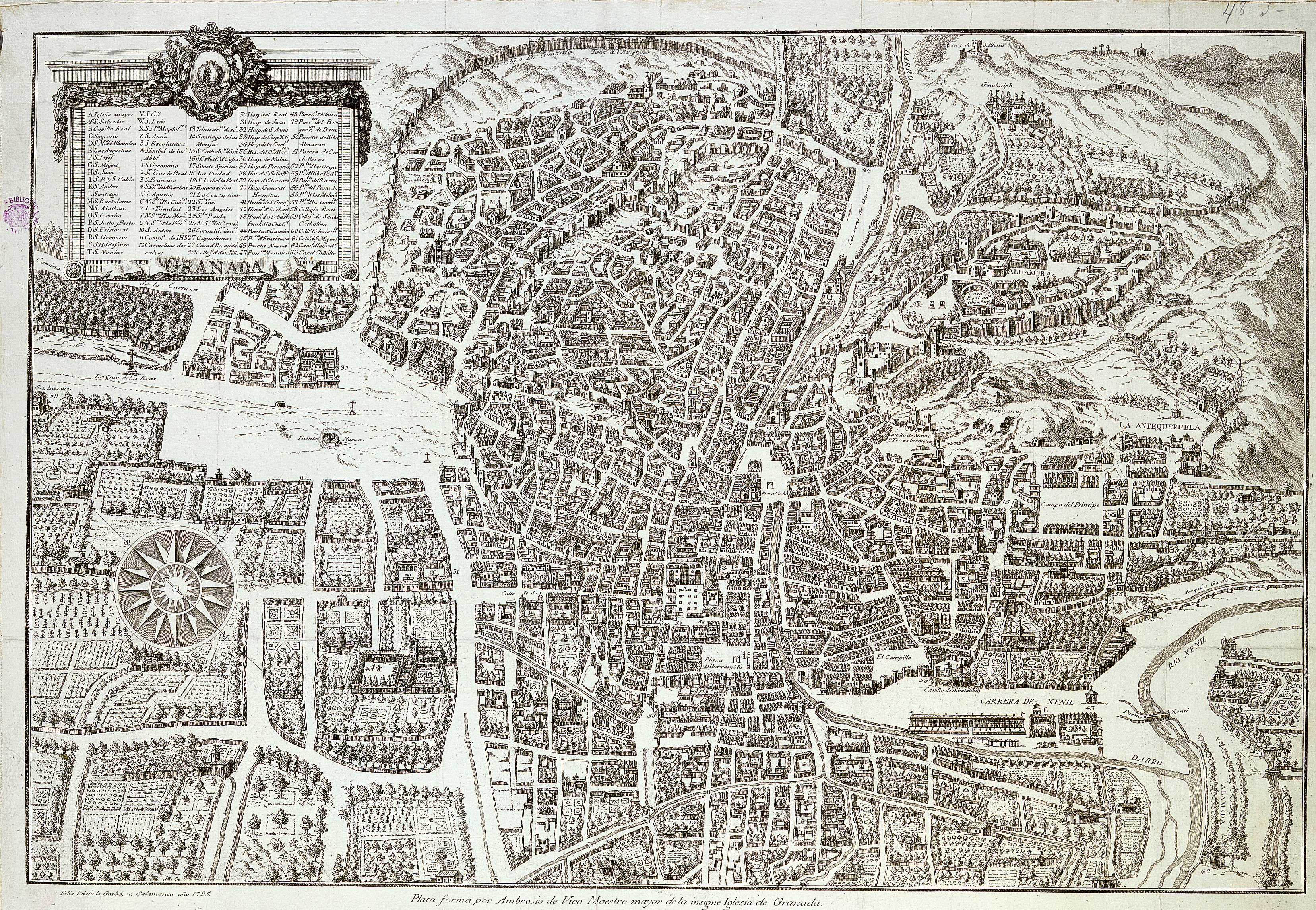
Mapa de Granada publicado em 1795

#### Século XIX
No início do século XIX Granada era uma cidade onde a religião tinha um grande peso, nomeadamente pelos seus conventos, burocrática, sede da Real Chancelaria, onde a universidade e o grandes estabelecimentos militares implicava a estadia temporária de numerosas pessoas, que potenciavam os serviços, comércio e artesanato. Além disso, a produtividade agrícola das áreas circundantes tinham-na tornado uma das cidades com maior rendimento per capita de Espanha. Granada era então a terceira capital provincial em número de votos nas Cortes. O clero, especialmente o clero regular, tinha um grande peso económico na cidade, derivado das suas grandes possessões e das suas atividades, que incluíam a administração de várias hospedarias.
A estrutura urbana continuava a ter uma estrutura medieval, pelo menos nos bairros intramuros, e ainda existia grande parte do casario da época muçulmana, o que a tornava uma cidade pitoresca mas insalubre. Em finais do século XVIII tinha ocorrido um grande desenvolvimento das indústrias complementares do cultivo da seda, linho e cânhamo que se refletiu num forte crescimento económico. Mas no início do século XIX este mercado começou a decrescer, em parte como consequência da Espanha com a França na guerra contra o Reino Unido e posterior derrota da armada franco-espanhola na batalha de Trafalgar (1805), que acabou por encerrar o mercado inglês, o principal destino da indústria de fiação granadina.

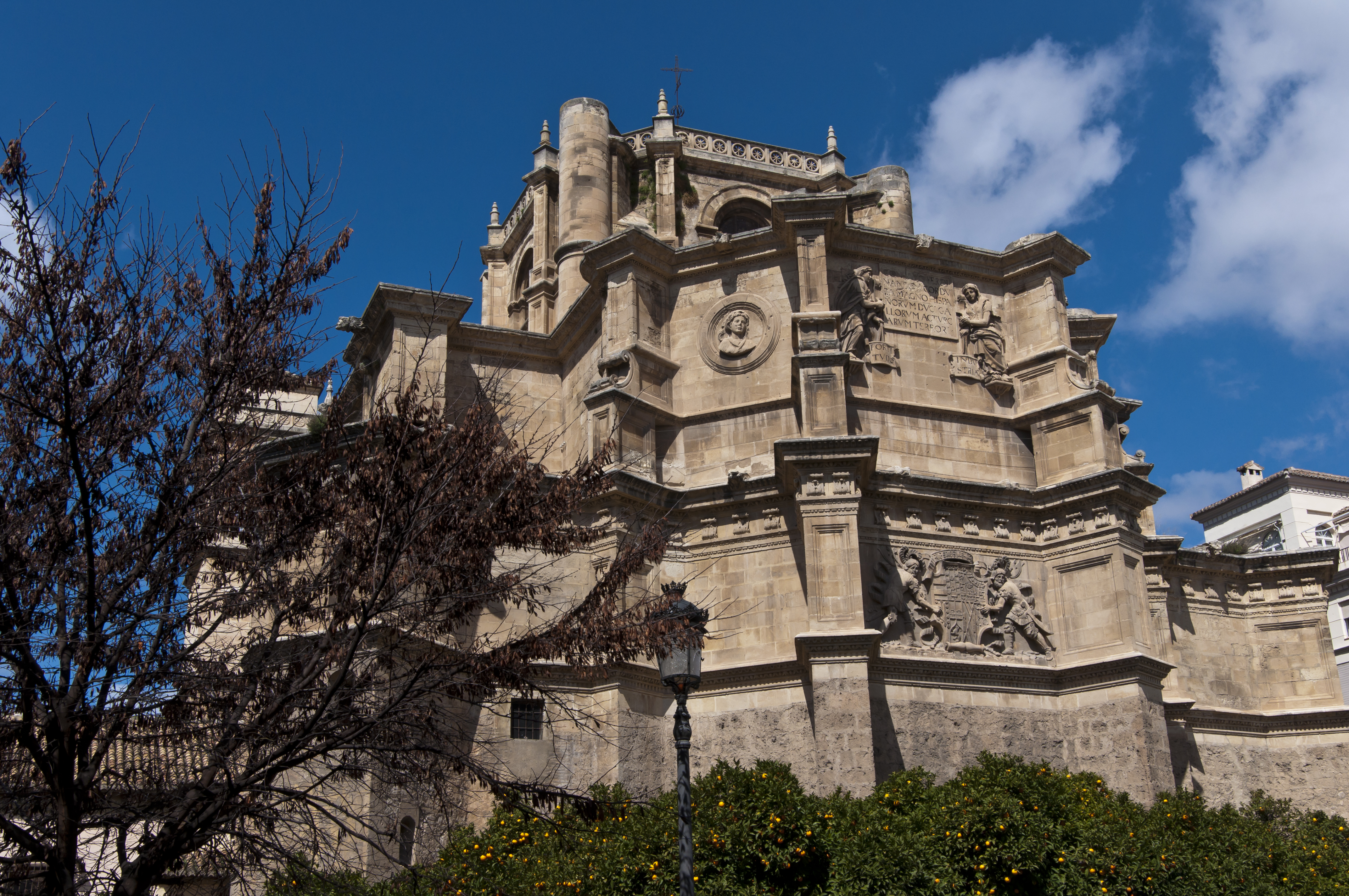
Mosteiro de São Jerónimo, outra obra do século XVI; a sua torre foi demolida pelas tropas napoleónicas no início do século XIX para construir a Ponte Verde sobre o rio Genil

A 28 de janeiro de 1810 as tropas francesas comandadas pelo general Sébastiani ocuparam Granada, ali permanecendo até 16 de setembro de 1812. Durante a ocupação a economia local foi gravemente afetada, devido às inúmeras obras de fortificação que Sébastiani e, depois Leval levaram a cabo nos arredores da Alhambra e do castelo de Santa Helena. Também foram feitas algumas obras urbanas, como o ajardinamento dos Passeios do Salón e la Bomba e a Ponte Verde sobre o rio Genil, situada no final daqueles. Para erigir a ponte, foi demolida a torre do mosteiro de São Jerónimo. Foi também finalizado e inaugurado o Teatro Napoleão (depois rebatizado Teatro Cervantes). Antes de abandonar a cidade, os franceses destruíram várias torres da muralha da Alhambra e outros edifícios de uso militar.
Toda a primeira metade do século XIX foi uma época de declínio económico, estagnação demográfica e deterioração do casario urbano, o que agravou os problemas endémicos de insalubridade. A isso somou-se a perda de peso político e burocrático — por exemplo a Chancelaria passa a ser apenas uma Audiencia, abarcando apenas quatro províncias. As sucessivas desamortizações (desapropriação de bens da Igreja) não contribuíram para melhorar a situação e, pelo contrário, reforçaram um processo de destruição do património histórico de proporções até então desconhecidas. A partir do reinado de Isabel II (r. 1833–1868) o objetivo das instituições públicas foi a "modernização" da cidade, a melhoria das suas condições de salubridade e a renovação dos edifícios.
Nas últimas décadas do século XIX verificou-se um grande e inesperado crescimento económico, devido sobretudo à instalação de fábricas de açúcar de beterraba, a primeira das quais foi instalada em 1868. A integração de Granada na rede ferroviária espanhola contribui para o desenvolvimento dessa indústria. O comércio também se desenvolveu e foram abertas novas ruas de formato moderno: parte do leito do rio Darro foi colocado sob abóbadas para construir sobre ele a rua Reis Católicos; a Gran Vía de Colón foi aberta demolindo muitas casas de origem muçulmana, incluindo o palácio de Cetti Meriem; o antigo bairro de Zacatín foi demolido, etc. A cidade adquiriu assim uma imagem burguesa e modernizada, ainda que à custa da diminuição do seu património — nas palavras do professor Gaya Nuño «Granada era uma das cidades de Espanha que tinha sofrido mais perdas no seu património histórico, juntamente com a cidade de Saragoça».

#### Século XX

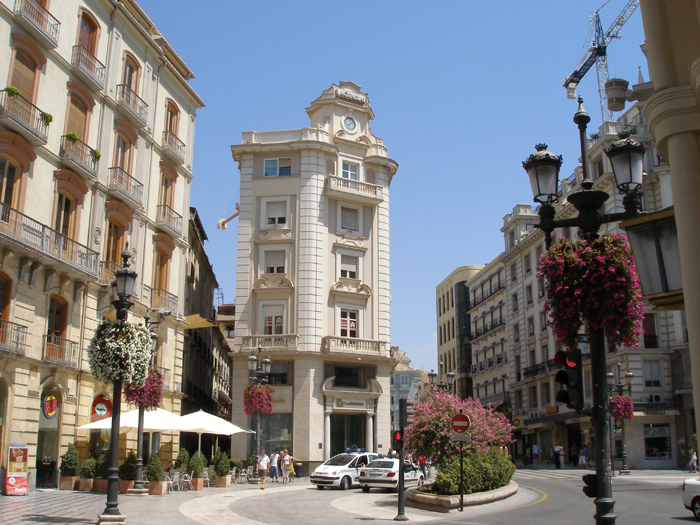
Praça da Puerta Real

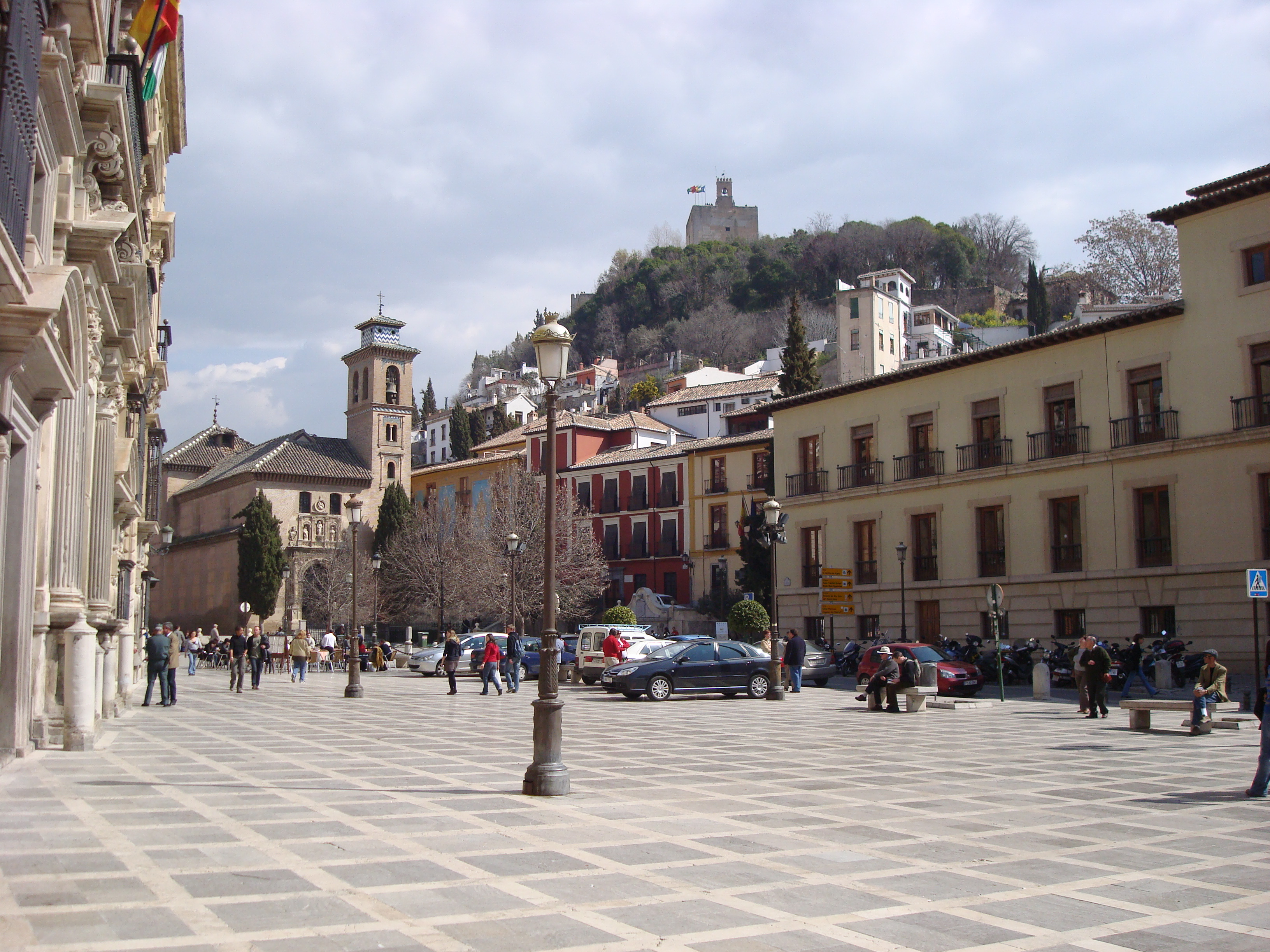
Plaza Nueva

No início do século XX, Granada desfrutava duma boa situação social e económica no contexto de Espanha, com uma economia em crescimento baseada principalmente na betterraba sacarina e com perspetivas de industrialização importantes. Este processo manteve-se pelo menos durante o primeiro terço do século. O crescimento demográfico acelerou a partir de 1900 (75 900 no censo desse ano, 103 368 no de 1920 e 155 405 em 1940), duplicando a população em algumas décadas, tanto da cidade como das localidades próximas. Este processo decorreu paralelamente ao desenvolvimento de correntes regeneracionistas, embora sobre uma estrutura política espartilhada, fortemente caciquista e incapaz de aproveitar todos estes fatores, controlada por um grupo pouco permeável de "representantes nas cortes" composto essencialmente por proprietários rurais e alguns profissionais, sobretudo catedráticos da universidade e advogados.
Neste período, partidos como o Partido Socialista Operário Espanhol (PSOE) e o Partido Republicano Autónomo de Granada conseguiram algutinar uma parte importante da população que será decisiva nas eleições municipais de 12 de abril de 1931, nas quais obtiveram 30 dos 45 lugares em disputa. No primeiro período da Segunda República (1931–1933), a cidade foi governada por esses dois partidos, apesar do Partido Republicano Autónomo se ter desagregado em 1933. Parte dos republicanos autónomos aderiu ao Partido Republicano Radical, que cresceu em votos a ponto de igualar o PSOE em 1933. Foi um tempo de conflitos sociais na cidade, com numerosos distúrbios e confrontos nas ruas, protagonizados sobretudo por trabalhadores do setor açucareiro que eram muito ativos. As posições conservadoras da Ação Popular e da União de Direitas também foram reforçadas com vista às eleições gerais de 1933. Estas forças políticas ganharam essas eleições juntamente com os radicais, e após o governo municipal ter sito destituído, governaram o ayuntamiento com os radicais através duma "comissão gestora". No período de 1933 a 1936, o Partido Radical praticamente desapareceu em Granada e a conflitualidade social cresceu. A vitória nas eleições foi inicialmente atribuída à direita, mas houve tantas irregularidades que os protestos dos socialistas fizeram modificar os resultados. Quando a guerra civil estalou em 1936, Granada tornou-se uma zona sublevada isolada entre zonas controladas pelo governo republicano, o que deu origem, sobretudo nos primeiros meses, a um elevado número de detenções e execuções políticas — entre 1936 e 1956 foram fuziladas 3 969 pessoas nos muros do cemitério de Granada, entre elas o poeta García Lorca.

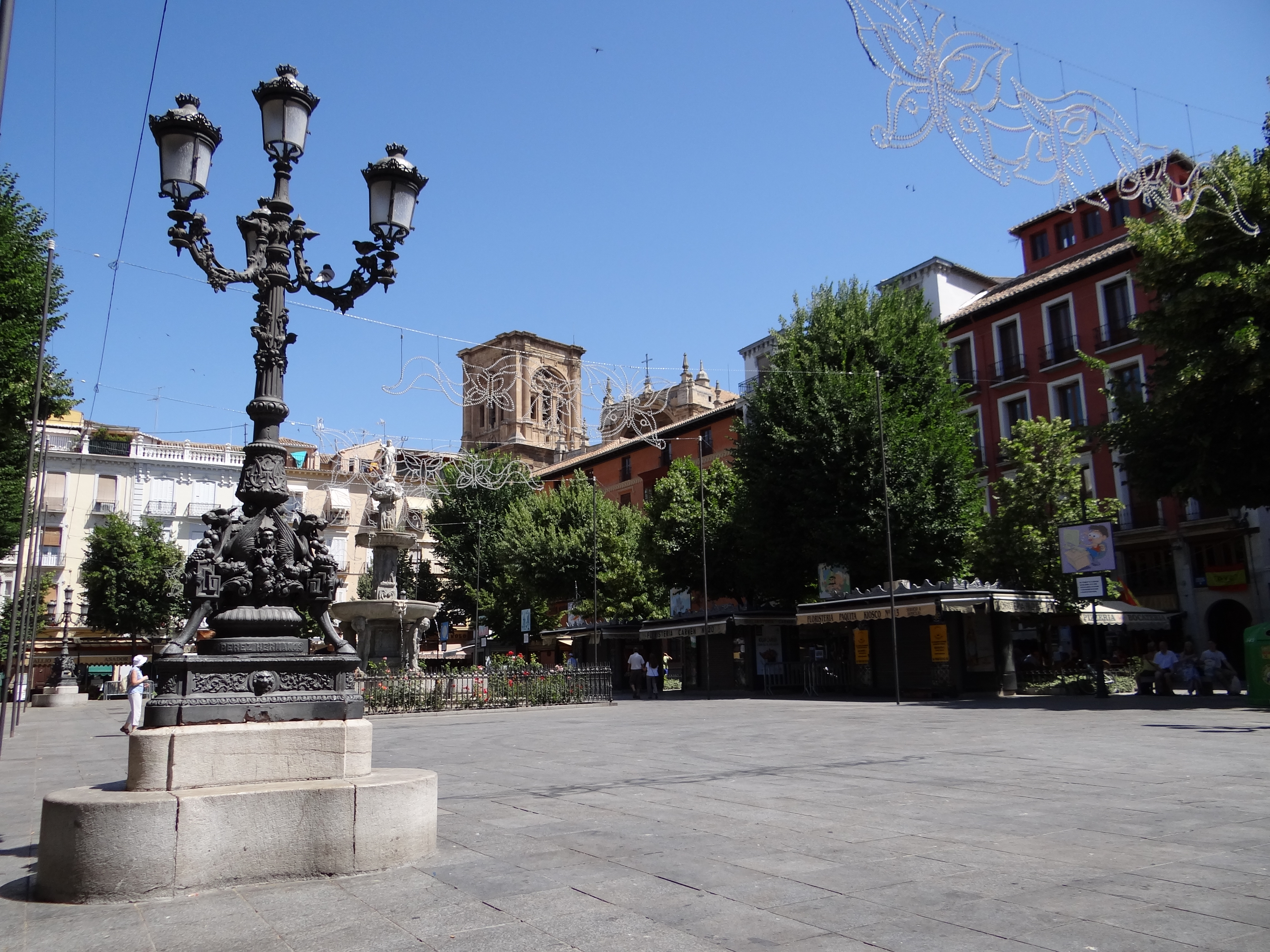
Praça Bib-Rambla, uma das mais importantes da cidade desde a Idade Média

Durante a guerra civil o ayuntamiento levou a cabo um ambicioso plano de reforma e arruamentos ("Plan de Reforma y Ensanche"), empreendido sobretudo a partir de 1938, com a tomada de posse como alcaide de Antonio Gallego Burín, que incluiu a limpeza dum grande número de edifícios e zonas da cidade, mas também a demolição de bairros inteiros, como La Manigua, onde se abriu a atual rua Ángel Ganivet.
A conflitualidade social do período republicana foi em grande parte originada pela forte crise económica, que em Granada se traduziu na queda do setor açucareiro e que teve um carácter especialmente grave. A primeira fábrica açucareira (de Santa Juliana) foi desmantelada em 1926, a que se seguiram as outras, até que em 1940 encerraram as últimas que ainda estavam em funcionamento, encerrando um ciclo de expansão que não teve alternativas económicas. Isso somado ao grave impacto da guerra, à perda do restante tecido industrial e à exclusão de Granada das zonas apoiadas pela "Lei de Proteção da Indústria Nacional" de 1939, resultou em que a cidade estagnasse economicamente e a sua população declinasse, principalmente em consequência da emigração, mantendo-se à margem do desenvolvimento a que se assistiu em Espanha a partir do final da década de 1950. No pós-guerra, o rendimento per capita de Granada caiu para os últimos lugares do país e passou a ser uma cidade basicamente burocrática e universitária. Só no último terço do século XX é que se desenvolveu um forte setor terciário graças ao turismo. Apesar de tudo, o desenvolvimento dos anos 1960 e 1970 modificou substancialmente a imagem da cidade, que avançou sobre a veiga e reformou a sua estrutura interna, dando continuidade à política iniciada no século anterior, com demolições de casas antigas para ampliar as ruas, devido à pressão do tráfico urbano.
Passado mais recente

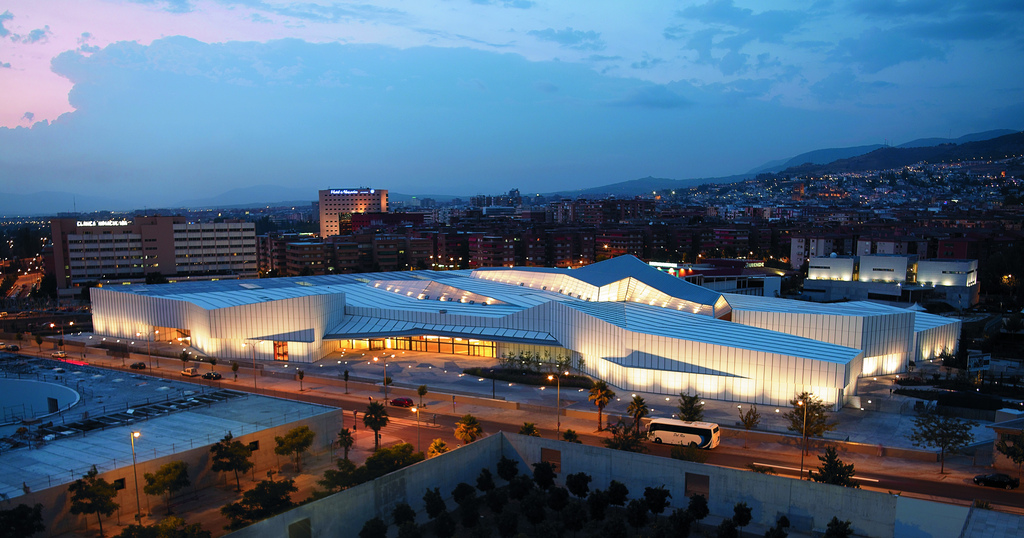
Edifício "Macroscópio", no Parque das Ciências de Granada, inaugurado em 1995

A 3 de abril de 1979 realizaram-se em toda a Espanha as primeiras eleições municipais democráticas. Em Granada, obtiveram representação no ayuntamiento quatro partidos: a União de Centro Democrático (UCD), o Partido Socialista Operário Espanhol (PSOE), o Partido Comunista de Espanha (PCE) e o Partido Socialista da Andaluzia (PSA; atual Partido Andaluzista). Como nenhum obteve votos suficientes para governar sozinho, o PSOE, PCE e PSA aliaram-se e a assembleia municipal elegeu como alcaide o vereador socialista Antonio Jara Andréu, que manteve o cargo até 1991. A política urbanística dessa primeira vereação democrática e das seguintes apenas diferiu das anteriores pelos planos destinados a "modernizar" a cidade como sede duma área metropolitana, a primeira a ser criada na Andaluzia, que abarcava cerca de 30 municípios. O principal objetivo era solucionar o grave problema de infraestruturas de comunicção, tanto ferroviárias como rodoviárias, cuja carência tinha isolado Granada desde meados do século XX, deixando-a marginalizada em termos de investimentos e desenvolvimento em relação a outros pontos da Andaluzia.
Desde os anos 1980 que as infraestruturas foram paulatinamente melhoradas e foram instaladas na cidade algumas instituições governamentais autonómicas. Em 1989 foi criado o Tribunal Superior de Justiça da Andaluzia, sediado em Granada, apesar de parte dele funcionar também em instalações situadas em Sevilha e em Málaga. No anos 1990 foram melhoradas as comunicações terrestres, com a construção de autoestradas que ligam a Almeria, Jaén, Málaga e Sevilha e o melhoramento das ligações a Madrid e Valência. A estrada que liga à costa e ao porto de Motril foi também convertida em autoestrada. O carácter de "cidade cultural" foi também impulsionado, nomeadamente com a construção do Parque das Ciências de Granada, inaugurado em 1995, o primeiro museu interativo de ciências do sul de Espanha.[carece de fontes?]

## Geografia

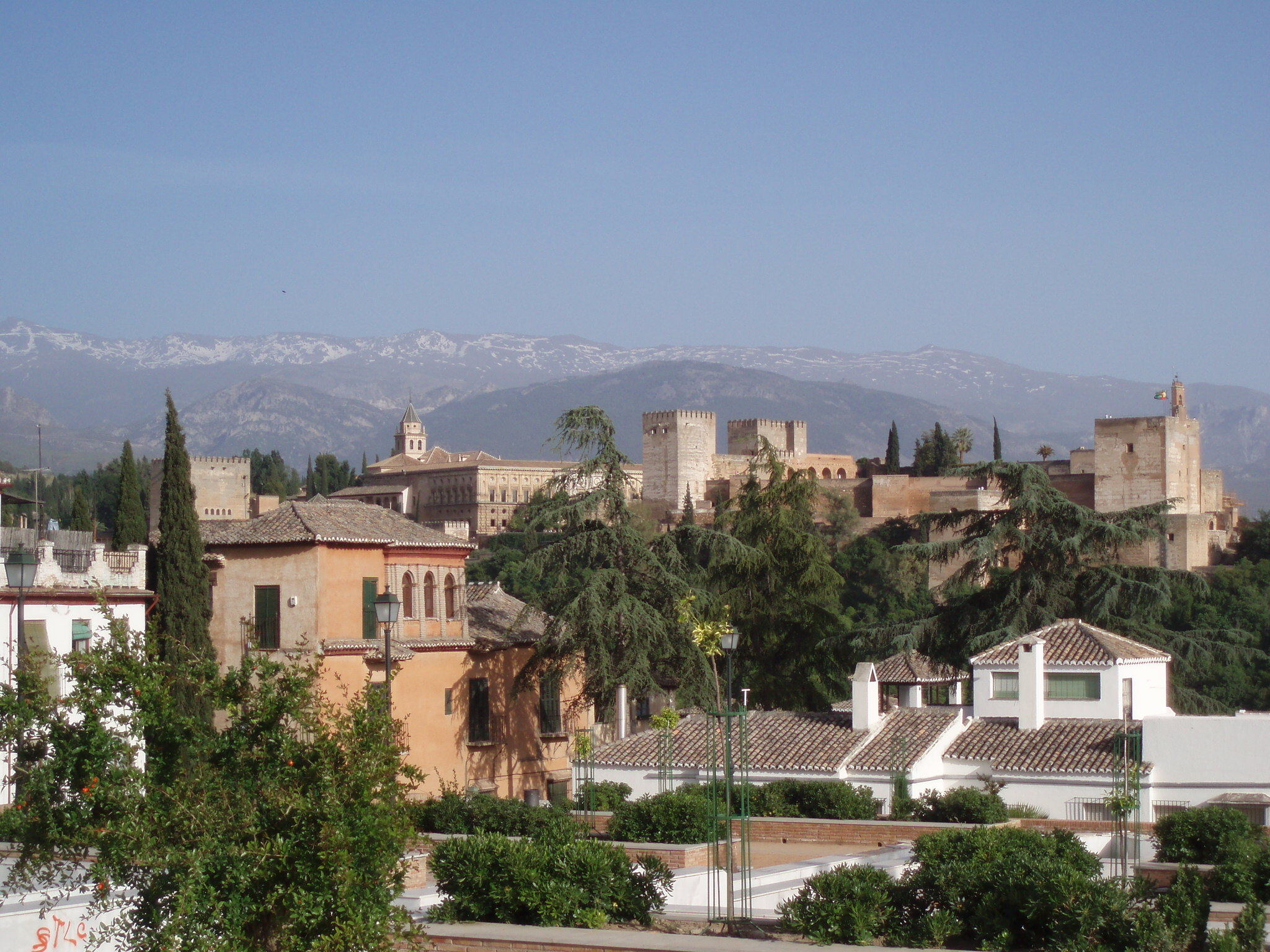
A Alhambra vista do miradouro de San Cristobal, com a Serra Nevada ao fundo

O município situa-se no extremo oriental da depressão de Granada, em contacto com o sopé da Serra Nevada. A depressão encontra-se no chamado Sulco Intrabético (ou Depressão Intrabética), um conjunto de depressões do Sistema Bético que separa as cordilheiras Penibética e Subbética. Os principais pontos de acessos naturais da região são: o corredor de Iznalloz, que liga com a generalidade da Andaluzia e com o centro da Península Ibérica através do desfiladeiro de Despeñaperros; o vale de Lecrín, que dá acesso à costa subtropical granadina; o Puerto de la Mora, um passo de montanha na serra de Huétor dá acesso às hoyas ("covas") de Guadix e de Baza e, por conseguinte às regiões de Almeria e Múrcia; o corredor de Loja liga às depressões de Antequera e Bética.
| Municípios limítrofes de Granada |                                                   |                                   |
| Atarfe                           | Maracena, Pulianas, Jun, Víznar                   | Huétor Santillán, Beas de Granada |
| Santa Fe, Vegas del Genil        |                                                   | Dúdar                             |
| Churriana de la Vega, Armilla    | Ogíjares, La Zubia, Huétor Vega, Cenes de la Vega | Pinos Genil                       |

### Relevo

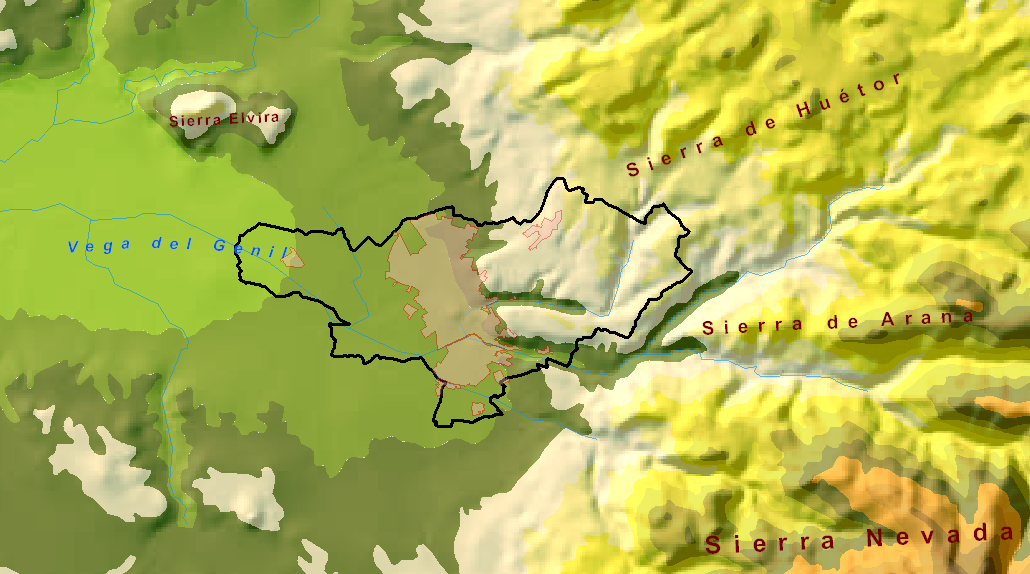
Mapa do relevo do município de Granada

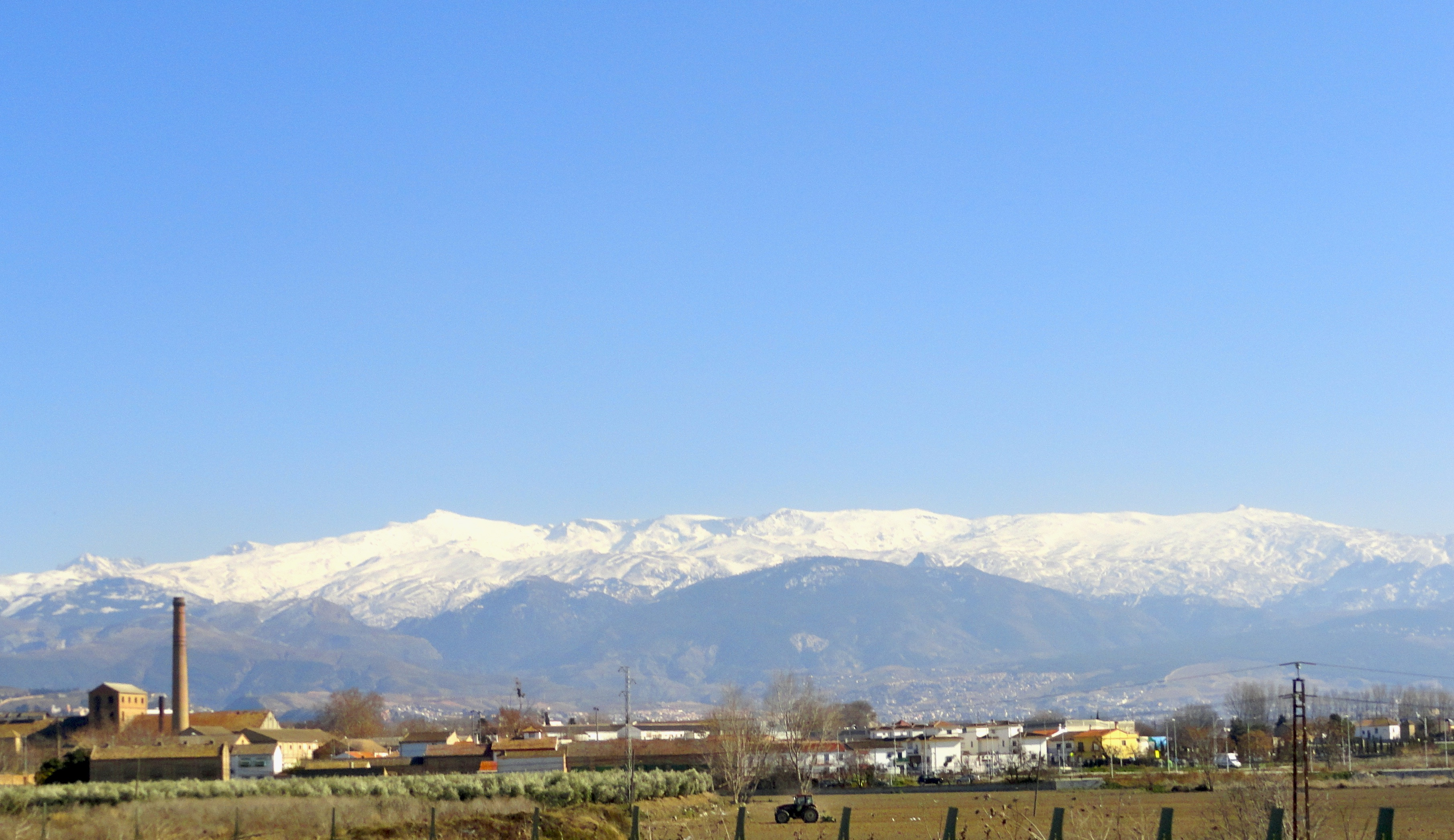
A Serra Nevada vista das imediações de Granada

A orografia do município é marcada pela sua localização na extremidade  oriental da depressão de Granada. As serras de Huétor, Arana e Nevada constituem a cabeceira desta bacia sedimentar.
A génese deste relevo remonta à orogenia alpina, quando ocorreu a dobra dos sedimentos depositados numa grande fossa oceânica que ocupava o que são hoje os Sistemas Béticas. A depressão surgiu devido ao afundamento de diversos blocos devido ao efeito das falhas que a rodeiam completamente e à maior densidade dos materiais que a compõem em relação às zonas montanhosas circundantes. Este substrato foi colmatado paulatinamente ao largo do Terciário e Quaternário por sedimentos erodidos das jovens cordilheiras criadas durante a orogenia alpina.
Um dos relevos mais caraterísticos e emblemáticos é a denominada formação ou aglomerado Alhambra, constituído por sedimentos de detritos muito grossos ligados a leques aluviais. A intensa erosão fluvial durante o Plioceno provocou o depósito brusco de materiais, formando montanhas de aglomerados cuja espessura chega aos 300 metros, caraterizados pela grossura e desordem dos seus cantos devido à rapidez e intensidade da erosão.
Já durante o Quaternário, estas formações de sopé voltaram a sofrer erosão e foram configuradas morfologicamente pela rede hidrográfica, produzindo a paisagem atual. Em alguns casos a ação dos rios escavou desfiladeiros profundos, em cujas encostas é possível observar os diferentes estratos de aglomerados, como ocorre no Barranco de los Negros.
Por último, a rede hidrográfica, onde se destaca o rio Genil, modelou e perfilou uma grande planície de sedimentação, formada por materiais detríticos onde predominam as areias, limos e argilas, dependendo da distância ao centro da bacia. Esta planície aluvial é de grande riqueza do ponto de vista agrícola e, juntamente com as jazidas auríferas ligadas aos rios Darro, e Genil, esteve na origem do seu rápido povoamento.

### Hidrografia

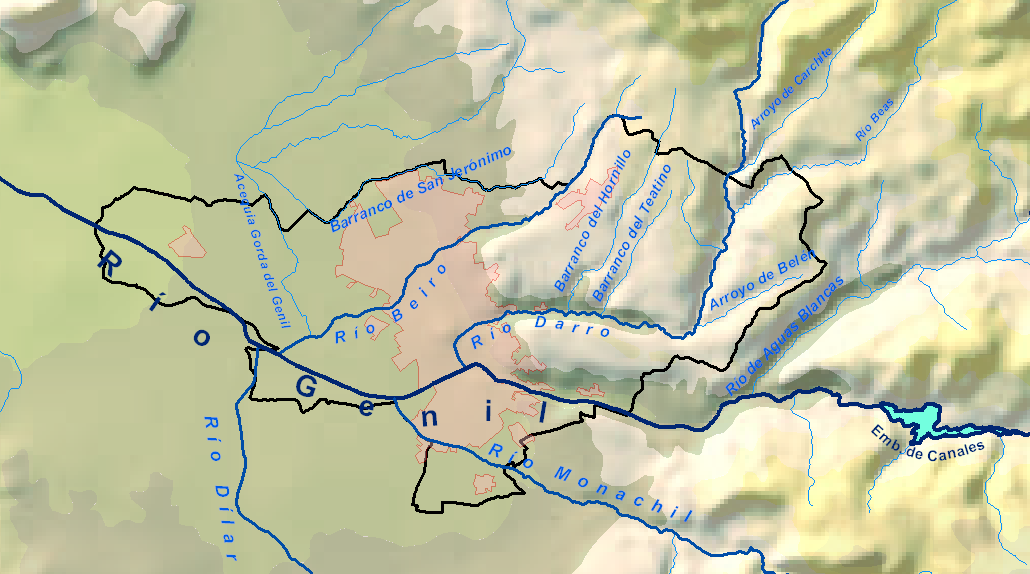
mapa dos rios de Granada

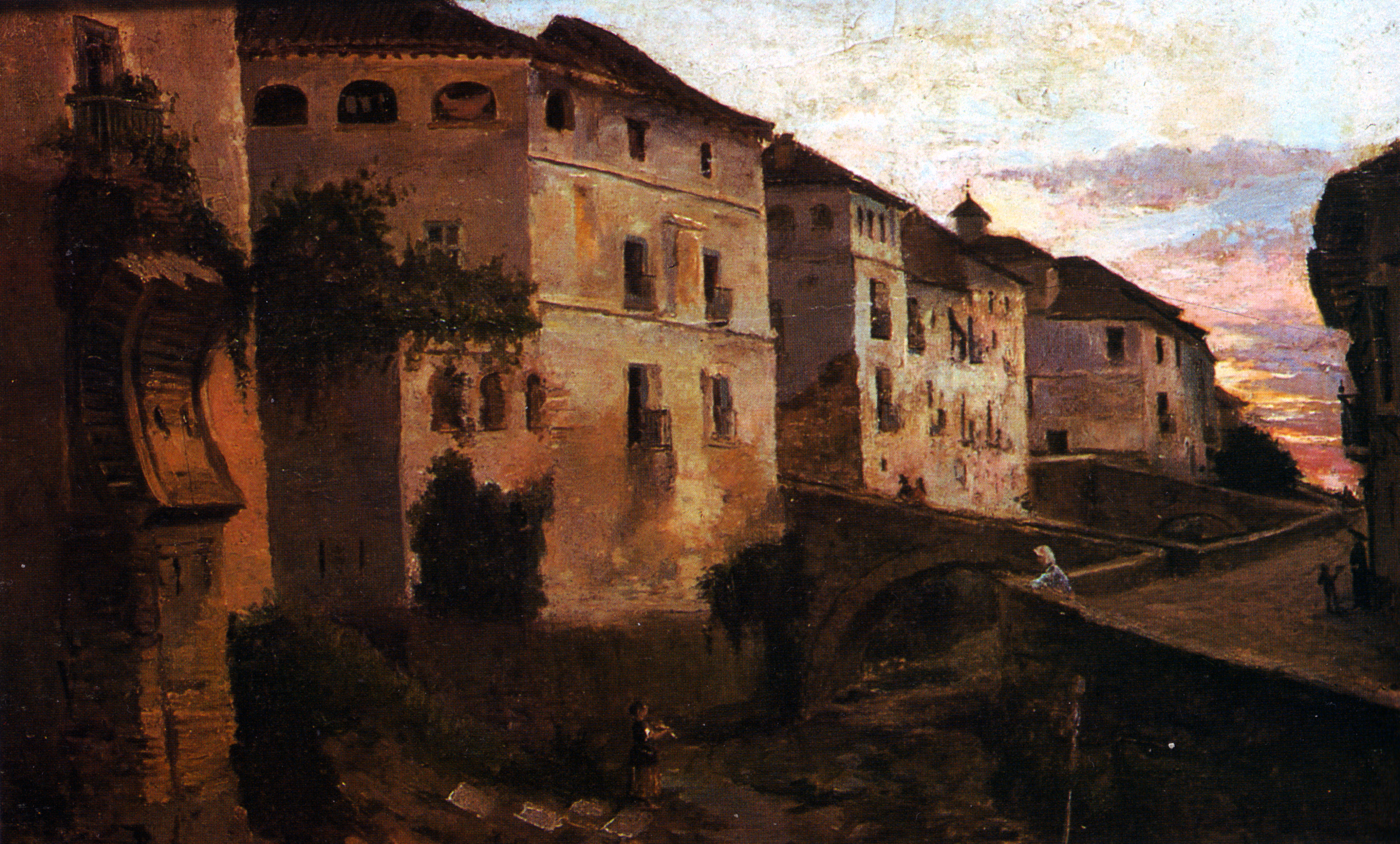
A Carreira do Darro, pintada por Juan Bautista Guzmán (m. 1898)

Devido à intensa contribuição do escoamento das zonas montanhosas vizinhas, as precipitações escassas não se traduzem em falta de água. A cabeceira do rio Genil é formada por uma espécie de anfiteatro montanhoso integrado pela Serra Nevada e pela Serra de Arana. Da primeira parte, em leque, o Genil e os seus afluentes da margem esquerda, o Monachil e o Dílar. A norte, o anfiteatro continua com a Serra de Arana, onde nascem os rios Beiro e Darro, também afluentes do Genil, e cujos leitos são apertados pela sua proximidade da Serra Nevada e pela atividade sísmica. O se verifica nos barrancos criados por correntes fluviais extintas por infiltração ou captação. Toda a área do município se encontra na bacia hidrográfica do Genil, um afluente do Guadalquivir.
Principais cursos de água:
- Rio Genil — com 358 km de extensão, é o segundo rio mais comprido que corre apenas na Andaluzia, atrás do Guadalquivir, do qual é o principal afluente. Nasce na face norte do pico do Mulhacén e as suas águas são captadas para regadio ao entrar em Granada, através do sistema hidráulico criado durante a época muçulmana. Atravessa o núcleo urbano na direção este-oeste.[68]
- Darro — nasce na serra de Alfaguara, entrando depois no município de Granada, onde conflui com os rios do Colmenar e de Beas. É o principal abastecedor de água da Alhambra. Percorre a cidade de norte a sul e depois flui para oeste na zona de Jesús del Valle. Desemboca no Genil dentro da área urbana.[68]
- Rio Beiro — nasce na serra de Arana e percorre a área urbana soterrado no sentido norte a oeste. Já à superfície, adentra-se na comarca de La Vega, onde se junta ao Genil.[68]
- Rio Monachil — nasce na Serra Nevada e apresenta um caudal contínuo ao longo de todo o ano. É um dos principais afluentes do curso alto do Genil.[68]
- Rio Dílar — é mais um afluente do Genil, que entra na cidade por Purchil.[68]

Além dos cursos de água naturais, as acéquias formam uma rede hidrográfica artificial de grande complexidade, que tem origem na época muçulmana. As principais são as de Tarramonta, Arabuleila, Aynadamar, Real e Gorda del Genil. Também são importantes as contribuições hídricas do subsolo, já que a bacia detrítica permite a filtragem da água e a formação de aquíferos. É frequente que o lençol freático esteja muito próximo da superfície e em zonas próximas do leito fluvial ocorrem afloramentos e nascentes naturais. No entanto, a qualidade da água é cada vez menor devido aos nitratos resultantes da intensa atividade agrícola que são lixiviados para os aquíferos pela água de rega e da chuva.

### Clima
O clima de Granada está numa zona de transição entre o tipo mediterrânico continentalizado e o semiárido frio. É fresco no inverno, com geadas abundantes, e quente no verão, com máximas acima dos 35 °C. A amplitude térmica é muito grande durante todo o ano, por vezes ultrapassando 20 °C num só dia. As chuvas são escassas no verão, concentrando-se no inverno e em geral são fracas no resto do ano. Estas caraterísticas peculiares, que são mais evidentes quando comparadas com o clima da costa subtropical granadina, que dista apenas 50 km da cidade, deve-se à situação entre cadeias montanhosas e à sua altitude média próxima dos 700 metros. Em 2007, a par de Cádis, foi a quarta cidade com mais horas de sol (3 016).[carece de fontes?]
| Dados climatológicos para Granada      | Dados climatológicos para Granada | Dados climatológicos para Granada | Dados climatológicos para Granada | Dados climatológicos para Granada | Dados climatológicos para Granada | Dados climatológicos para Granada | Dados climatológicos para Granada | Dados climatológicos para Granada | Dados climatológicos para Granada | Dados climatológicos para Granada | Dados climatológicos para Granada | Dados climatológicos para Granada | Dados climatológicos para Granada |
| Mês                                    | Jan                               | Fev                               | Mar                               | Abr                               | Mai                               | Jun                               | Jul                               | Ago                               | Set                               | Out                               | Nov                               | Dez                               | Ano                               |
| -------------------------------------- | --------------------------------- | --------------------------------- | --------------------------------- | --------------------------------- | --------------------------------- | --------------------------------- | --------------------------------- | --------------------------------- | --------------------------------- | --------------------------------- | --------------------------------- | --------------------------------- | --------------------------------- |
| Temperatura máxima recorde (°C)        | 24,6                              | 26,2                              | 31,2                              | 36,9                              | 39,5                              | 42,6                              | 45,7                              | 46,0                              | 43,1                              | 35,3                              | 27,9                              | 24,5                              | 46,0                              |
| Temperatura máxima média (°C)          | 13,0                              | 15,4                              | 19,0                              | 20,6                              | 25,0                              | 31,0                              | 34,8                              | 34,2                              | 29,4                              | 23,2                              | 17,0                              | 13,4                              | 23,0                              |
| Temperatura média (°C)                 | 6,5                               | 8,5                               | 11,4                              | 13,3                              | 17,2                              | 22,3                              | 25,3                              | 24,8                              | 21,1                              | 16,0                              | 10,6                              | 7,6                               | 15,4                              |
| Temperatura mínima média (°C)          | 0,0                               | 1,6                               | 3,8                               | 6,0                               | 9,4                               | 13,6                              | 15,7                              | 15,5                              | 12,8                              | 8,7                               | 4,2                               | 1,7                               | 7,8                               |
| Temperatura mínima recorde (°C)        | −14,2                             | −10,0                             | −7,6                              | −3,2                              | −0,2                              | 5,0                               | 6,4                               | 6,6                               | 3,6                               | −2,6                              | −6,4                              | −9,2                              | −14,2                             |
| Chuva (mm)                             | 42                                | 38                                | 32                                | 36                                | 28                                | 11                                | 2                                 | 4                                 | 19                                | 40                                | 54                                | 56                                | 365                               |
| Dias com chuva                         | 5,6                               | 5,9                               | 4,9                               | 6,2                               | 4,2                               | 1,7                               | 0,3                               | 0,6                               | 2,8                               | 5,0                               | 6,8                               | 7,4                               | 52,1                              |
| Dias com neve                          | 0,7                               | 0,3                               | 0,0                               | 0,0                               | 0,0                               | 0,0                               | 0,0                               | 0,0                               | 0,0                               | 0,0                               | 0,1                               | 0,1                               | 1,0                               |
| Humidade relativa (%)                  | 72                                | 67                                | 59                                | 57                                | 51                                | 44                                | 38                                | 42                                | 52                                | 64                                | 72                                | 76                                | 58                                |
| Insolação (h)                          | 168                               | 175                               | 223                               | 234                               | 288                               | 338                               | 372                               | 340                               | 258                               | 210                               | 163                               | 146                               | 2 917                             |
| Fonte: Agência Estatal de Meteorologia |                                   |                                   |                                   |                                   |                                   |                                   |                                   |                                   |                                   |                                   |                                   |                                   |                                   |

| Descrição                   | Valor     | Data                  |
| --------------------------- | --------- | --------------------- |
| Precipitação máxima num dia | 68,2 l/m² | 2 de junho de 1986    |
| Temperatura mínima absoluta | -14,2 °C  | 16 de janeiro de 1987 |
| Temperatura máxima absoluta | 46,0 °C   | 14 de agosto de 2021  |

Temperaturas

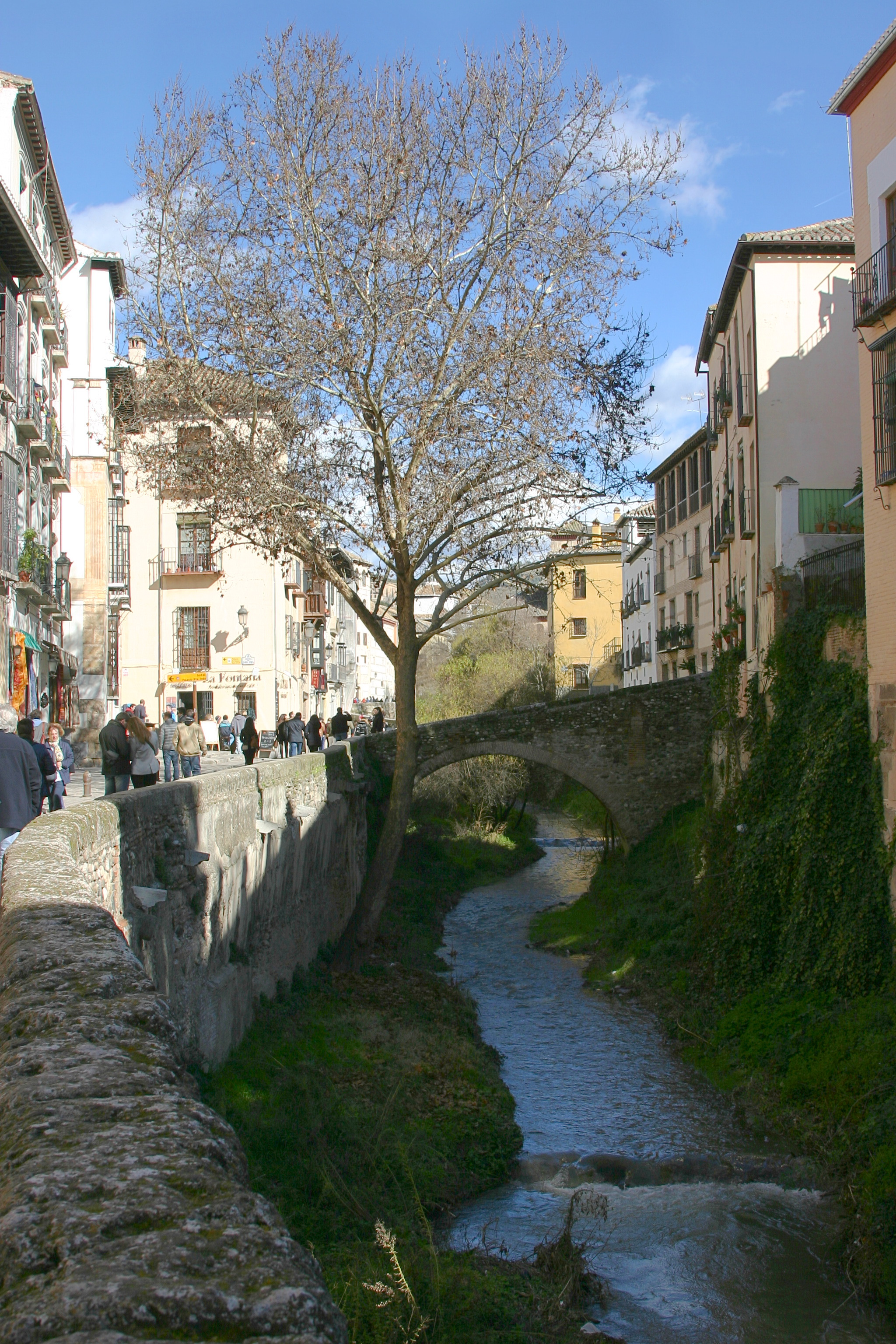
Carrera del Darro, no bairro do Albaicín

A temperatura média anual é de 15,4 °C. O inverno é longo e frio, registando-se médias inferiores a 10 °C entre dezembro e fevereiro. O mês mais frio é janeiro, com 6,7 °C de média. O verão também é comprido, com temperaturas médias superiores aos 20 °C entre junho e setembro. O mês mais quente é julho, com 34,8 °C de média. Os meses mais frios e mais quentes ocorrem no início das estações, um exemplo claro da distância do mar e da sua ação de suavização térmica, ainda mais atenuada pelo efeito de barreira das cadeias montanhosas. A curta duração e representatividade das estações equinociais é outra caraterística da continentalidade do clima.
No que toca a temperaturas extremas, é de assinalar as grandes e frequentes geadas, que podem ser bastante tardias, o que é uma séria limitação para algumas culturas agrícolas. No mês de abril a média das temperaturas mínimas é de 6,0 °C, existindo elevado risco de geadas em pleno processo de floração.
Precipitação
A precipitação anual é escassa (365 mm) e regista-se uma grande irregularidade de ano para ano, havendo muitos períodos de seca. A principal característica anual é a seca estival, própria de todos os climas mediterrânicos, que se inicia bruscamente e se prolonga durante os meses de julho e agosto, durante os quais se registam menos de 5 mm. Estes meses são igualmente os mais quentes. A extrema secura do verão termina com as chuvas associadas à tempestades do final do verão, que também amenizam as temperaturas.
Devido à singularidade do clima mediterrânico continentalizado pelo prolongamento das precipitações de outubro até maio, a dupla influência mediterrânica e atlântica provoca um máximo equinocial — em dezembro com 53 mm — devido à componente mediterrânica; e um máximo invernal — em janeiro com 41 mm, devido à componente atlântica. Apesar de tudo, as precipitações são bastante regulares durante esse período, apesar do volume não ser comparável ao das zonas do baixo Guadalquivir abertas às massas de ar oceânicas.

### Flora e fauna
Flora

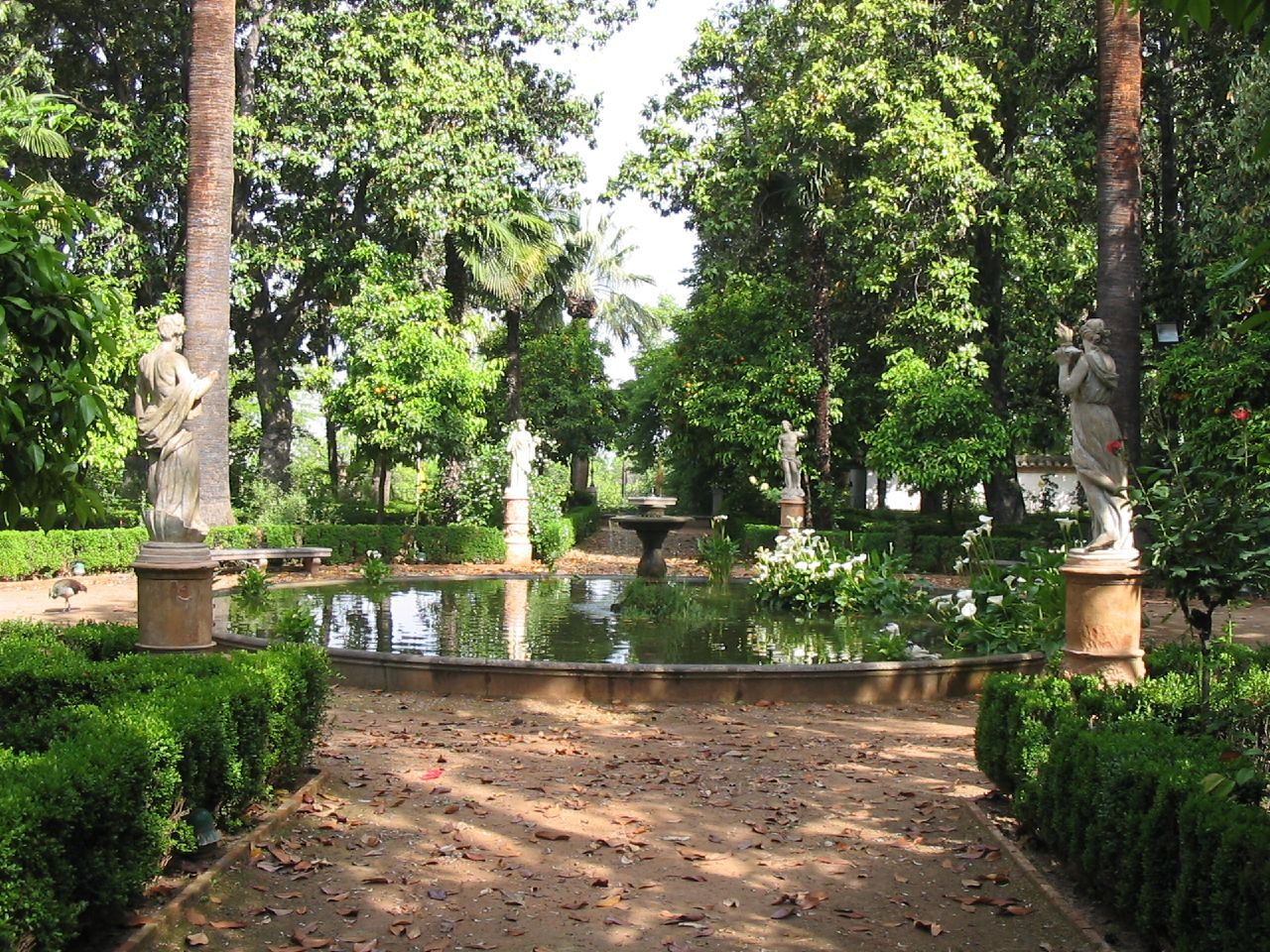
Jardim do Carmen de Los Martires

No Parque periurbano Dehesas del Generalife, onde se encontra o chamado Llano de la Perdiz, dehesa del Generalife e montes Jesús del Valle encontram-se os últimos redutos da flora original de tipo mediterrânico, numa extensão total de 458 hectares de área protegida. Junto a pinhais de repovoamento aparecem montados de espécies meso e supra-mediterrânicas e um interessante exemplo de carvalhal nas encostas do rio Darro.
Os parques, jardins e carmens possuem uma interessante flora de variedades ornamentais onde o  Jardim Botânico da Universidade de Granada, em atividade desde 1873, realiza trabalhos importantes de conservação de divulgação. As comunidades vegetais dos bosques próximos da Alhambra administrados pelo Patronato de la Alhambra possuem uma grande diversidade estimada em mais de 300 espécies, muitas delas com grande interesse histórico como representantes dos cultivares presentes nas antigas hortas.
Fauna
Os principais valores faunísticos da cidade concentram-se na zona norte do município, onde o Parque periurbano Dehesas do Generalife representa a última zona semi-natural do município. A fauna presente destaca-se por uma rica avifauna procedente da vizinha Serra Nevada, além das aves próprias dos espaços urbanos. Esta fauna estende-se também aos bosques próximos da Alhambra, que apesar da pressão turística se têm desenvolvido como um ecossistema muito rico.
A presença de passeriformes como a toutinegra-de-barrete-preto (Sylvia atricapilla), a carriça (Troglodytes troglodytes), o pisco-de-peito-ruivo (Erithacus rubecula), ou falconiformes como o peneireiro-das-torres (Falco naumanni) ou o açor (Accipiter gentilis) não é rara nestes espaços. Em relação a mamíferos, além das espécies comuns em parques e jardins urbanos, como o esquilo-vermelho (Sciurus vulgaris), ratos e ratazanas, aparecem ouriços-cacheiros (Erinaceus europaeus) e Arvicolinae, e por vezes até raposas, javalis (Sus scrofa) ou íbexes ibéricos vindos das serras.

### Demografia

#### Núcleos de população
Segundo o Instituto Nacional de Estatística espanhol, no município de Granada existem cinco núcleos urbanos:
| Núcleo               | Habitantes (2011) | Distância ao centro da cidade (km) |
| -------------------- | ----------------- | ---------------------------------- |
| Alquería del Fargue  | 510               | 8                                  |
| Bobadilla            | 359               | 5                                  |
| Cerrillo de Maracena | 1 940             | 5                                  |
| Granada (cidade)     | 236 005           | 0                                  |
| Lancha del Genil     | 1 285             | 7                                  |

### População
Em 2021 o município de Granada tinha 231 775 habitantes (densidade: 2 633,8 hab./km²). Em 2010 tinha 239 154 habitantes, dos quais 111 042 (46,43%) eram do sexo masculino e 128 112 (53,57%) era do sexo feminino. A diferença de números entre os dois sexos regista-se nas faixas etárias acima dos 40 anos, aumentando significativamente a partir dos 60 anos. Desde os anos 1990 que a população residente tem diminuído sensivelmente, ao mesmo tempo que nas localidades periféricas da área metropolitana se tem registado um forte crescimento demográfico.
Da análise da pirâmide etária pode concluir-se que:
- A população menor de 20 anos constitui 19% da população total;
- A população compreendida entre os 20 e 40 anos constitui 29%;
- A população compreendida entre os 40 e 60 constitui 28%;
- A população com mais de 60 anos constitui 24%.

População estrangeira
Em 2010 residiam no município 15 065 pessoas de nacionalidade estrangeira, o que corresponde a 6,3%, um valor inferior à percentagem média nacional de Espanha. Os imigrantes são originários de todos os continentes; as comunidades imigrantes mais numerosas eram a marroquina (3 241; 21,5%), romena (1 131; 7,5%), senegalesa (1 049; 7,0%), boliviana (853; 5,7%) e equatoriana (784; 5,2%), as quais somadas perfazem 46,9% da população imigrante.
| Evolução demográfica de Granada entre 1900 e 2011 |
| ------------------------------------------------- |
|                                                   |

## Política e administração pública
Área metropolitana

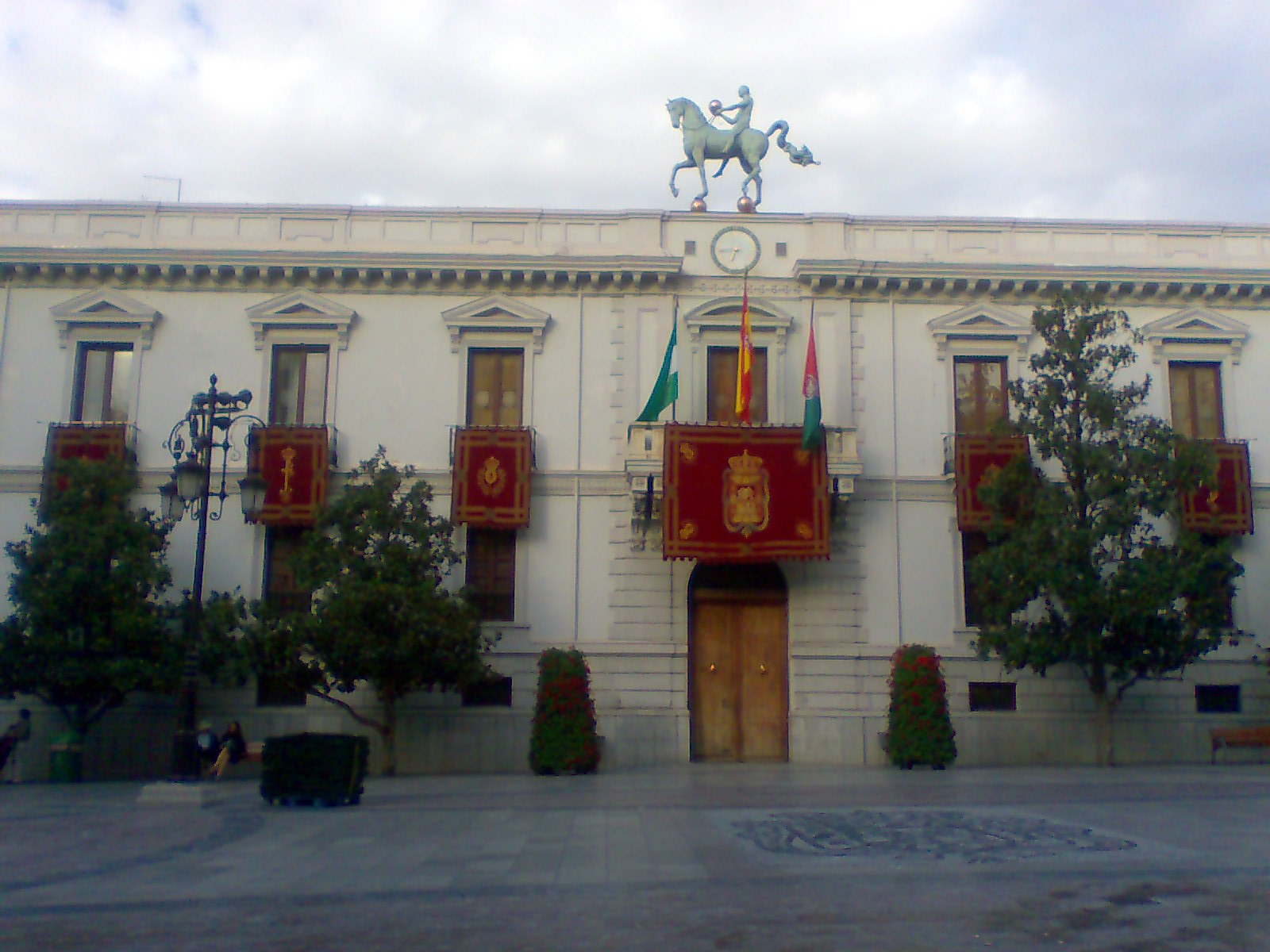
Sede do ayuntamiento, o governo municipal

A área metropolitana de Granada é composta por 50 municípios além da capital. Apesar de não estar constituída formalmente como um organismo político e administrativo, existem vários serviços públicos que são geridos conjuntamente (ou, usando o jargão administrativo espanhol, estão "mancomunados"). Dado receber muitos habitantes da capital, que se mudam para a periferia e do resto da província, a população tem vindo a aumentar fortemente. As principais causas para o êxodo da capital são os preços elevados das casas e a deslocação de muitas empresas para os subúrbios, onde se têm instalado a maioria das zonas industriais.
Capital provincial
A cidade de Granada é a capital da província homónima e consequentemente nela estão sediados os todos os órgãos administrativos de âmbito provincial, tanto os dependentes do governo autonómico (regional), como do Estado espanhol. Pela parte da Junta da Andaluzia, cada uma das consejerías (ministério regional) tem uma delegação provincial em Granada, coordenada por um "Delegado de Governo". O Governo de Espanha tem uma "subdelegação" na cidade, dependente do Delegado de Governo na comunidade autónoma. A cidade é também a sede da Deputação Provincial de Granada, um órgão executivo eleito pelos vereadores dos municípios da província.
Administração judicial
Em Granada encontra-se a sede da Presidência do Tribunal Superior de Justiça da Andaluzia, Ceuta e Melilla (TSJA), que funciona no edifício da antiga Real Chancelaria. Além deste tribunal, existe ainda a Audiencia Provincial e a sede do "Partido  Judicial nº 3" da província, o qual tem jurisdição sobre a cidade e mais 48 localidades da área metropolitana.
Administração municipal
A administração municipal é exercida pelo ''ayuntamiento, um órgão de gestão democrática eleito a cada quatro anos por sufrágio universal. Nas eleições municipais têm direito de voto todos os residentes registados em Granada maiores de 18 que tenham nacionalidade espanhola ou de países membros da União Europeia. Segundo a Lei do Regime Eleitoral Geral, que estabelece o número de vereadores elegíveis em função da população do município, a Corporação Municipal (ayuntamiento) de Granada é composta por 27 vereadores.
| Partido político                            | Votos  | %     | Vereadores |
| ------------------------------------------- | ------ | ----- | ---------- |
| Partido Popular (PP)                        | 60 519 | 51,9% | 16         |
| Partido Socialista Operário Espanhol (PSOE) | 31 736 | 27,2% | 8          |
| Esquerda Unida (IU)                         | 9 106  | 7,8%  | 2          |
| União, Progresso e Democracia (UPyD)        | 6 242  | 5,4%  | 1          |

| População dos distritos de Granada em 2009 |
| ------------------------------------------ |
|                                            |

Nas eleições municipais de 2011, foram eleitos 16 vereadores pelo Partido Popular (PP), 8 pelo Partido Socialista Operário Espanhol (PSOE), 2 pela Esquerda Unida (IU) e 1 pela União, Progresso e Democracia (UPyD). José Torres Hurtado, do PP, foi assim reeleito alcaide (presidente do ayuntamiento). Relativamente às eleiçoes anteriores, realizadas em 2007, o PP subiu 1,5% e manteve o número de vereadores; o PSOE desceu 5,7% e perdeu um vereador; a IU desceu 0,2% e manteve o número de vereadores. A UPyD não existia em 2007.

### Distritos municipais e bairros
O município de Granada está dividido administrativamente em oito distritos, que por sua vez se dividem em 36 bairros.
Bairros de Granada agrupados por distrito:
- Albaicín — Albaicín, El Fargue, Haza Grande, Sacromonte, San Idelfonso
- Beiro — Cercado Bajo de Cartuja, La Cruz, Pajaritos, Plaza Toros-Doctores-San Lázaro, San Francisco Javier
- Centro — Centro-Sagrario, Realejo-San Matías
- Chana — Las Angustias-Chana-Encina, Bobadilla, Cerrillo de Maracena
- Genil — Bola de Oro, Camino de los Neveros, Carretera de la Sierra, Castaño-Mirasierra, Cervantes, Lancha del Genil
- Norte — Almanjáyar, Campo Verde, Cartuja, Casería de Montijo, Joaquina Eguaras, La Paz, Rey Badis, Parque Nueva Granada
- Ronda — Camino de Ronda, Figares, Rosaleda
- Zaidin — Zaidín-Vergeles

### Cidades gémeas
Granada tem acordos de geminação ou de cooperação com as seguintes cidades:
 Aix-en-Provence (França)
 Coral Gables (Estados Unidos)
 Xarja (Emirados Árabes Unidos)
 Alhambra (Estados Unidos)
 Friburgo em Brisgóvia (Alemanha)
 Tetuão (Marrocos)
 Belo Horizonte (Brasil)
 Marraquexe (Marrocos)
 Tremecém (Argélia)

## Património histórico e monumental

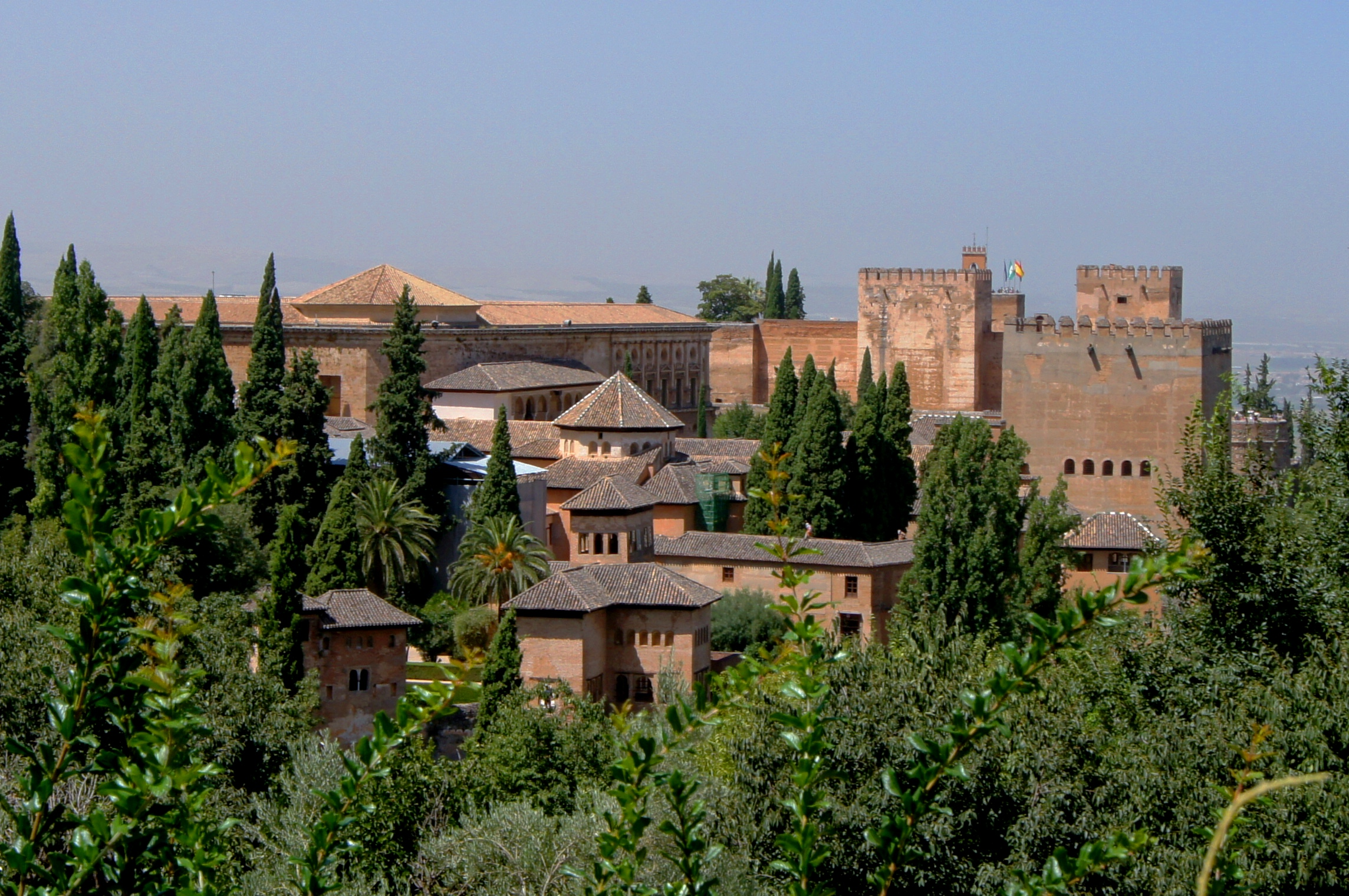
A Alhambra vista do Generalife

A maior riqueza artística de Granada é a arte hispano-muçulmana, em especial a cidade palaciana da Alhambra e o Generalife, este último um palácio de lazer com um jardim cuja planta é atualmente romântica, que é notável pela sua localização, disposição e pela diversidade de flores, plantas e jogos de água. O Alhambra representa o auge da arte nacérida que foi construído entre os séculos XIII e XIV, datando a maior parte da época de Iúçufe I e Maomé V, entre 1333 e 1354. A fisionomia atual da cidade é tipicamente burguesa, com grande peso da arquitetura do século XIX e numerosos edifícios renascentistas e barrocos.

### Alhambra
A cidade palaciana dos nacéridas, declarada Património Mundial da Humanidade pela UNESCO em 1984 é, sem dúvida, o monumento mais emblemático de Granada e também de Espanha. É composto por uma zona defensiva, de carácter militar, a Alcazaba (alcáçova), outra de caráter residencial e representativo, os Palácios Nacéridas (Palacios Nazaríes) e uma última de ócio, o Generalife, composto por um palácio, jardins e hortas. O conjunto atualmente existente é resultado de muitos séculos de ampliações de destruições. As primeiras obras de construção dum palácio-alcáçova devem-se ao fundador da dinastia nacérida, Maomé ibne Nácer, no século XIII, se bem que já existia uma fortificação anterior no local pelo menos desde o século IX.

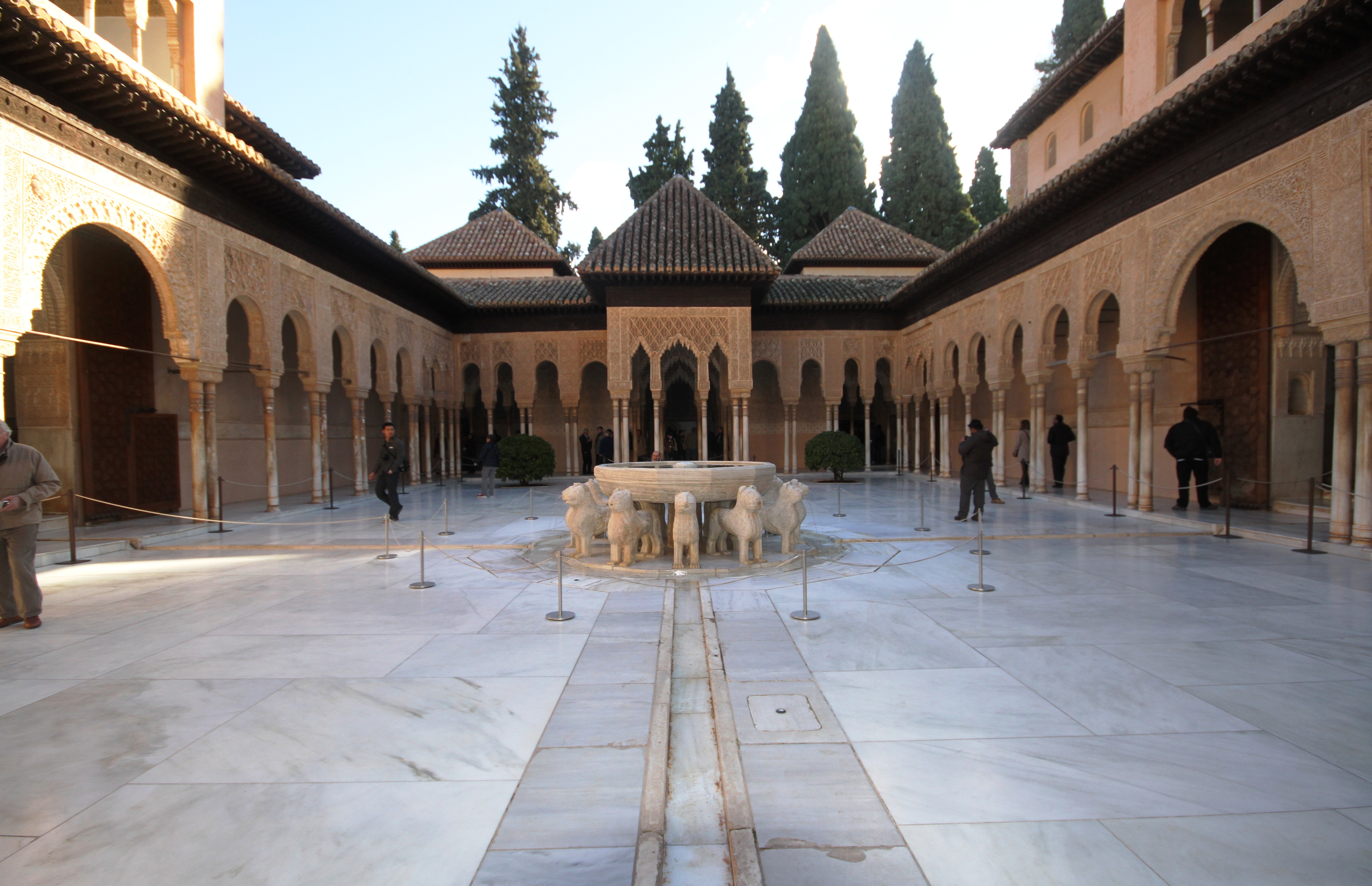
Pátio e Fonte dos Leões, na Alhambra

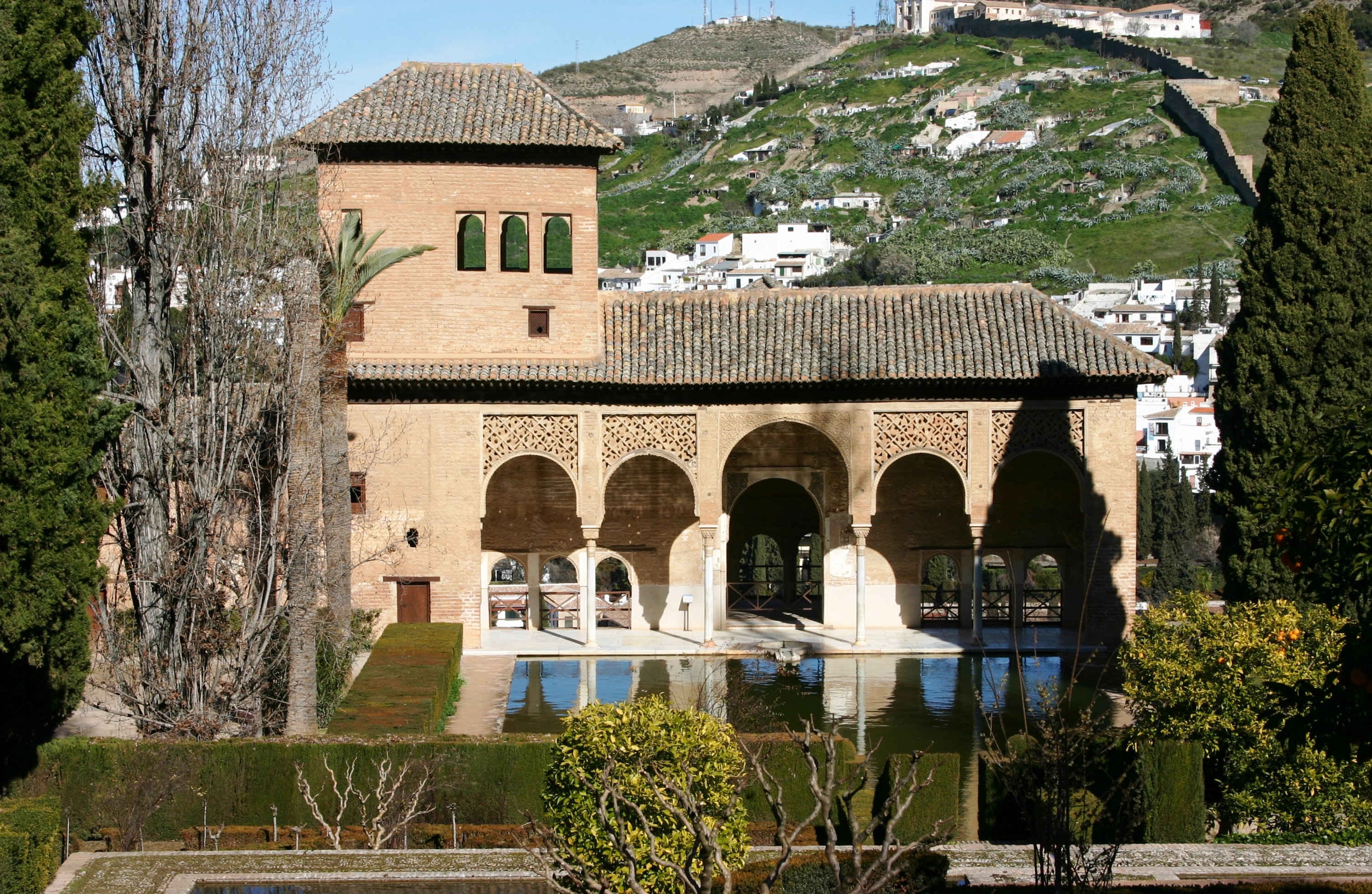
Palácio do Partal

Todos os governantes do Reino de Granada adicionaram elementos ao complexo, sendo especialmente importantes as obras realizadas durante os reinados de Iúçufe I e Maomé V. Após a conquista castelhana da cidade, durante o reinado de Carlos V foram realizadas as maiores modificações, destruindo-se parte do palácio nacérida para erigir o chamado Palácio de Carlos V. Este último, cuja construção foi iniciada em 1533 e só terminaram completamente em 1957, é uma das obras mais relevantes do Renascimento espanhol.
Durante os séculos XVII e XVIII a Alhambra foi perdendo gradualmente a sua importância, chegando a ser construídas casas no seu interior utilizando elementos dos palácios originais. Isto, juntamente com as pilhagens levadas a cabo pelas tropas napoleónicas quando retiraram de Granada em 1812, causou grandes estragos nas fortificações e restantes edifícios do complexo. Em 1870 foi declarado monumento nacional e foram iniciadas obras de restauro, com expropriações de terrenos particulares e edifícios construídos no seu interior, sob a supervisão do então criado Patronato de la Alhambra.
Na atualidade, o conjunto da Alhambra e Generalife é um dos monumentos mais visitados de Espanha. Os visitantes acedem ao complexo através da Porta da Justiça para chegarem à Praça dos Algibes (cisternas). Dali é possível visitar alcáçova, uma fortaleza edificada no século XIV, onde se situa a grande Torre da Vela (Torre de la Vela), usada como controlar o acesso aos palácios e para defesa contra ataques. A Praça dos Algibes também comunica com o acesso principal da zona residencial através da Porta do Vinho (Puerta del Vino). Esta constitui a separação entre os alcázares reales (alcáceres reais) e a chamada Alhambra Alta. Esta última era a zona onde residiam os altos dignitários granadinos. Ali se situam, entre outros, o antigo convento de São Francisco, atualmente transformado num hotel de luxo (Parador Nacional), onde estiveram os corpos dos Reis Católicos até ser construída a Capela Real.
Os palácios reais da Alhambra, lugar de residência e administração dos reis de Granada e da sua família, são uma série de edifícios e pátios construídos durante todo o período nacérida. No entanto, o primeiro edifício que se encontra, o Palácio de Carlos V , não é dessa época, tendo sido construído no século XVI onde anteriormente se situava a galeria sul do Palácio de Comares. Entre os palácios nacéridas, destaca-se principalmente este último; foi erigido por Iúçufe I e nele se encontram os célebres Pátio dos Arrayanes, Quarto Dourado e o Palácio dos Leões. Este é uma obra de Maomé V e nele se situam, entre outros, a Sala de Moçárabes, a Sala dos Reis e o Pátio dos Leões. Entre os valores artísticos destas construções destacam-se as decorações de estuque com motivos epigráficos e geométricos que representam o expoente máximo desta técnica na Península Ibérica.

### Generalife

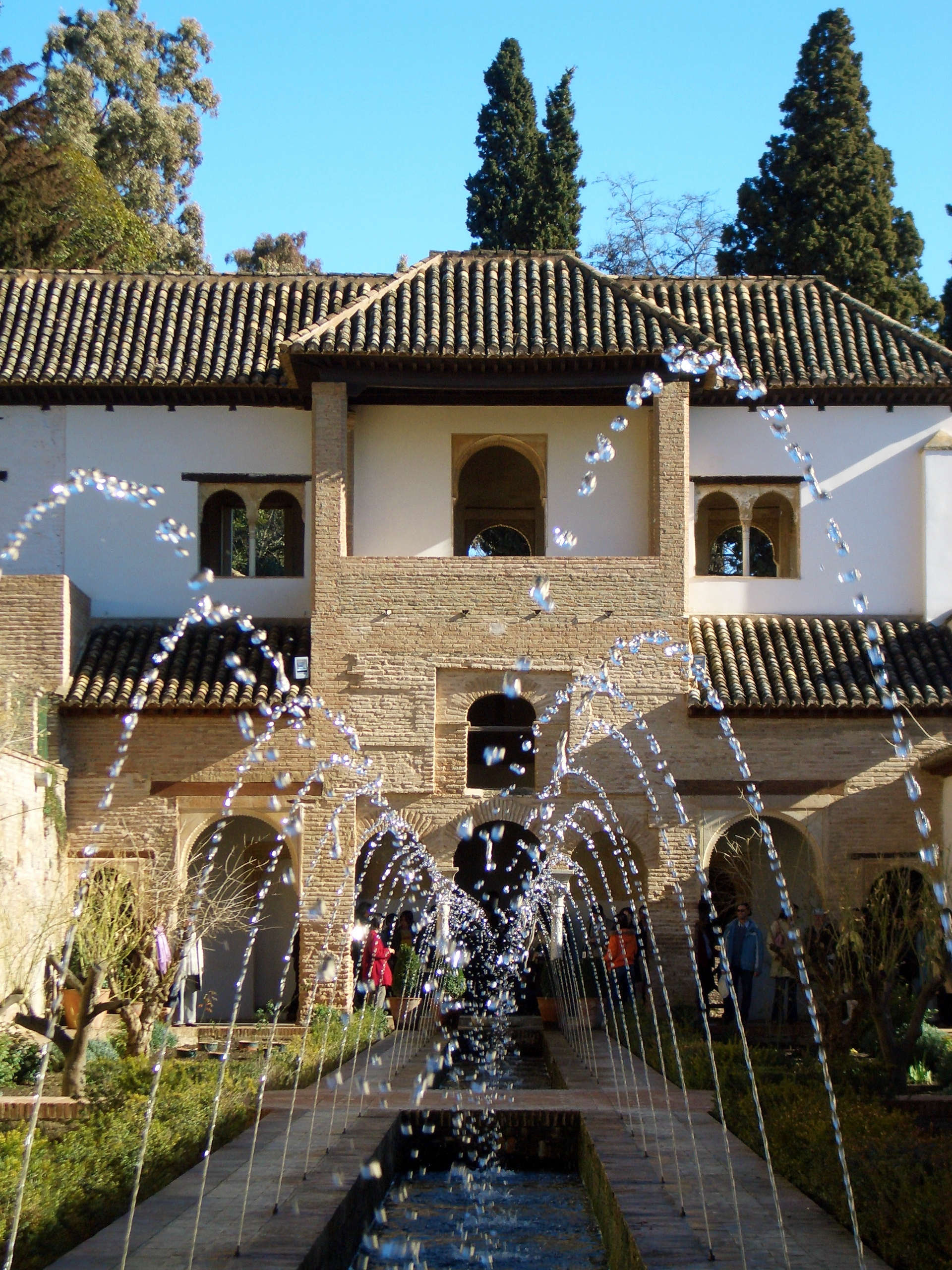
Pátio da Acéquia, no Generalife

O Generalife é uma zona de jardins e hortas anexa à Alhambra que foi convertida em lugar de recreio e descanso dos reis granadinos muçulmanos quando estes queriam fugir da vida oficial do palácio.
É constituído por um palácio e vários jardins, passeios e miradouros, e é resultado de diferentes modificações e ampliações, muitas delas levadas a cabo no século XX. Começou por ser uma horta criada por iniciativa de Maomé II, sem as funções de ócio que teria mais tarde. A ampliação de 1319, feita durante o reinado de Ismail I, incluiu a canalização de água procedente do vizinho rio Darro e com ela a construção de fontes e sistemas de rega. O espaço ocupado pelos jardins articula-se em volta de socalcos e é delimitado por muros altos no mais estrito modelo de jardim privado muito presente na cultura medieval. Na realidade, parte destes jardins encontra-se dentro do palácio do Generalife ou limitados pelos seus aposentos, como o Pátio da Acéquia ou a Escada da Água, onde se pode perceber a importância das fontes e canais no conceito de jardim da época.
Parte do aspeto atual dos jardins deve-se a modificações posteriores à época nacérida. As remodelações efetuadas depois do século XV são habituais e são muito patentes em algumas partes do conjunto. No Jardim do Cipreste da Sultana, por exemplo, o edifício e o tanque construídos são do reinado de Filipe II de Espanha. Também existem zonas — os miradouros e os jardins românticos — reurbanizadas durante o século XIX segundo a estética da época.

### Catedral

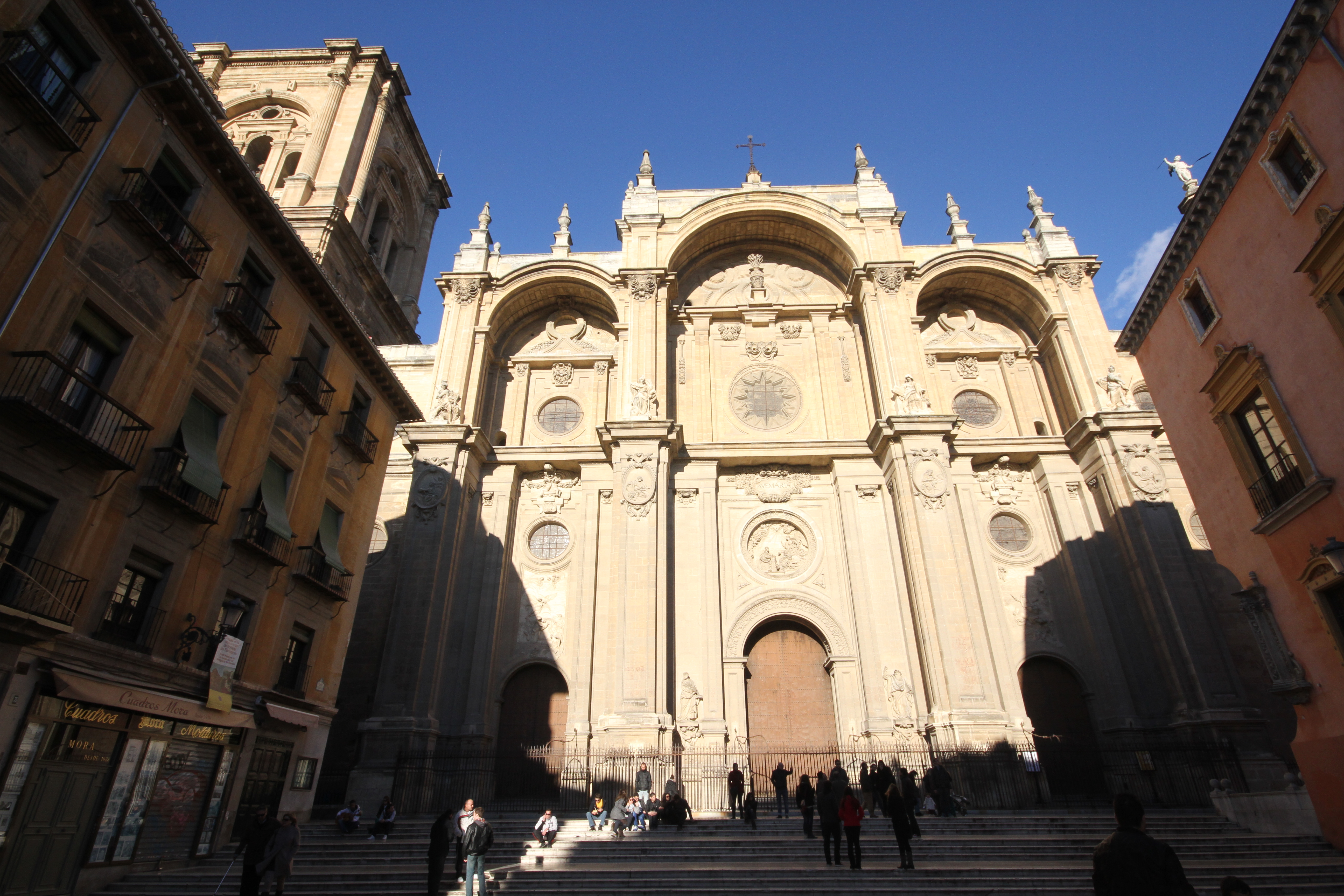
Fachada da catedral

A catedral da Encarnação de Granada foi construída sobre a antiga Grande Mesquita nacérida, no centro da cidade. A sua construção foi iniciada durante o Renascimento espanhol, on início do século XVI, pouco tempo após a conquista da cidades pelos Reis Católicos. À frente das obras estiveram Juan Gil de Hontañón e Enrique Egas. No reinado de Carlos V foram construídos muitos edifícios na cidade, pelo que a catedral é contemporânea do palácio cristão da Alhambra (conhecido como de Carlos V), da universidade e da chancelaria (tribubal supremo). A igreja foi concebida tomando como modelo a de Toledo, pelo que inicialmente foi um projeto gótico, como era habitual em Espanha nas primeiras décadas do século XVI. No entanto, quando Egas foi dispensado e a continuação das obras foi entregue a Diego de Siloé em 1529, este retomou o projeto aproveitando o que já estava construído, mas modificou o planos para uma estética plenamente renascentista. Siloé traçou as linhas renascentistas de todo o edifício sobre as fundações góticas, com charola e cinco naves em vez das habituais três.[carece de fontes?]
Ao longo do tempo, continuaram a desenvolver-se projetos artísticos importantes, como é o caso da reforma da fachada principal empreendida em 1664 pelo granadino Alonso Cano, que introduz elementos barrocos. Em 1706, Francisco de Hurtado Izquierdo e posteriormente o seu colaborador José Bada constroem o atual sacrário da catedral. Das componentes do templo destaca-se a capela-mor, onde se encontram as estátuas dos Reis Católicos em oração. A capela é composta por uma série de colunas coríntias sobre cujos capitéis se encontra o entablamento e sobre este a abóbada, que à semelhança dos espaços inferiores, está sobre as colunas. A abóbada é perfurada e tem uma série de grandes janelas. O sacrário de 1706 mantém as proporções clássicas do templo, e as colunas múltiplas do cruzeiro conservam as formas da ordem compósita de Siloé.[carece de fontes?]

### Capela Real

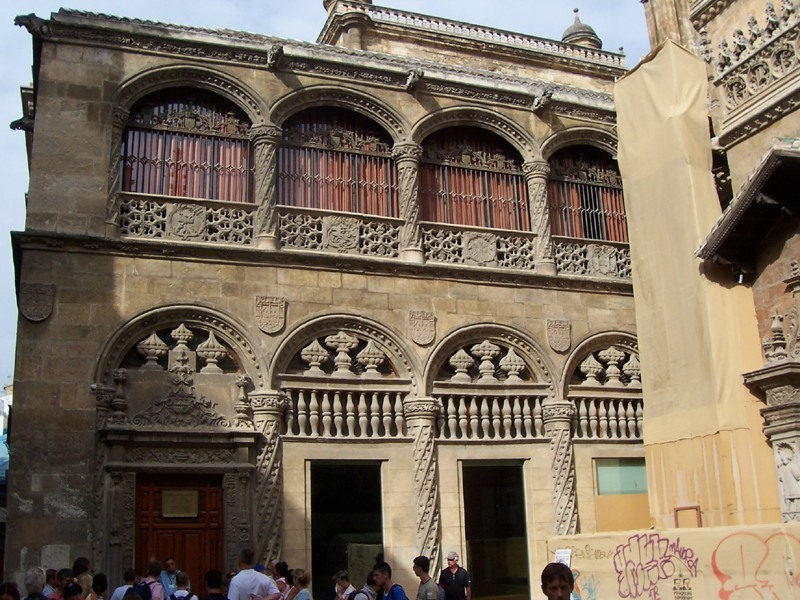
Capela Real

A Capela Real de Granada, obra de Enrique Egas, é o edifício gótico mais importante da cidade. As suas obram forma iniciadas em 1505, depois dos Reis Católicos terem decidido construir um mausoléu para eles e os seus descendentes. No seu interior encontram-se os sepulcros de Isabel I de Castela, Fernando II de Aragão, Joana I de Castela, a Louca e Filipe I de Castela, o Belo, mas o resto dos monarcas espanhóis foram, a partir de 1574, sepultados no Mosteiro do Escorial, nos arredores de Madrid, por desejo expresso do rei Filipe II.
O edifício ocupa o espaço onde antes da conquista cristã se erguia a maior mesquita da cidade, e é paredes meias com a catedral e com a lonja e nas proximidades encontra-se o edifício da Madraça (La Madraza ou Palacio de la Madraza). Este conjunto monumental é um dos locais mais frequentados da cidade.[carece de fontes?] No interior da capela destaca-se o retábulo-mor, uma obra de Felipe Bigarny (1475–1543), e em cuja decoração também participou Diego de Siloé, que alguns anos antes também tinha trabalhado na catedral. Há também obras pictóricas de Rogier van der Weyden, Sandro Botticelli, Pedro Berruguete e Alonso Cano. No mezanino do retábulo-mor, junto a outros motivos iconográficos cristãos, encontra-se um relevo com grande valor histórico, que representa a entrega das chaves da cidade aos reis de Castela e Aragão por Boabdil, o último sultão nacérida de Granada. Outra peça de elevado valor artístico é a Reja Mayor, a grade delimita a capela dos reis e que representa uma das obras de artesanato em ferro mais importantes da época.
A Capela Real foi declarada "Monumento Histórico Artístico" em 1884 (atualmente "Bem de Interesse Cultural") e é o monumento mais visitado de Granada a seguir à Alhambra.[carece de fontes?]

### Albaicín

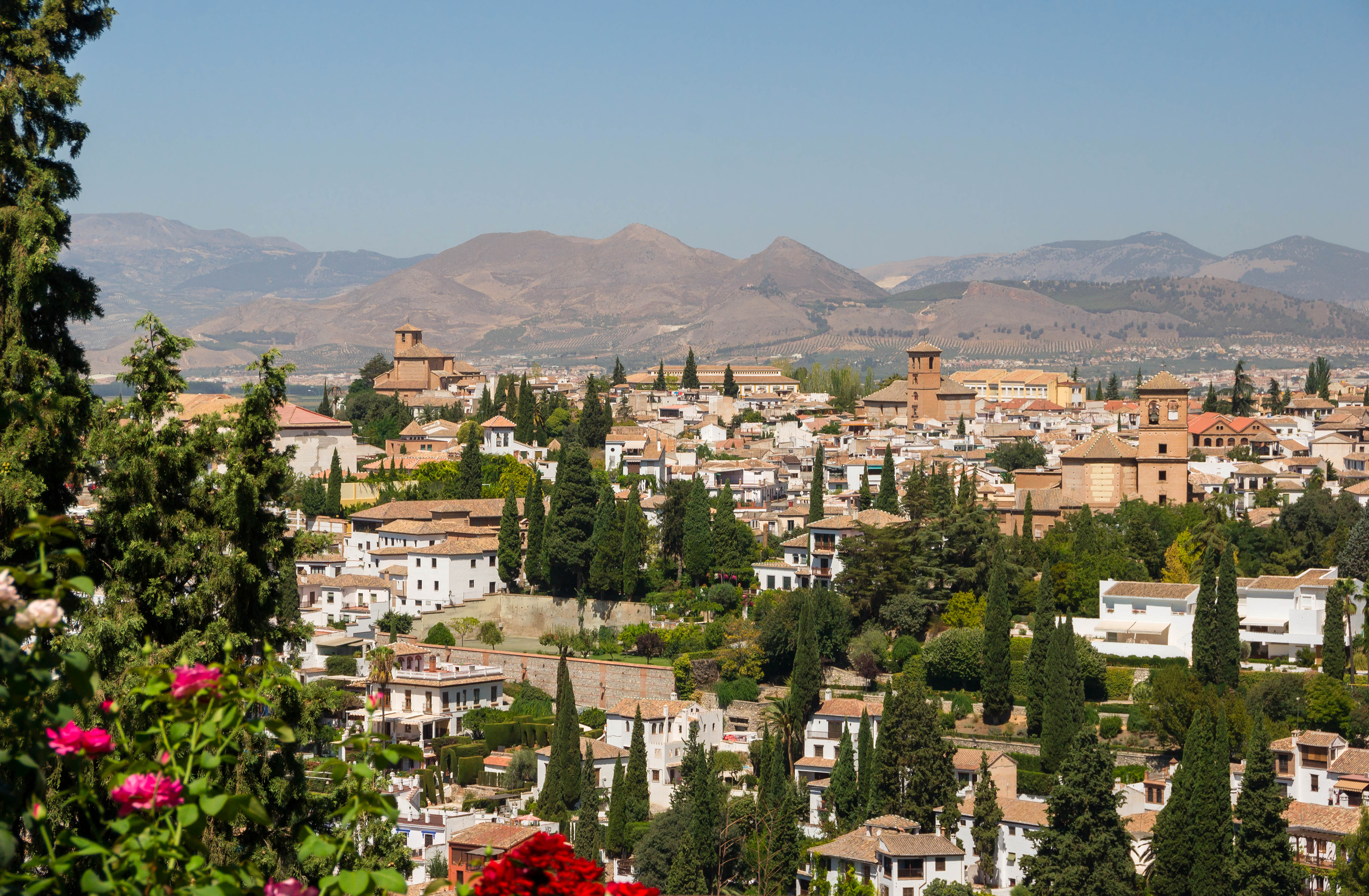
Vista do Albaicín desde o Generalife

O Albaicín (ou Albayzín) é um bairro de origem andalusina (termo sinónimo de "do Alandalus", ou seja do período de domínio muçulmano da Península Ibérica), muito visitado pelos turistas devido às suas conotações históricas e à sua arquitetura e paisagem. Foi declarado Ptrimónio Mundial pela UNESCO juntamente com a Alhambra e o Generalife e nele destacam-se as suas construções e o seu urbanismo, mistura do antigo estilo mourisco e o mais tradicional estilo andaluz. Cenário de alguns dos episódios históricos mais importantes da Granada medieval desde o seu povoamento no século XI, o Albaicín conserva restos de vários trechos da antiga muralha árabe, como a muralha zírida da Alcazaba Cadima (al-Qasba Qadima), a muralha nacérida ou as torres da Alcazaba ("alcáçova").[carece de fontes?] Nas vizinhanças do rio Darro encontra-se a Real Chancelaria, construída a partir de 1531 sob a orientação de Diego de Siloé e declarada Bem de Interesse Cultural em 1977, um dos melhores exemplos da arquitetura renascentista granadina.
Além do valor urbanístico e arquitetónico, o bairro é conhecido pelas vistas que dele se desfrutam. Há diversos miradouros muito populares, com vista para o conjunto monumental da Alhambra e do Generalife. Dois exemplos disso são os miradouros de San Cristóbal e de San Nicolás.

### Sacromonte

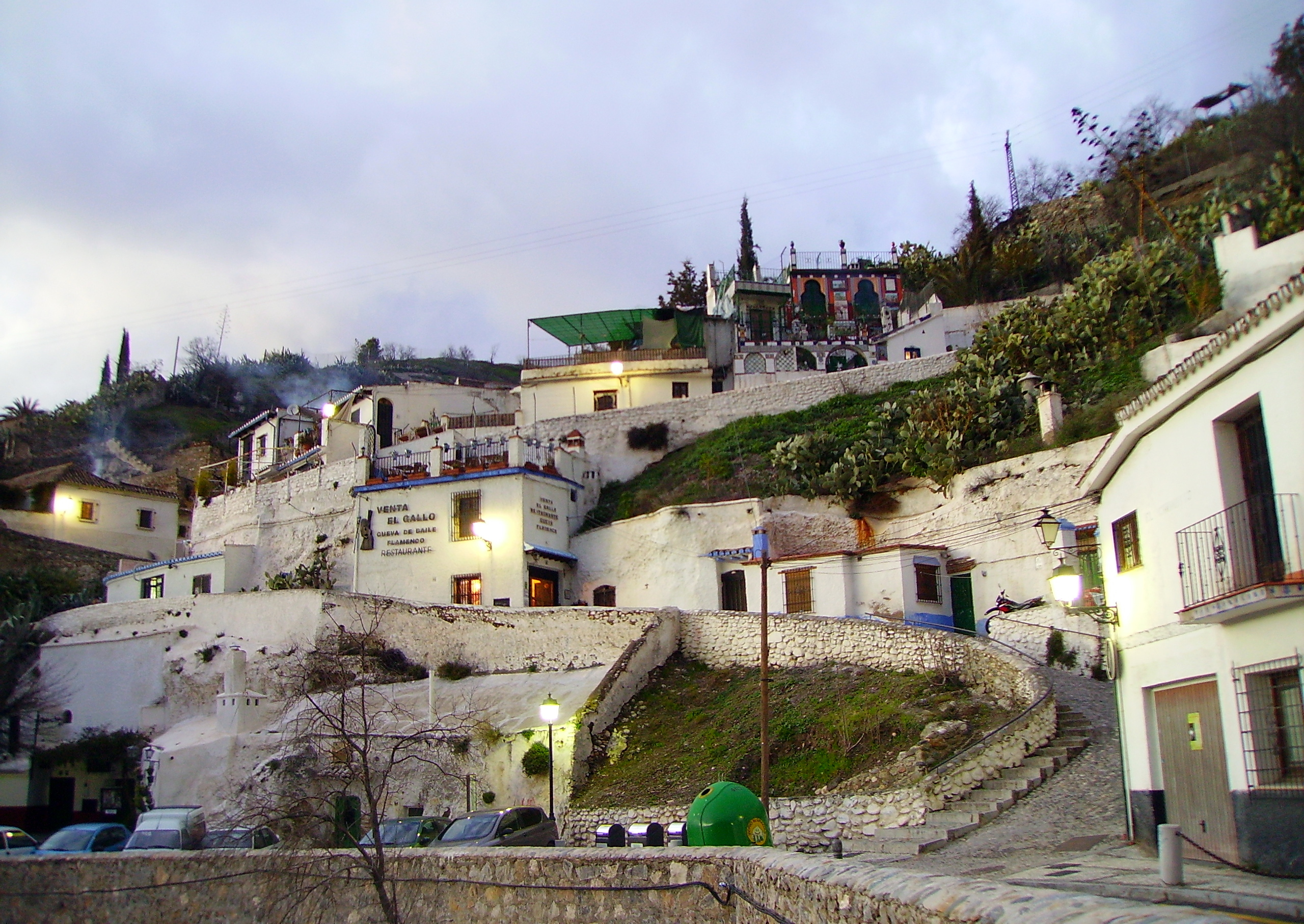
Cuevas ("cavernas", ou seja, casas escavadas na encosta) no Sacromonte

O bairro de Sacromonte situa-se na colina de Valparaíso e é conhecido por ser o antigo bairro dos ciganos, que se instalaram em Granada após a conquista cristã da cidade. É um dos bairros mais pitorescos de Granada, muito típico, com grutas caiadas que servem de habitação, onde se ouvem toques rasgados  de guitarras, cantes e quejíos (cantos tradicionais andaluzes), que acompanham as zambras (danças tradicionais ciganas de flamenco), e que se tornaram um dos reclamos turísticos mais célebres de Granada.
No cimo da colina encontra-se a Abadia e o Colégio do Sacromonte, uma  instituição fundada no século XVII pelo arcebispo de Granada Pedro de Castro y Quiñones. A abadia foi construída para guardar as supostas relíquias dos evangelizadores da Bética (ver secção "São Cecílio"). O conjunto é formado pelas "Santas Grutas" (Santas Cuevas), a abadia (séculos XVII-XVIII), o Colégio Velho de São Dionísio Areopagita (século XVII) e o Colégio Novo (século XIX).

### Mosteiro da Cartuxa

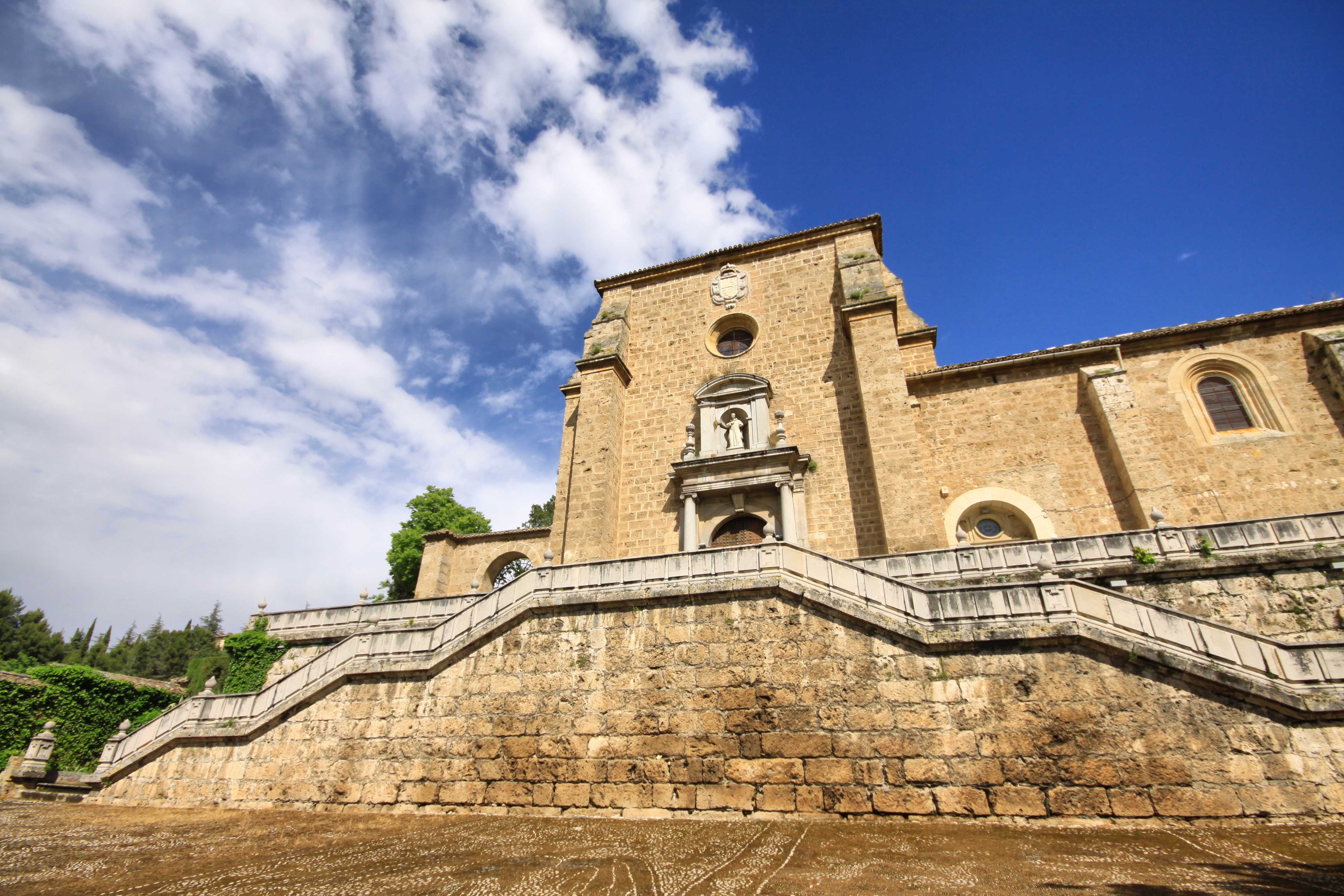
Mosteiro da Cartuxa

O mosteiro da Cartuxa foi fundado em 1506 pela comunidade de frades cartuxos do mosteiro de El Paular, na serra de Guadarrama. O mecenas ou promotor da obra foi Gonzalo Fernández de Córdova que doou para a edificação alguns terrenos de hortas que lhe pertenciam, a fim de ser enterrado entre os seus muros sob as orações dos frades. O lugar era conhecido antes como Aynadamar e tinha sido uma almunia (quinta da época muçulmana, usualmente de recreio). O mosteiro sofreu muitos estragos durante a Guerra da Independência no início do século XIX e perdeu muito terreno em 1837 em consequência das desamortização de Mendizábal. Atualmente pertence à Ordem dos Cartuxos e depende diretamente da diocese de Granada.
No edifício destacam-se a portada com decoração plateresca, através da qual se tem acesso ao interior. Aí, depois de atravessar o pátio principal, encontra-se a igreja. Esta é uma construção neoclássica com uma nave única profusamente  decorada com obras de vários artistas de várias épocas. Através do pátio também se acede às restantes dependências do conjunto, como o Sancta Santorum, um belo exemplo do barroco andaluz, o refeitório, os alojamentos dos monges ou a sala capitular de Legos, de estilo gótico, todas edificações construídas entre os séculos XVI e XVIII. Dignas de nota também são as diferentes imagens, pinturas e retábulos que decoram cada uma das dependências, todas de elevado valor artístico. Entre essas obras há telas de Juan Sánchez Cotán (1560–1627), esculturas de José Risueño (1665–1721) e móveis com marchetaria de José Manuel Vázquez.

### Corral del Carbón

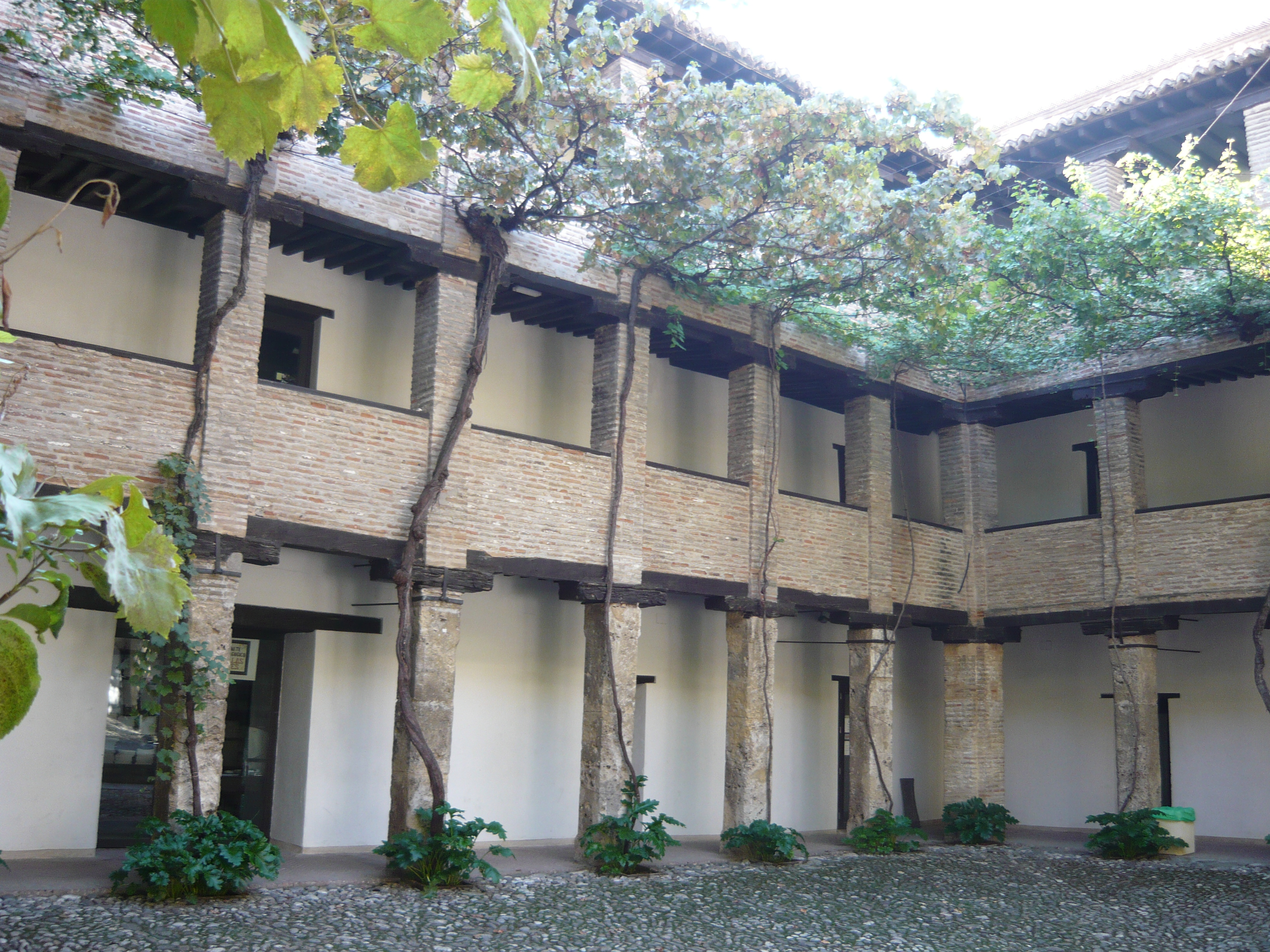
Pátio do Corral del Carbón

O Corral del Carbón é uma construção nacérida do século XIV e a única alhóndiga e caravançarai andalusino ainda conservado integralmente. A traça é de inspiração oriental, mas a decoração e certos detalhes são nitidamente granadinos. As influências estilísticas da porta monumental é muito discutida, tendo algumas características que se encontram nos palácios sassânidas. Começou por ser uma pousada de comerciantes (funduque ou caravançarai); após a conquista cristã foi transformado numa hospedaria para carvoeiro, o que originou a segunda parte do nome. A primeira parte do nome (corral) deve-se à sua função seguinte, a de corral de comedias, (teatro do século XVI). Em 1593 passou a ser um condomínio.[carece de fontes?]
Foi declarado Monumento Histórico-Artístico Nacional em 1918, mas correu riscos desmoronamento até que foi adquirido pelo Estado em 1933; foi então restaurado sob as orientações de Leopoldo Torres Balbás, um dos principais arquitetos das restaurações levadas a cabo na Alhambra e Generalife nas décadas de 1920 e 1930. Foi novamente restaurado em 1992 e 2006. Atualmente é a sede da Delegação Provincial de Cultura da Junta da Andaluzia e da Orquestra Cidade de Granada. O seu pátio é por vezes usado para espetáculos de teatro e música, nomeadamente de flamenco, e conferências.[carece de fontes?]

## Cultura

### Museus
Granada tem um elevado número de museus, dos quais apenas aqui se referem alguns dos mais maiores e mais notórios.
Museu Arqueológico

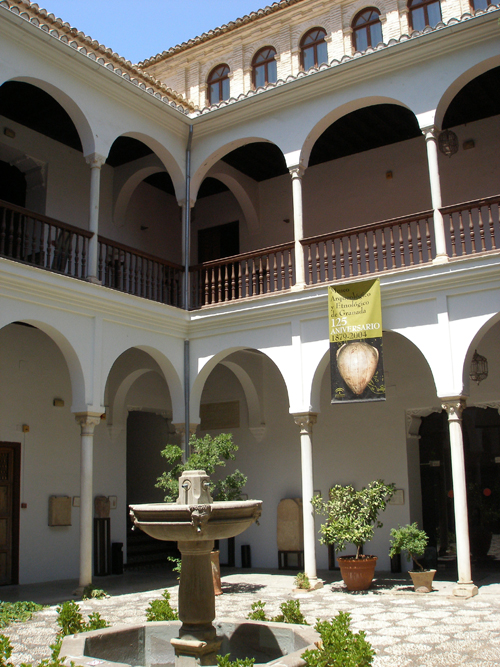
Pátio da Casa de Castril, sede do Museu Arqueológico de Granada

O Museu Arqueológico de Granada, um dos mais antigos de Espanha, a par dos de Barcelona e de Valladolid, foi criado em 1867, se bem que até 1879 não era mais do que um mero Gabinete de Antiguidades dependente da Comissão de Monumentos de Granada. A sua primeira coleção foi formada com os fundos daquela comissão, sendo composta por duas secções: uma de arqueologia e outra de belas artes. Em 1917 foi adquírida a Casa de Castril para ali instalar o museu. Aquele edifício, considerado um dos melhores palácios renascentistas de Granada, foi modificado para poder alojar o museu. Junto à Casa de Castril encontrava-se a casa do pintor Rafael Latorre, a qual foi adquírida em 1962 para ampliar o museu. Em 1980 foi planeada uma nova secção, de etnologia, que nunca chegou a ser aberta. As coleções do museu abarcam achados arqueológicos do Paleolítico e Neolítico encontrados na província de Granada, bem como peças iberas, fenícias, romanas e árabes de valor notável.
Parque das Ciências
O Parque das Ciências de Granada é o primeiro museu interativo de ciências da Andaluzia e um dos mais importantes do seu género em Espanha. Inaugurado em maio de 1995, foi ampliado em quatro fases, até ocupar, em 2008, uma área de 70 000 m². O museu situa-se numa área central de Granada e tornou-se uma das principais atrações turísticas da cidade, especialmente para estudantes de todos os centros de educação da Andaluzia. Além de várias coleções permanentes, são promovidas exposições temporárias. A gestão do parque é feita por um consórcio em que participam uma série de instituições públicas da Junta da Andaluzia, o Conselho Superior de Investigações Científicas, a Deputação provincial, o ayuntamiento, a Universidade de Granada e várias instituições privadas.
Museu de Belas Artes

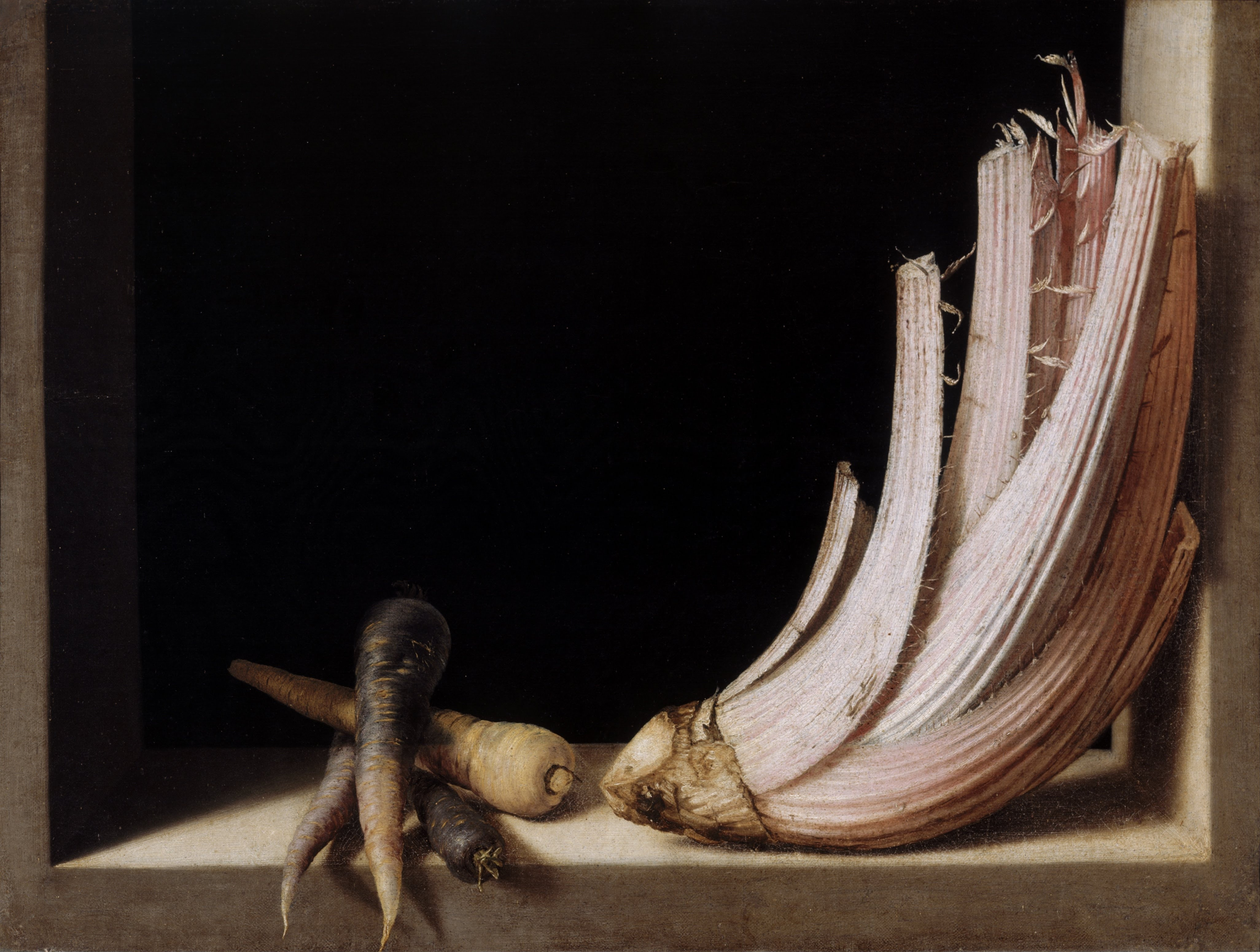
Bodegón con cardo y zanahorias, de Juan Sánchez Cotán, uma das peças mais notáveis do Museu de Belas Artes de Granada

O Museu de Belas Artes de Granada tem a sua sede no palácio de Carlos V, um edifício renascentista situado no recinto da Alhambra. A origem do museu está ligada à desamortização de Mendizábal (1837), que provocou a dispersão de numerosas obras de arte que tinham pertencido a ordens religiosas e que foram reunidas em Granada. Depois de passar por várias localizações, em 1923 foi instalado na Casa de Castril, um espaço que compartilhava com o Museu Arqueológico e com a  Real Academia de Belas Artes. No século XIX surgiu a ideia de recuperar o palácio de Carlos V para ali instalar o museu. O processo seria longo, e só a 6 de outubro de 1958 é que o museu abriu portas no primeiro andar do palácio, onde permanece até hoje. Na primeira década do século XX sofreu uma reforma, que terminou em janeiro de 2008. Atualmente é administrado pela Consejería de Cultura da Junta da Andaluzia.
As suas coleções são compostas principalmente por pinturas e esculturas, desde o século XV ao século XX. Os fundos mais amplos e ricos procedem de fundações religiosas desamortizadas no século XIX. A coleção foi ainda ampliada com obras depositadas pelo Museu do Prado de Madrid e com compras. Entre as peças mais antigas destaca-se uma réplica da escultura de Santa Maria da Alhambra que se encontrava no cimo da Porta da Justiça da Alhambra e a pintura Bodegón del cardo de Juan Sánchez Cotán (1560–1627).
Museu da Alhambra

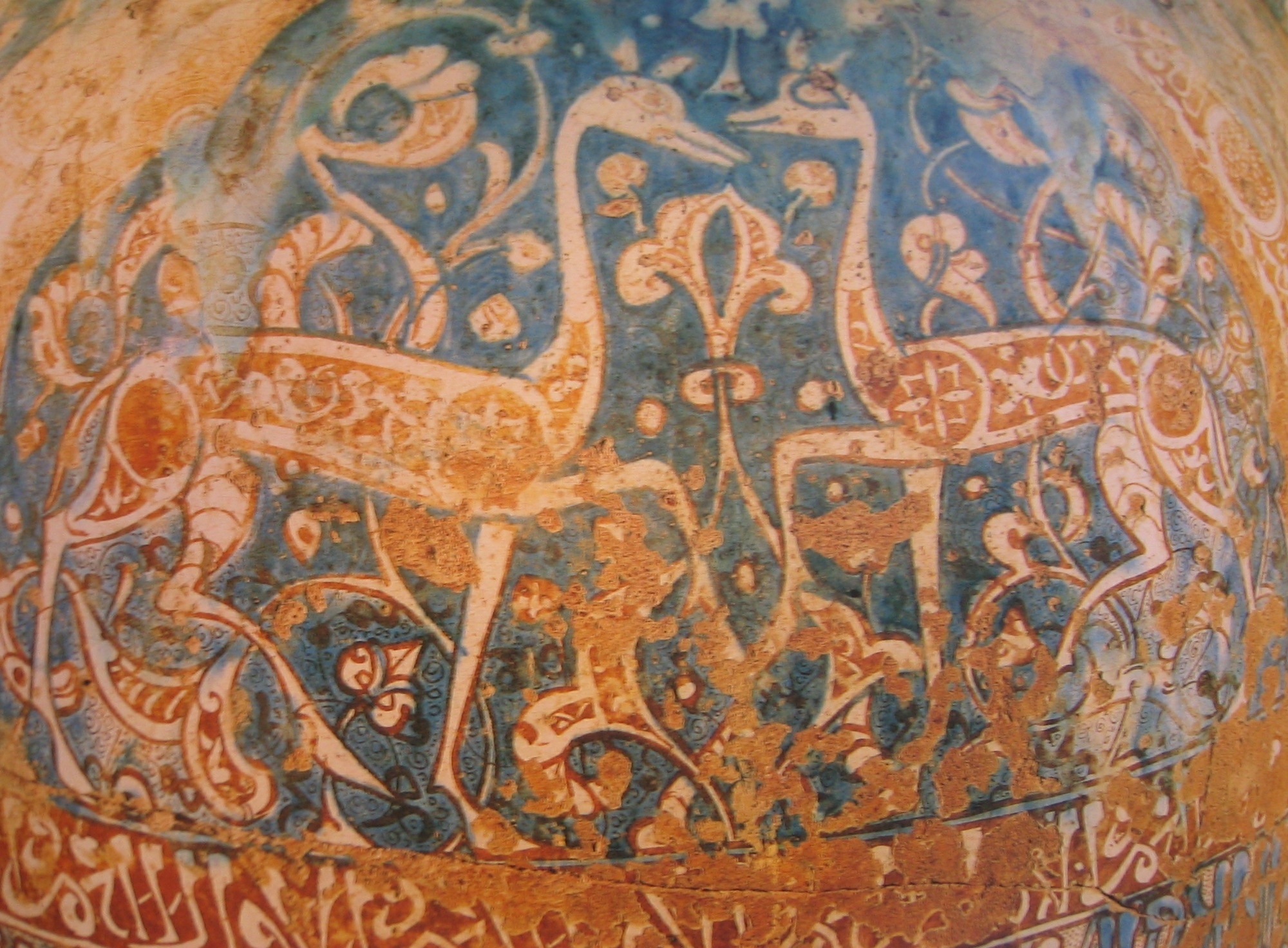
Detalhe do "Jarrão das Gazelas", obra-prima da cerâmica nacérida, uma das peças em exposição no Museu da Alhambra

O Museu da Alhambra, também chamado Museu Nacional de Arte Hispano-muçulmana, está instalado do rés de chão da ala sul do palácio de Carlos V na Alhambra e existe desde 1870. Nele se foram guardando as peças arqueológicas reunidas pela Comissão Provincial de Monumentos. A partir de 1962 passou a chamar-se Museu Nacional de Arte Hispano-muçulmana, tendo sido rebatizado em 1994 para o nome atual e a sua gestão foi entregue ao Patronato da Alhambra e Generalife. Foi então que foi transferido para as instalações atuais e foi organizado de acordo com as novas exigências museológicas. O seu acervo é constituído por peças de arte hispano-muçulmana desde meados do século VIII até aos últimos anos do período nacérida. Dispões de sete salas onde os objetos em exposição estão distribuídos de forma temática e cronológica.
Museu Caja Granada da Memória da Andaluzia

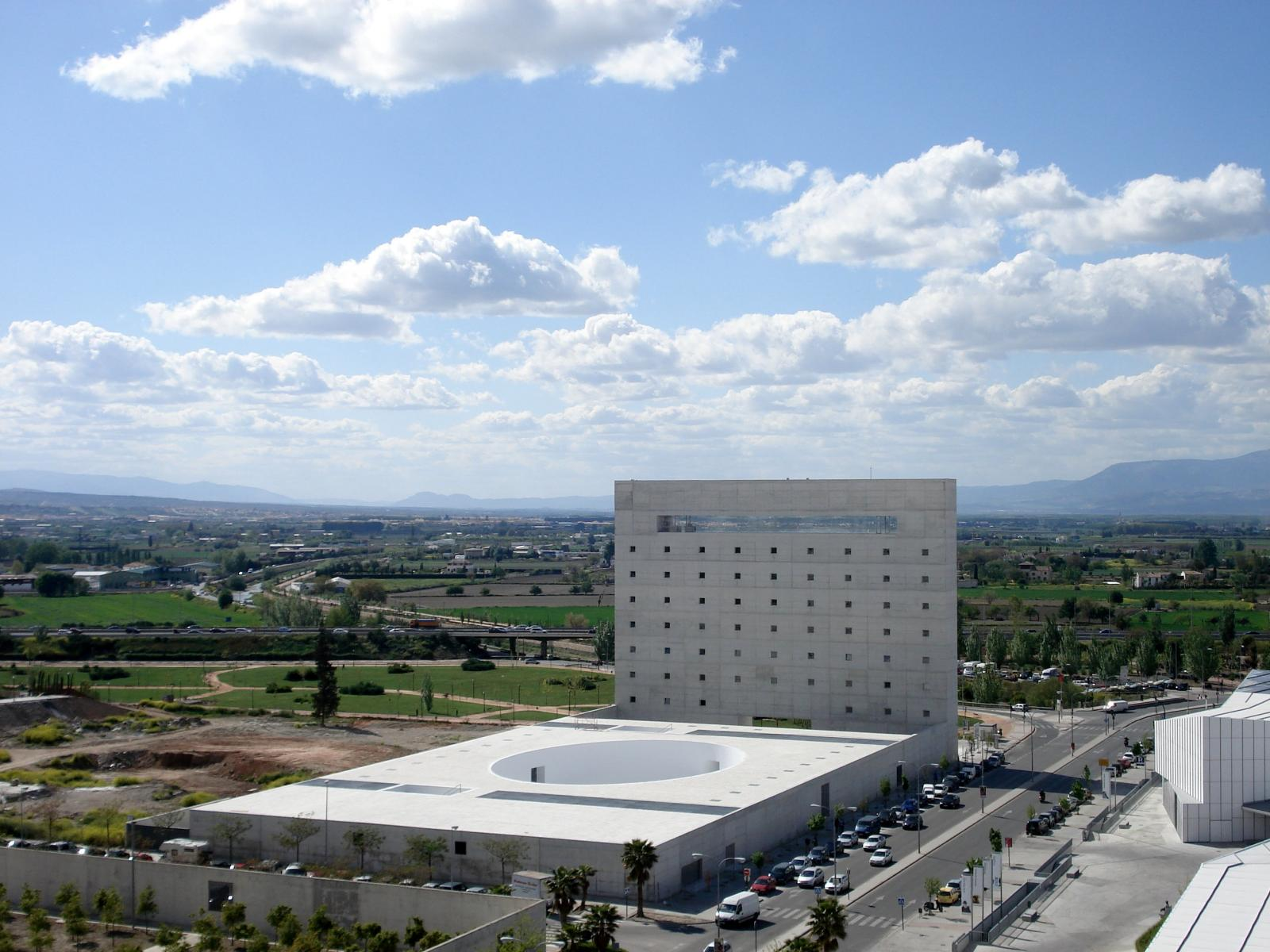
Centro Cultural Caja Granada

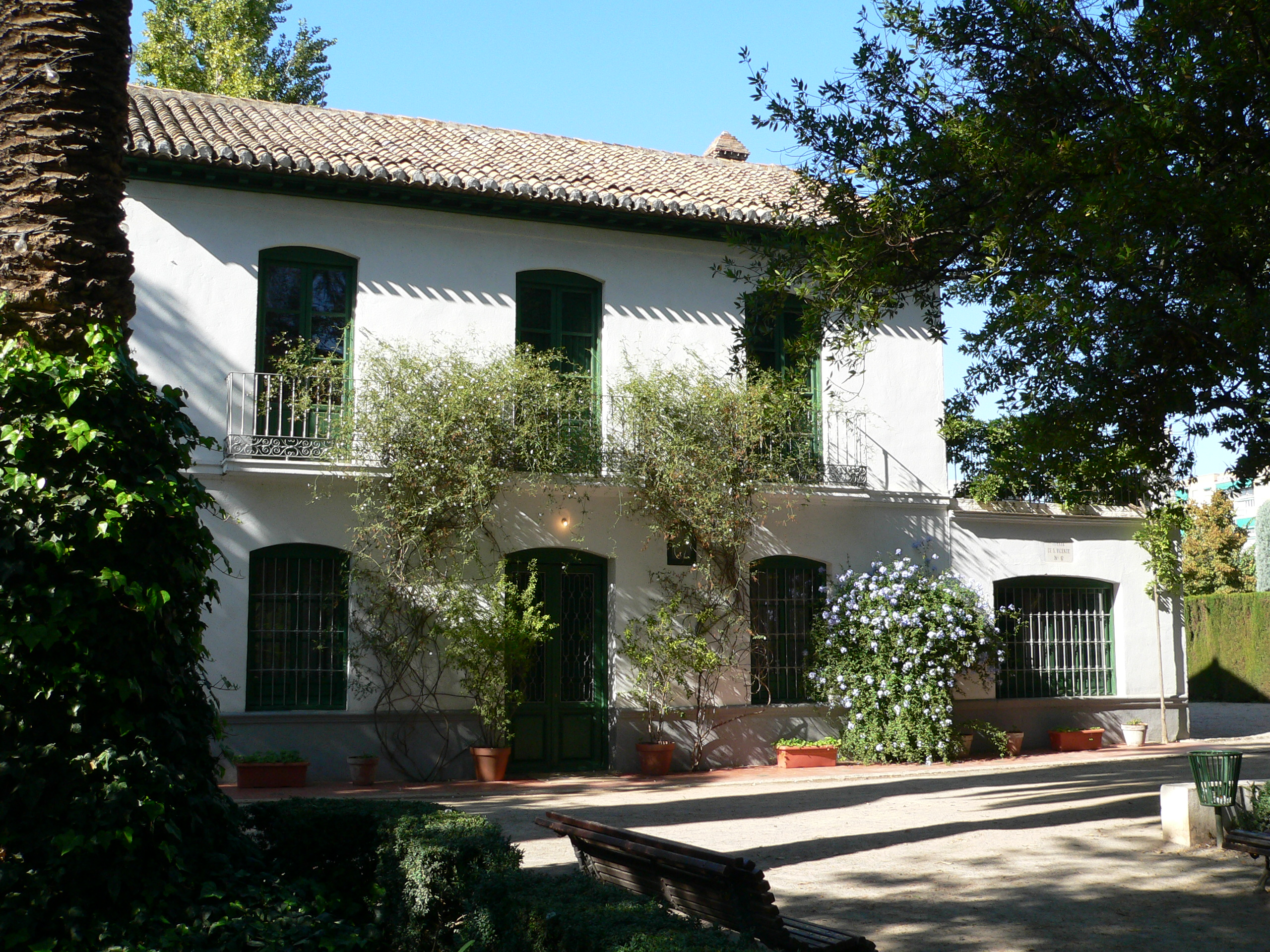
Casa-Museu Federico García Lorca

O Museu da Memória da Andaluzia, propriedade da Caja Granada, que até 2010 era uma instituição bancária situa-se em frente ao Parque das Ciências, num espaço arquitetónico vanguardista desenhado pelo arquiteto Alberto Campo Baeza. Dispõe duma coleção que mostra a memória artística da Andaluzia como uma região ligada ao mundo, desde os artistas e viajantes românticos até representantes de outras correntes, como Picasso, Braque, José Guerrero, Luis Gordillo, Louise Bourgeois, entre muitos outros.
Jardim Botânico da Universidade de Granada
O Jardim Botânico da Universidade de Granada situa-se na faculdade de direito daquela universidade e foi construído em 1786. Depois de ter passado por várias fases de abandono, foi restaurado em finais do século XX, recuperando o seu antigo traçado e readquirindo a sua função educativa que tinha perdido com o tempo. Atualmente conta com cerca de 70 árvores de diferentes espécies, onde se destacam especialmente os Ginkgo biloba e pinheiros-das-Canárias, além de outros exemplares com mais de cem anos de idade.
Outros museus
Há ainda os seguintes espaços museológicos em Granada: Casa-Museu Federico García Lorca, situado na Huerta de San Vicente, uma casa de veraneio da casa do poeta; Casa-Museu Manuel de Falla; Fundação Rodríguez-Acosta, um carmen único con art déco e jardins; Museu Casa dos Pisa; Museu Rodríguez-Acosta; Centro de Interpretação Sacromonte; Centro José Guerrero;  Palácio dos Condes de Gabia, que tem como objetivo fomentar a arte moderna e contemporânea.[carece de fontes?]

### Festas populares
Semana Santa

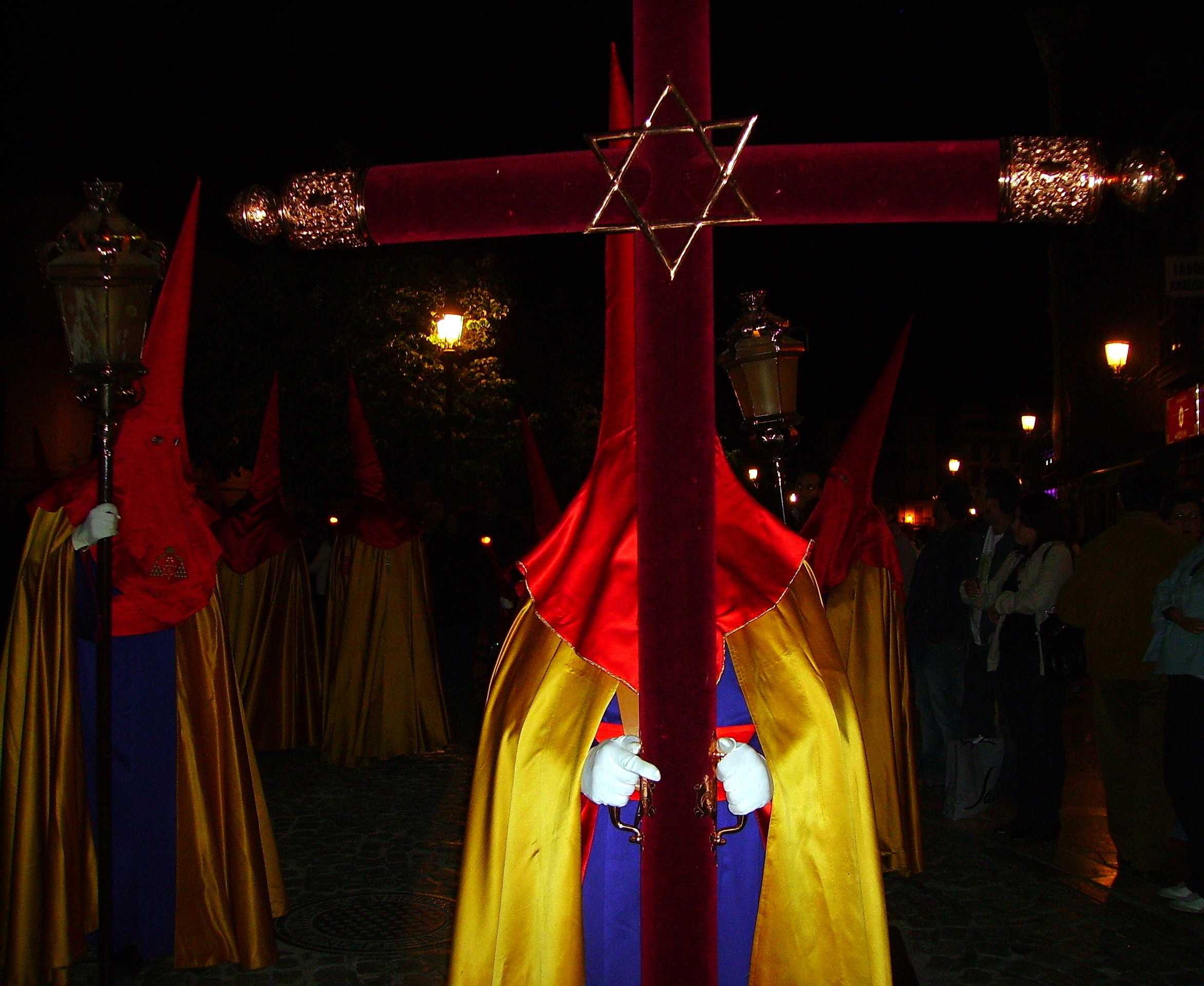
Procissão noturna de Quarta-Feira Santa, da confraria de Los Gitanos ("os ciganos")

À semelhança do que acontece noutras capitais andaluzas, a Semana Santa em Granada é um acontecimento religioso e cultural de primeira importância. As manifestações populares religiosas realizadas nessa época remontam ao século XVIII, quando ocorreu uma proliferação massiva de confrarias, na sua maioria ligadas a grémios ou organizações corporativas, à semelhança doutros pontos de Espanha. Atualmente as celebrações são organizadas pela Real Federação de Irmandades e Confrarias da Semana Santa Granada, formada por 32 confrarias penitenciais, que tem a seu cargo a organização de cada uma das procissões que se realizam desde o Domingo de Ramos até ao Domingo de Ressurreição. Entre as irmandades que mais interesse despertam está a que é conhecida popularmente como Los Gitanos ("os ciganos"), cuja procissão ocorre na Quarta-Feira Santa, e onde os irmãos, na sua maioria daquela etnia, conduzem os seus andores desde o centro até à Abadia do Sacromonte.
Corpus Christi e Feira de Granada
O Corpus Christi (Corpo de Deus), uma celebração católica, tem lugar durante a Feira de Granada e normalmente ocorre em junho, apesar de não ter uma data fixa, pois está ligada à Páscoa, cuja data é baseado num calendário lunar. Foi criada pelos Reis Católicos como Fiesta Mayor (festa principal), após a conquista da cidade.
O recinto da feira situa-se no bairro de Almanjáyar. As barracas de petiscos (tapeo) são instaladas entre a Praça do Ayuntamiento e Bib-Rambla. Na maioria delas podem saborear-se com amigos e convidados os pratos típicos de Granada, como pucheros, gaspacho, choto al ajillo (cabra com alho), peixe frito, espetadas de sardinhas, etc., bem como pratos mais comuns, como frango com batatas, paella, pinchitos (espécie de espetadas pequenas de carne de porco), bocadillos (sanduíches) e enchidos. Há quem se vista com trajes típicos tradicionais, atrações de feira e numerosas touradas.
As festas incluem três procissões: uma na quarta-feira, outra na quinta-feira de manhã e por fim uma no domingo à tarde. A primeira, chamada a Pública destina-se às crianças e jovens, e é protagonizada pela Tarasca, um manequim em cima dum dragão que supostamente veste a roupa que vai estar na moda nessa temporada. Na quinta-feira, dia de Corpo de Deus, realiza-se pela manhã a procissão religiosa, que sai da catedral com a custódia plateresca sobre um carro adornado com flores, acompanhado pelas autoridades civis, representantes das confrarias e pelo público. O cortejo é precedido por gigantones e cabeçudos que representam mouros e cristãos. A procissão do domingo à tarde é mais sóbria e não tem elementos folclóricos.
Tomada de Granada
O dia da Dia da Tomada é uma festa civil que tem lugar todos os anos em 2 de janeiro para celebrar a rendição da cidade aos Reis Católicos em 1492. O ponto alto é a procissão do pendão real, que é acompanhado pelo alcaide, os vereadores e representantes da Igreja Católica e das Forças Armadas. Depois dessa cerimónia, a comitiva oficial vai à varanda do ayuntamiento (sede do município) com o estandarte real e um vereador grita três vezes o nome da cidade, respondendo os presentes com «Qué!» em uníssono. O ato termina com a frase «Pelos ínclitos Reis Católicos, Dom Fernando V de Aragão e Dona Isabel I de Castela. Viva Espanha! Viva o Rei! Viva Andaluzia! Viva Granada!», a que se segue o hino nacional espanhol.
São Cecílio
São Cecílio de Elvira é o co-padroeiro de Granada. Supostamente foi o primeiro bispo da cidade, discípulo de Santiago e mártir cristão encarregado de evangelizar a penínula Ibérica. Os seus restos teriam sido encontrados do Sacromonte, juntamente com os chamados livros plúmbeos, um "achado" que é que uma mais famosas falsificações históricas em Espanha mas deu origem à fundação da Abadia do Sacromonte. A festa de São Cecílio tem lugar no primeiro domingo de fevereiro, e nesse dia é feita uma romaria ao Sacromonte e uma missa em sua honra.
Nossa Senhora das Angústias

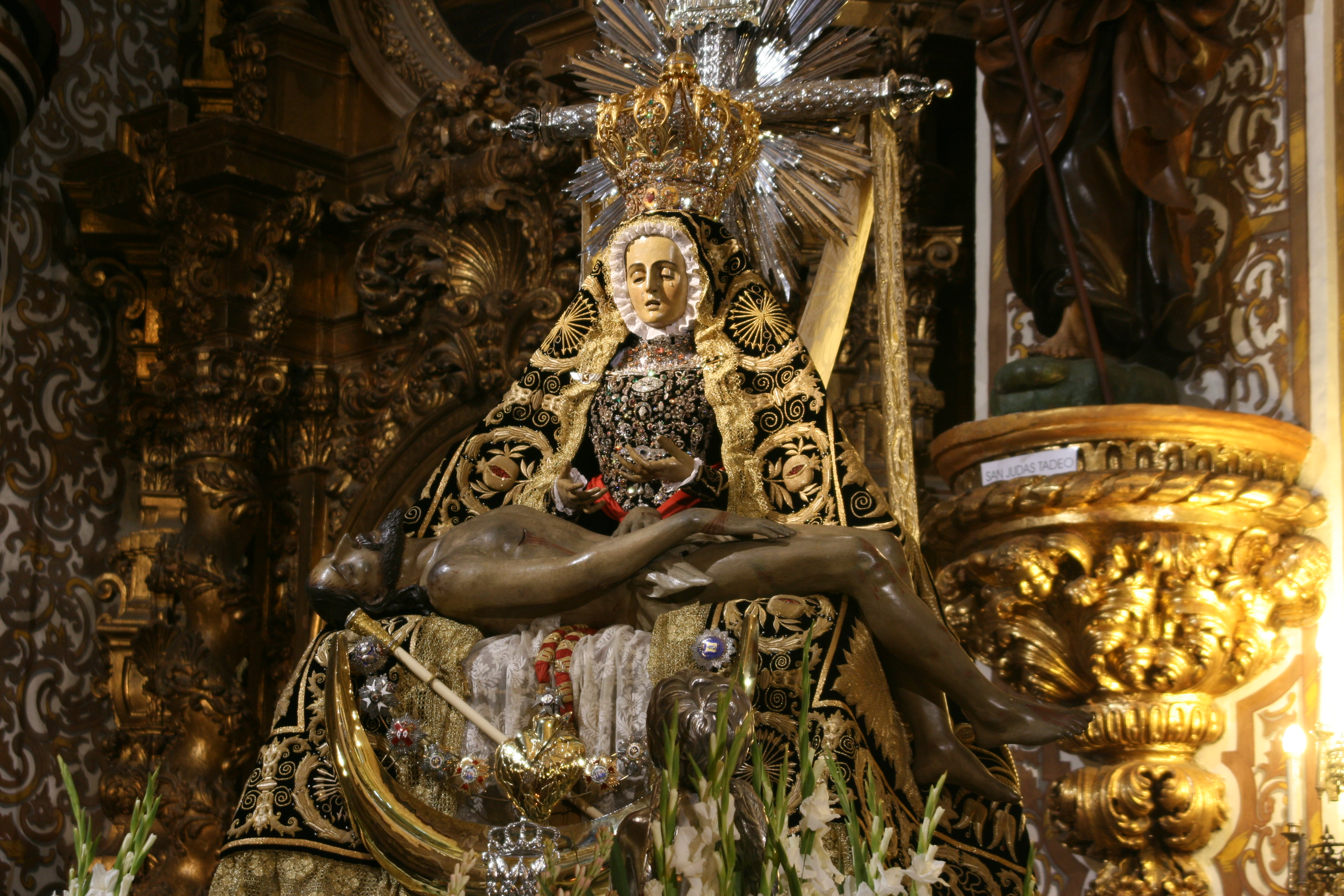
Nossa Senhora das Angústias, na sua igreja de Granada

A Virgem das Angústias é a padroeira de Granada e é comemorada em dois dias diferentes: a 15 de setembro realiza-se uma oferenda de flores à Virgem e no último domingo de setembro realiza-se uma procissão em sua honra nas ruas do centro da cidade. No caminho da procissão são instaladas barracas que vendem comida típica destes dias, como as tradicionais "tortas da Virgem" e muitos outros doces da gastronomia granadina. Perto da Fonte das Batalhas são montadas barracas com frutas típicas: jujubas, acerolas (Crataegus azarolus), anonas, figos secos e uvas frescas e secas.[carece de fontes?]
Dia da Cruz
No dia de 3 de maio comemora-se o Dia da Cruz (ou Cruz de Maio), uma festividade que remonta ao início do século XX, quando nos bairros do Albaicín e do Realejo se começaram a construir pequenos altares para exaltar o feriado que se comemora na cidade a 3 de maio de cada ano. Atualmente levantam-se cruzes em muitas zonas da cidades por todo o tipo de associações culturais e realiza-se um concurso para premiar as que estejam melhor construídas e decoradas.  As cruzes são ornamentadas jarapas (mantas típicas do sul de Espanha) com cores vivas, cerâmica de Fajalauza (típica do Albaicín) e com uma maçã atravessada por uma tesoura.

### Outros eventos
Diversos organismos ligados à cidade, como o ayuntamiento local, a consejería (secretaria) de cultura da Junta da Andaluzia, a Universidade de Granada e algumas empresas provadas promovem todo o tipo de atividades culturais ao longo de todo o ano. A lista seguinte não pretende ser exaustiva e é meramente exemplificativa dos eventos que estão melhor referenciados, gozam de maior notoriedade e têm mais continuidade:[carece de fontes?]

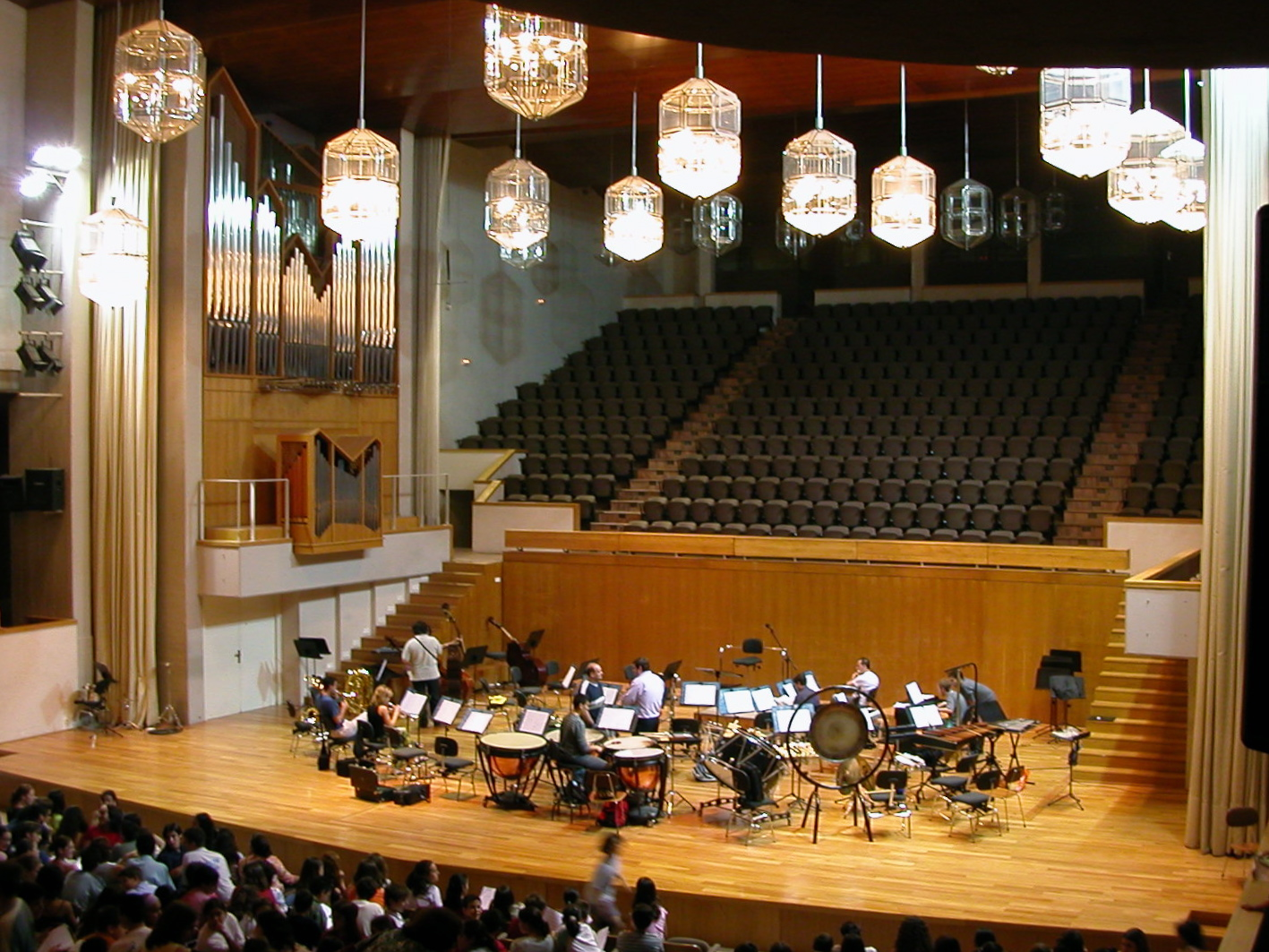
Auditório Manuel de Falla

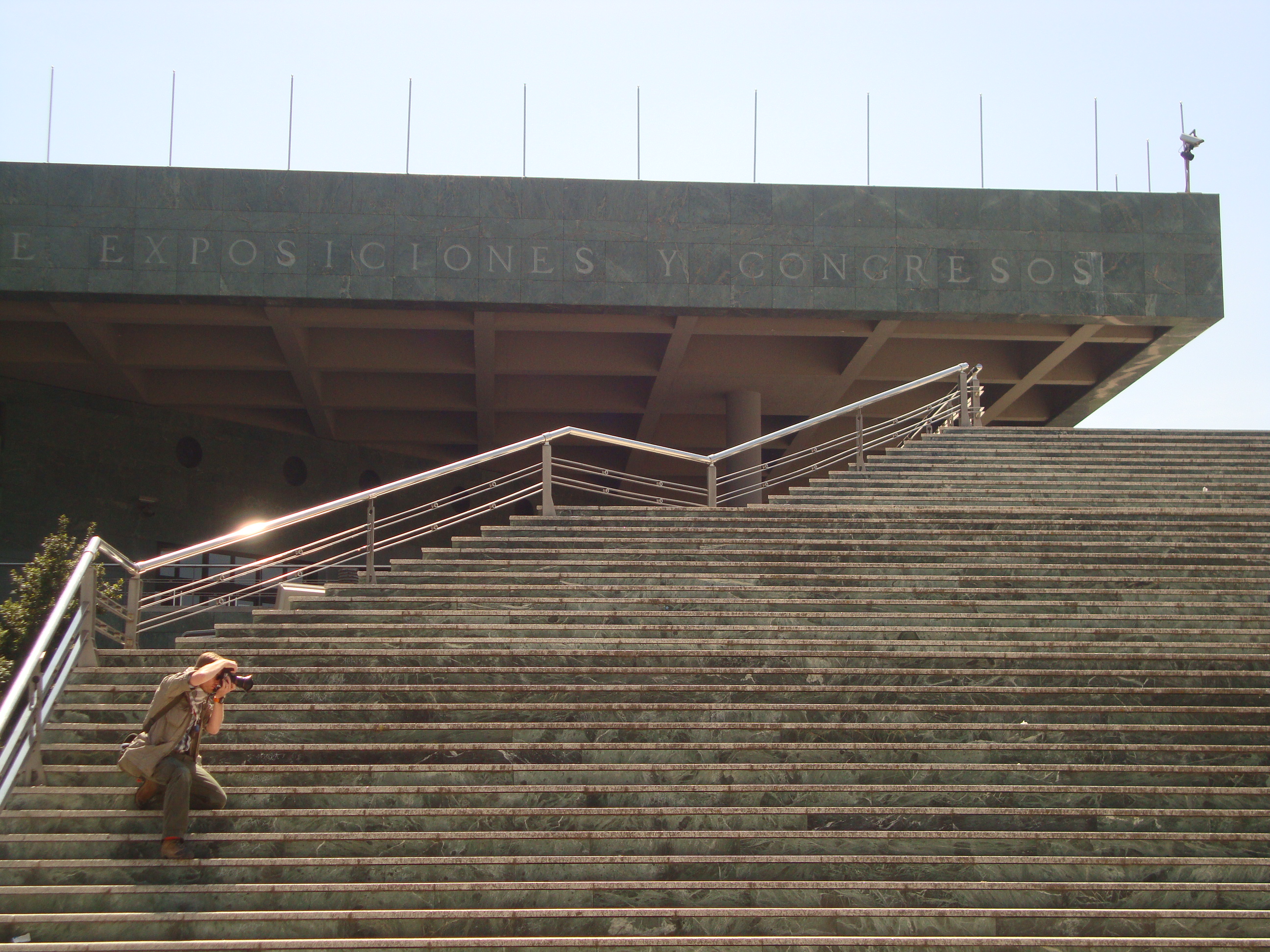
Palácio de Exposições e Congressos de Granada

- Vários concertos sinfónicos pela Orquestra Cidade de Granada no Auditório Manuel de Falla;
- Festival Internacional de Cinema Clássico de Granada (Retroback);
- Salão Internacional de Banda Desenhada de Granada, cuja primeira edição decorreu em 1994 e durante o qual o público, proveniente de toda a Espanha, se mistura com autores europeus, americanos e japoneses;
- Salão de Manga FicZone de Granada, dedicado ao manga, cultura japonesa, banda desenhada, animação e ficção científica;
- Festival Internacional de Tango de Granada;
- Festival Internacional de Jovens Realizadores de Granada;
- Festival Internacional de Poesia Cidade de Granada;
- Festival de Granada Cines del Sur, dedicado a cinematografias emergentes da Ásia, América do Sul e África, com projeções ao ar livre em vários espaços públicos da cidade;
- Festival Internacional de Música e Dança de Granada;
- Festival Internacional de Jazz de Granada, que se realiza desde 1980.

Além destes eventos de caráter periódico, a cidade tem um uma ampla oferta de ócio e entretenimento dos mais diversos géneros, que têm como público-alvo tanto visitantes como locais. Uma das manifestações culturais mais típicas da cidade são as zambras do Sacromonte, cantos e danças de flamenco com características únicas que antes de se tornarem um espetáculo para turistas eram festas nupciais dos ciganos da cidade. Desaparecidas durante vários anos, foram depois recuperadas e têm lugar nos tablaos das grutas do bairro de Sacromonte. No Albaicín há espetáculos de flamenco mais clássicos, que se encontram sobretudo em restaurantes. Ao longo de todo ano há concertos no Auditório Manuel de Falla e representações de peças de teatro e ópera nas salas Palácio de Exposições e Congressos.[carece de fontes?]
A cidade é palco duma intensa animação de rua por parte de jovens, sendo frequente a ocorrência de grandes concentrações festivas, especialmente, mas não só, nas festas da primavera e das Cruzes. A afluência massiva de visitantes nestas concentrações levaram a administração municipal a proibir o consumo de bebidas alcoólicas nos espaços públicos que não estejam devidamente autorizados, numa tentativa de limitar o fenómeno social dos botellones. O caráter universitários da cidade e a sua projeção como lugar de ócio e de fim de semana levou a que os botellones de sábado, corriqueiros em qualquer cidade espanhola, se tornassem grandes eventos de "macrobotellones" organizados.

### Música

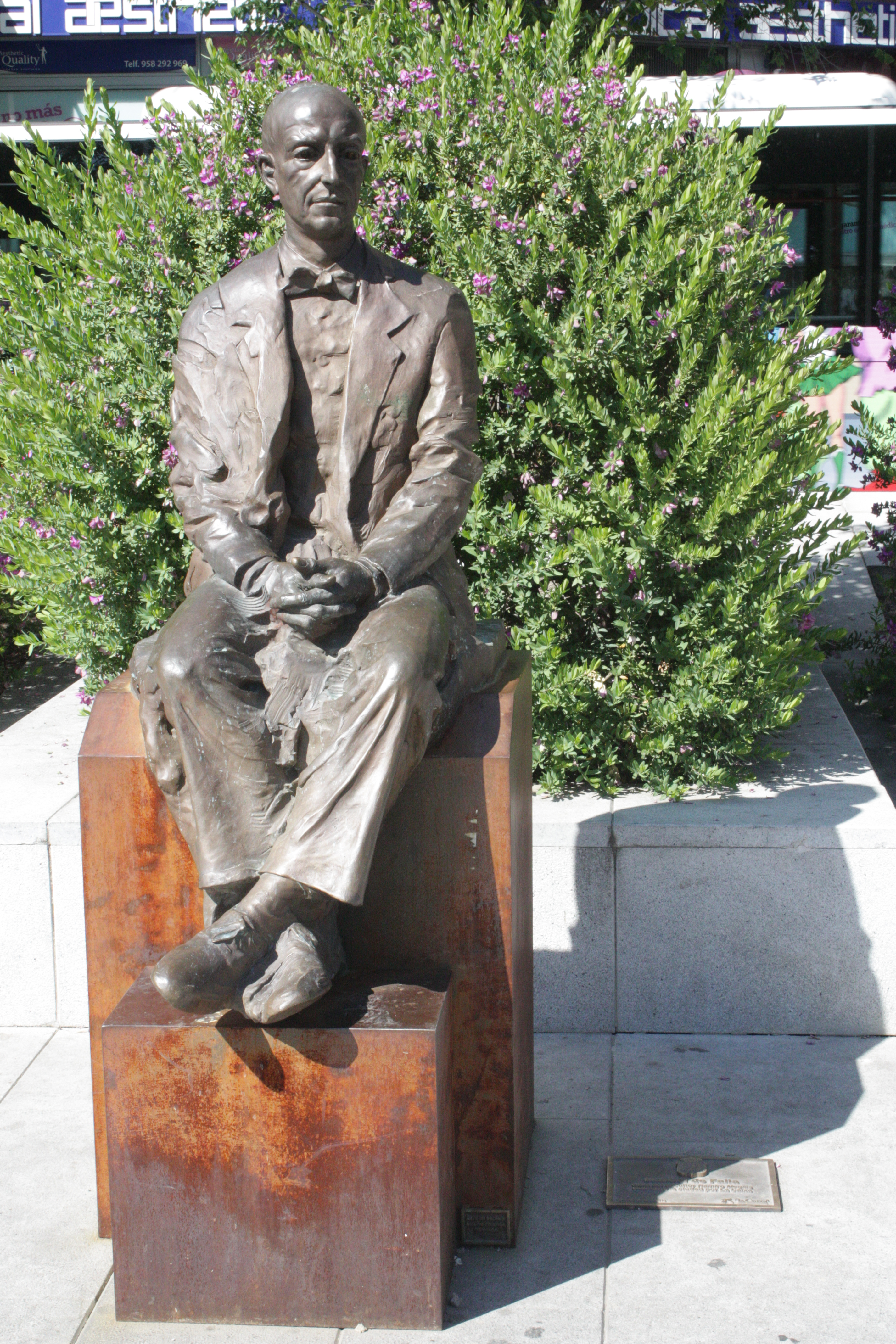
Estátua de Manuel de Falla na Avenida dda Constituição de Granada

A música é um aspeto de primeira importância importância na cultura granadina, tanto ao nível popular como ao nível erudito. A música autóctone é a zambra (ou zambra mora ["zambra moura]"), e é tocada e dançada pelos ciganos das grutas do Sacromonte. Foi em Granada que Manuel de Falla compôs maior parte da sua obra, entre elas a ópera La Vida Breve, estreada em 1913, e cuja ação decorre na cidade no começo do século XX. O guitarrista Andrés Segovia passou parte da sua juventude em Granada, onde deu o seu primeiro concerto quando tinha 14 anos;[carece de fontes?] e o compositor e poeta mexicano Agustín Lara inspirou-se na musicalidade da cidade para compor a mais famosa das suas canções, Granada, o hino não oficial da cidade. Nos anos 1960, o popular cantor de granadino Miguel Ríos compôs a canção Vuelvo a Granada, que foi um grande êxito.
Há ainda numerosos outros artistas célebres de diversos gérneros que são originários ou vivem na cidade, como Juan Habichuela ou Enrique Morente no flamenco, Lagartija Nick ou Los Planetas no rock, Nardy Castellini (saxofonista cubano) no jazz ou a La Blues Band de Granada no blues. A cena musical local de jazz, blues e música clássica é importante. Além da orquestra sinfónica Cidade de Granada, existe a Municipal de Música de Granada, diversos grupos de música de câmara e coros.[carece de fontes?] A cidade acolhe vários eventos periódicos de música, nomeadamente o Festival Internacional de Música e Dança de Granada, criado em 1952 e que oferece um amplo programa de concertos e outros espetáculos.
Salas de espetáculos
A cidade conta com vários espaços cénicos, entre os quais se destacam, pelas suas dimensões e modernidade, os localizados no Palácio de Exposições e Congressos de Granada, onde o Anfiteatro Carlos I tem lotação para 1 550 espetadores e a Sala García Lorca tem 1 999 lugares. Além dessas salas e doutros espaços menores, entre as salas mais importantes cabe referir o Auditório Manuel de Falla, com 1 214 lugares, o Teatro Alhambra, com 298 lugares, o Teatro Municipal Isabel a Católica com 662 lugares, o Teatro Isidoro Maiquez e o pátio do Corral del Carbón.[carece de fontes?]

### Gastronomia

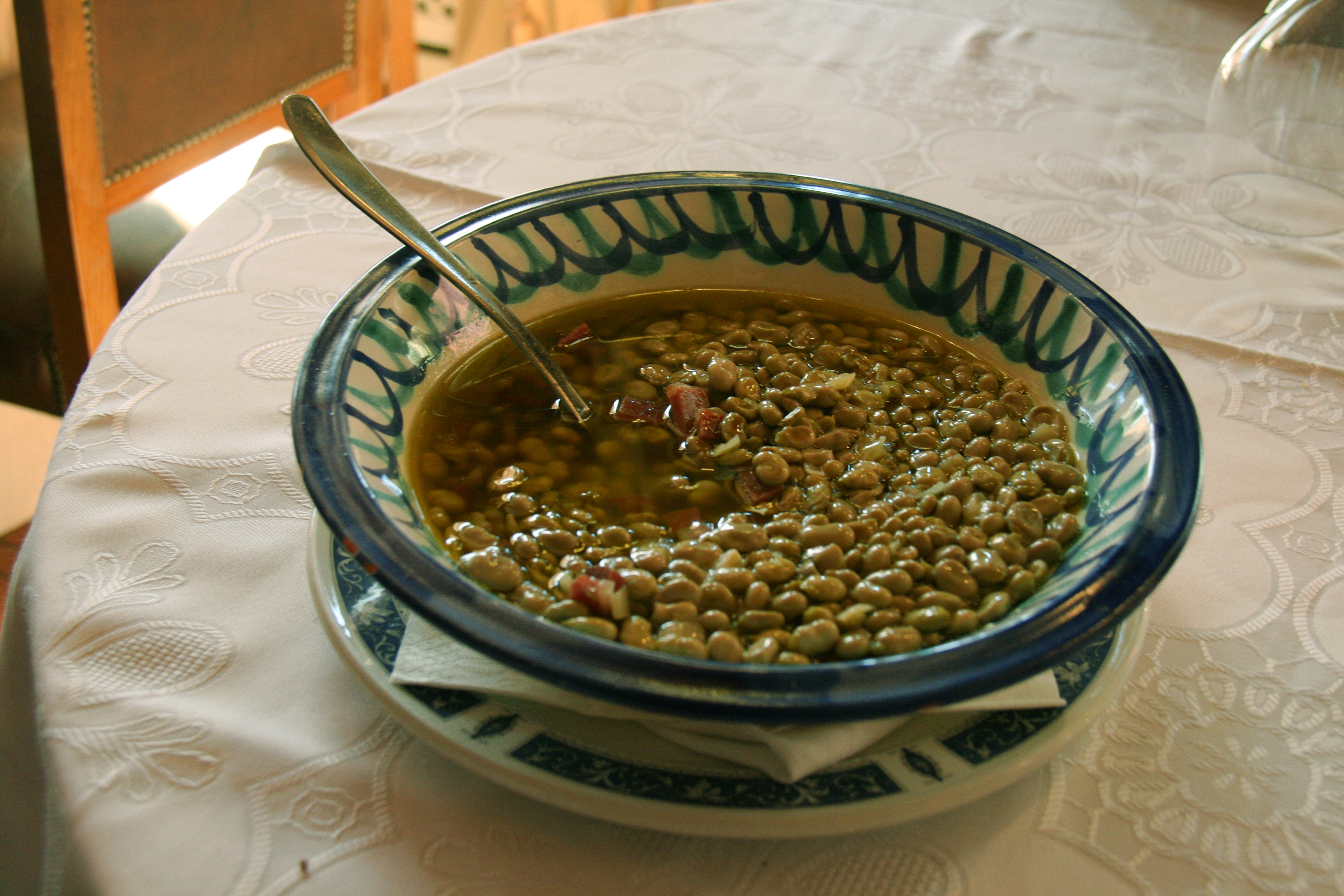
Habitas con jamón (favas com presunto), um dos pratos típicos de Granada

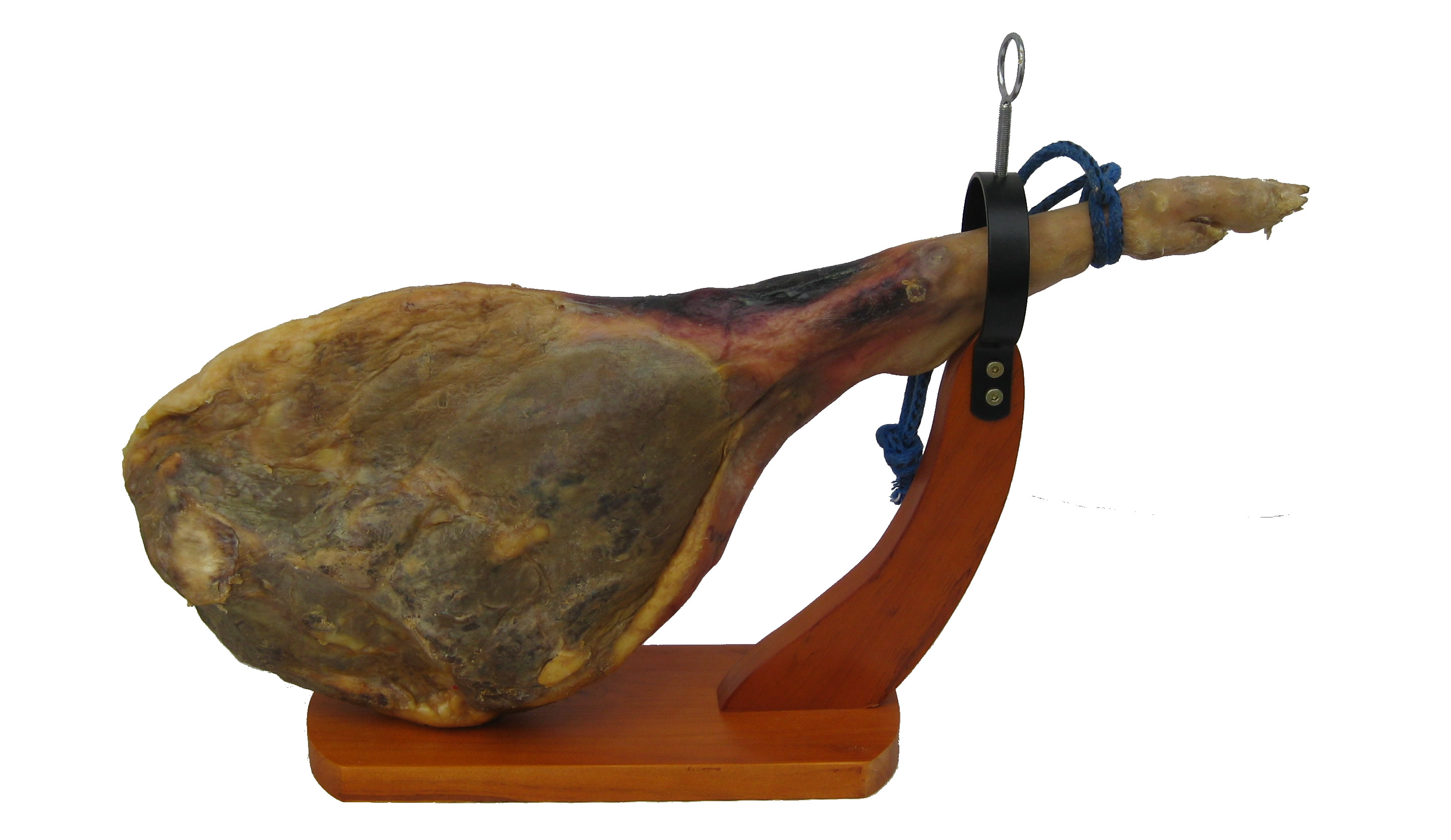
Presunto de Trevélez

A gastronomia de Granada inscreve-se na tradição da cozinha arábico-andaluza, tendo uma forte herança árabe e judia, que se reflete nos seus condimentos e especiarias, como cominho, coentro, noz-moscada, canela, amêndoa ou mel. O escritor e cineasta Miguel Alcobendas, autor do livro La cocina tradicional de Granada diz que tem origem na convivência, entre os séculos XII e XV, entre muçulmanos, judeus e cristãos no Reino Nacérida de Granada. Após a tomada da cidade pelos Reis Católicos no final do século XV deu-se uma mestiçagem com a cozinha dos cristãos, tendo adquirido importância a carne de porco, importância essa que foi inclusivamente maior do que no resto de Espanha pois o seu consumo era uma manifestação de distanciamento das religiões perseguidas, já que tanto o judaísmo como o islão proíbem o seu consumo.
As diferenças climáticas das diversas comarcas da província, desde a costa aos cumes da Serra Nevada, passando pela fértil veiga, proporciona uma grande variedade de matérias primas — hortaliças, caça, carnes e enchidos, peixe, etc. — que se combinam numa grande variedade de pratos de sopas, guisos (guisados) e potajes (cozidos). Como no resto da Andaluzia, em Granada há uma forte tradição de consumo de tapas (petiscos) e existem diversas rotas de tapeo na cidade que saborear a mais genuína cozinha granadina.
Da serra granadina provém o famoso  presunto de Trevélez, a que se juntam outros derivados do porco, com enchidos como o chouriço, a morcela e lombo. O presunto e as favas, dois produtos locais, combinam-se num dos pratos mais típicos, as habas con jamón (favas com presunto). Outros pratos conhecidos são a tortilha do Sacromonte, uma tortilha (espécie de omelete) com miolos (sesos) cozidos e testículos de boi fatiados e salteados antes de serem misturados com os ovos. Outro prato típicos é, por exemplo, as patatas a lo pobre ("batatas à pobre"), que geralmente são acompanhadas com ovo, pimentos fritos e pedaços de carne de porco ou presunto, à semelhança doutro prato popular, as migas com tropezones.
Entre os guisados e cozidos cabe referir a olla de San Antón ("panela de Santo Antão"), consumida principalmente na segunda quinzena de janeiro (o dia de Santo Antão é 17 de janeiro) e feito à base de favas e feijão secos a que se juntam vários tipos de carne de porco, arroz e morcela; o potage de berzas ("cozido de couve-galega"), com vegetais e legumes; os pucheros de favas verdes pequenas e de funcho; a cazuela (caçarola) de cardos e a de abóbora com massa e ervas aromáticas; ou o potaje cigano e o puchero a la gitanilla. No Dia da Cruz (3 de maio) e no dia de São Cecílio (início de janeiro) são típicas as saladillas (massa de pão fina com sal grosso em cima cozida no forno; semelhante à tortilla) com favas.
A doçaria granadina também é variada, destacando-se a doçaria conventual confecionada por  freiras que pode adquirir-se nos numerosos conventos da cidade: os pestiños (massa frita com mel, geralmente aromatizada com sésamo) de Vélez ou da Encarnação, folhados de São Jerónimo, ovos moles de Santo Antão, a bizcochaza de Zafra, os pãezinhos doces (bollitos) de batata, cocas, roscos ("roscas") de São Tomás e mantecados. Outros doces locais são os soplillos (lit: "abanador"), "tartes de glória", piononos da localidade vizinha de Santa Fe, roscos de Loja, bollos de manteca ("pãezinhos de manteiga") de Montefrío e o toucinho do céu de Guadix. Há ainda doces de origem árabe, como as aljojábanas, empanadillas de mel e queijo, buñuelos ("filhós") chamados almohados ("almofadados"), "pão de figo", rosco morisco e um biscoito (torta) de amêndoa chamado soyá.

### Tauromaquia

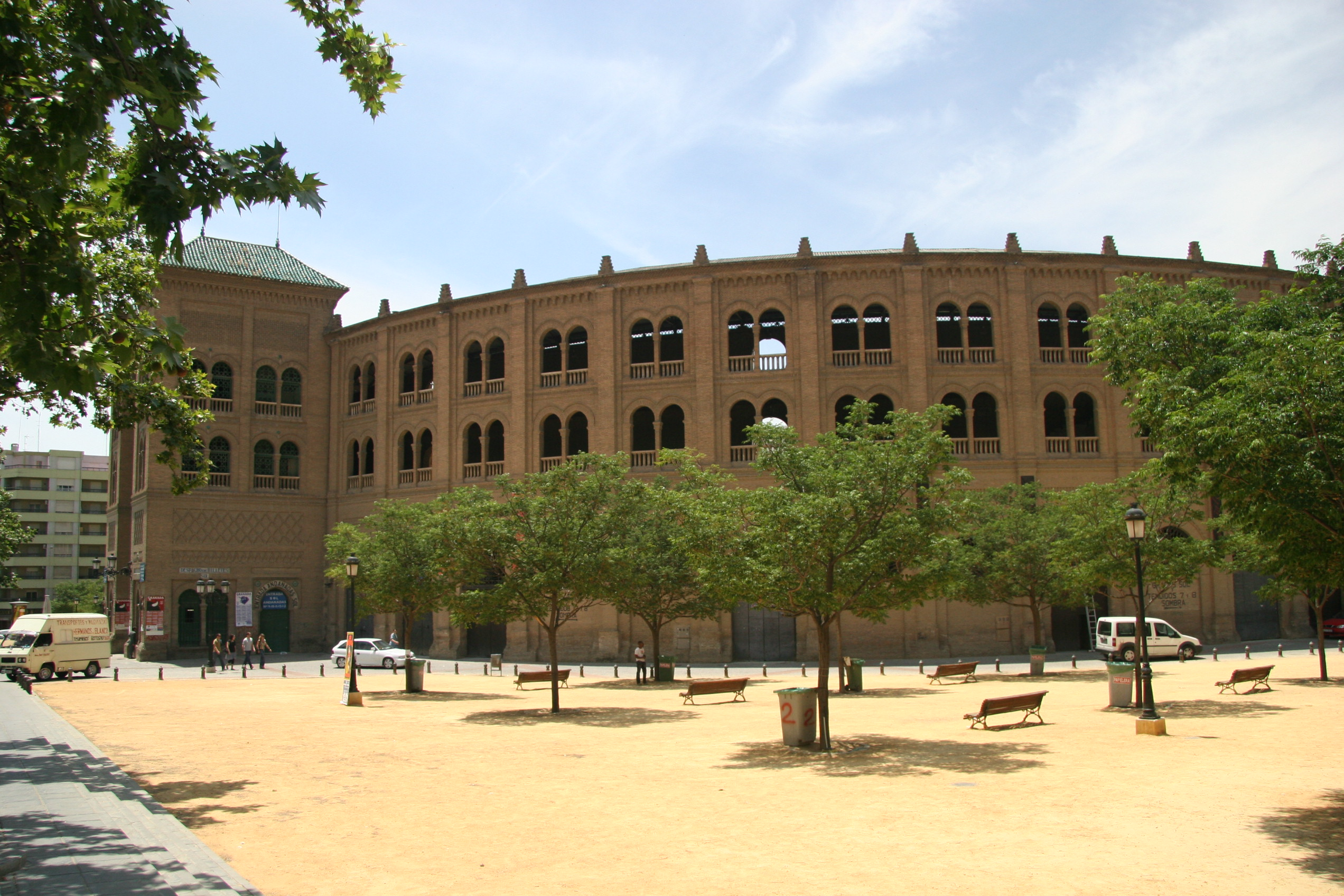
Praça de Touros de Granada, oficialmente chamada Real Maestranza de Caballería, inaugurada em 1928

À semelhança do resto da Andaluzia, em Granada a tauromaquia é uma tradição muito arreigada. Já no século XVIII, quando se passou do toureio cavalheiresco ao toureio atual, a pé, a Real Cédula de 19 de fevereiro de 1739 estabelecia a celebração de corridas de touros na Real Maestranza de Granada como fonte de financiamento, o que foi também contemplado posteriormente nos seus "estatutos e ordenanças" publicados em 1764. Na segunda metade do século XVIII a Real Maestranza construiu uma praça de touros, que se situava entre o Hospital Real, a Porta de Elvira e a Fuente Nueva. A 10 de setembro de 1876 a praça foi arrasada por um fogo, que obrigou ao seu encerramento. três anos mais tarde, em abril de 1880, foi inaugurada uma nova praça, perto da esplanada do Triunfo, com três andares e capacidade para 15 000 espetadores. No cartel da tourada inaugural destacavam-se duas figuras históricas do toureio, o diestro (toureiro) cordovês Lagartijo e o granadino Frascuelo, que juntamente com o gaditano Cara-Ancha lidaram touros de Antonio Miura.
Em 1928 foi inaugurada a praça de touros atual, desenhada pelo arquiteto Ángel Casas. Na inauguração foram lidados touros de Concha y Sierra  por Chicuelo, Cagancho e Armillita Chico. De estilo neomudéjar, tem três andares, ocupa uma área de 9 000 m² e tem lotação para 14 500 aficionados. Durante as festas de Maio, são organizadas várias touradas, nas quais participam os principais toureiros a pé e rejoneadores (toureiros a cavalo).[carece de fontes?]
Há associações, como o Colectivo Andaluz Contra el Maltrato Animal (CACMA) e o Rescate Animal de Granada, que promovem atos e campanhas pela abolição da tauromaquia e que a nível local reivindicam a suspensão das touradas em Granada. Segundo inquéritos realizados pela Asociación Andaluza para la Defensa de los Animales, a tradição taurina está em declínio entre as novas gerações, que são atraídas para outras atividades. Alegadamente isso pode ser constatado, por exemplo, pelo facto da Andalucía Televisión não ter transmitido touradas em 2005, quando três anos antes era comum transmitirem uma tourada por semana.

### Desporto

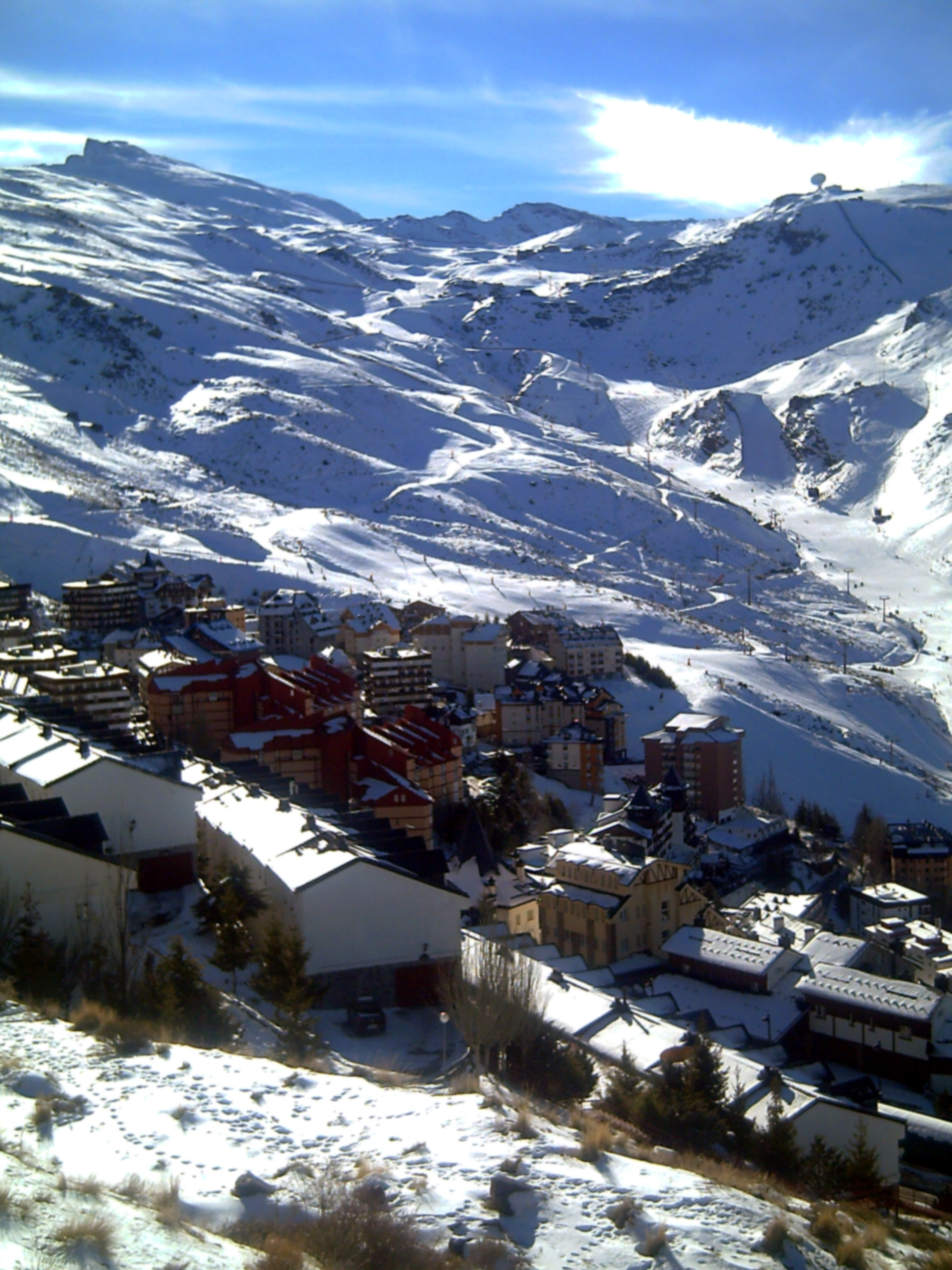
Estância de esqui em Pradollano, na Serra Nevada

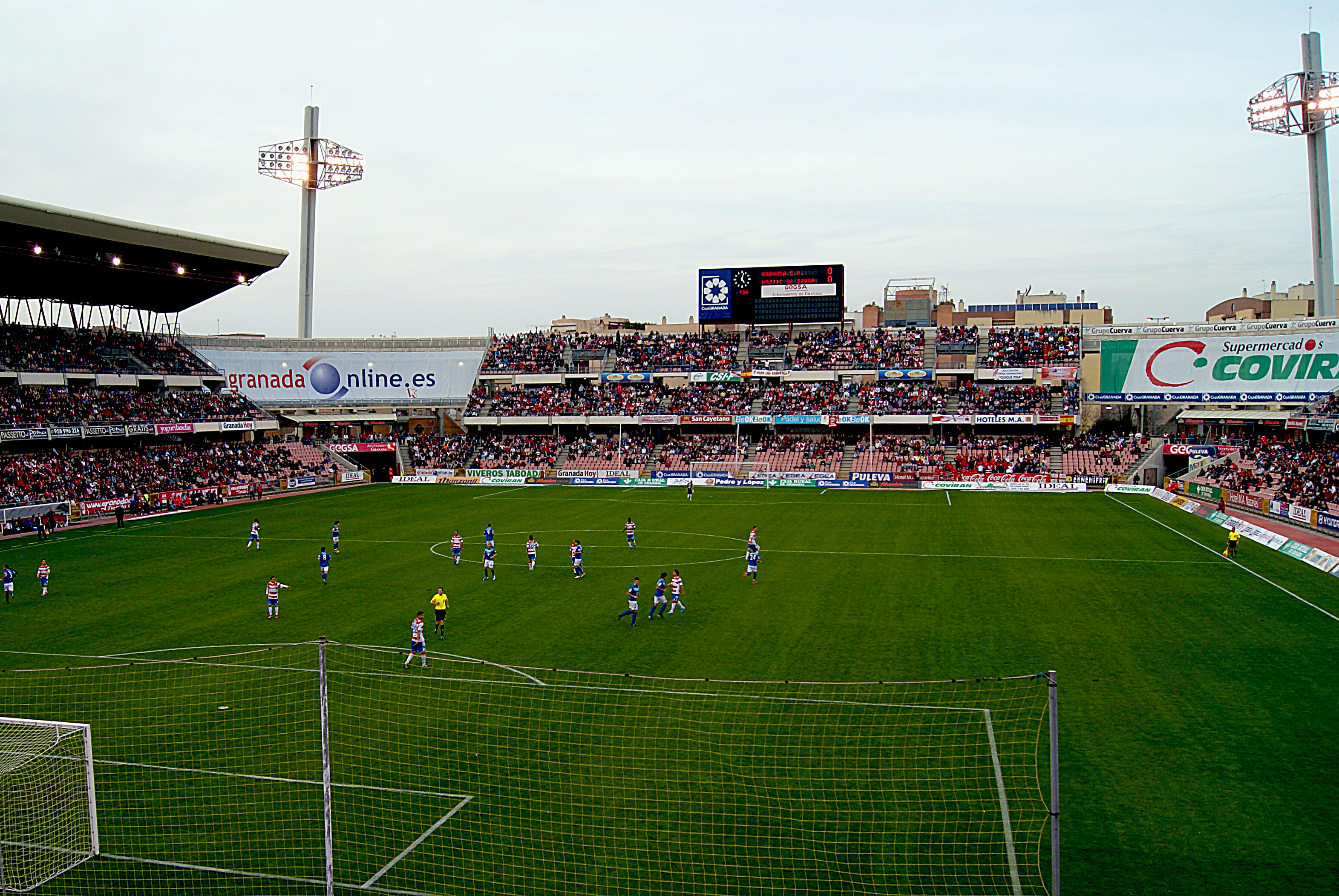
Estádio Nuevo Los Cármenes, durante um jogo da Segunda Divisão disputado em dezembro de 2010

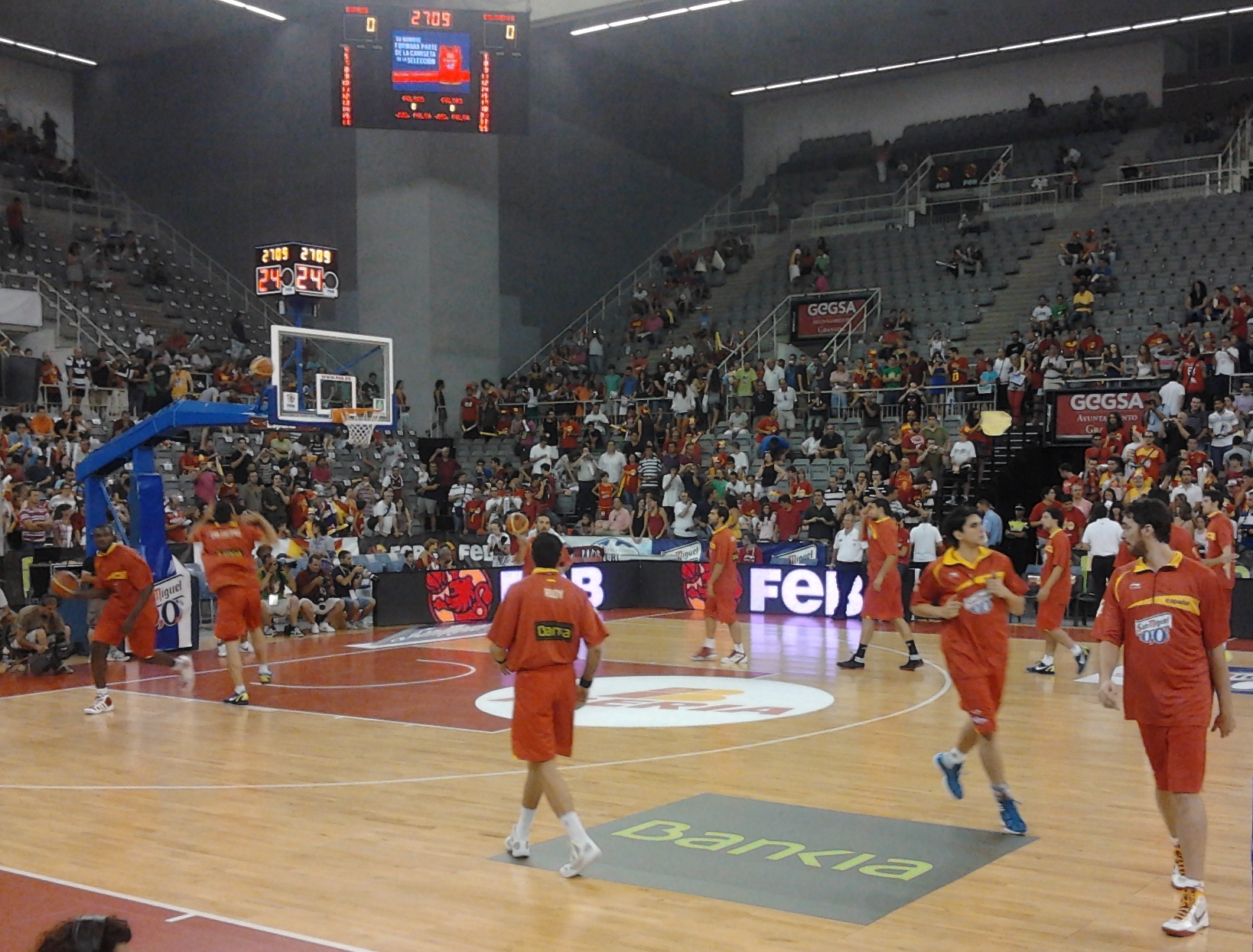
Palácio Municipal de Desportos

Em Granada há diversos clubes desportivos federados de inúmeros desportos, que participam nas competições das diferentes categorias em que atuam, tanto nacionais como regionais ou locais. Entre as competições nacionais, a entidade desportiva com mais notoriedade é o Granada Club de Fútbol, que na temporada 2012/2013 competiu na Primeira Divisão Espanhola. A proximidade da estação de esqui da Serra Nevada está na origem da popularidade do esqui na cidade, que tem dois clubes de dessa modalidade.
Entre os vários clubes desportivos granadinos destacam-se, além do Granada C.F. já referido, o     Real Sociedad de Tenis de Granada, o  Club de Esquí Caja Rural de Granada, a Real Sociedad Hípica de Granada e o Club Natación Granada.
Eventos
Entre os eventos desportivos que têm lugar em Granada destacam-se os relacionados com o desporto universitário, praticado nos diferentes campi existentes na cidade, os Jogos Desportivos Municipais, a Meia Maratona Cidade de Granada e ser o ponto de partida de etapas das provas de ciclismo da Volta da Andaluzia e da Volta a Espanha. A cidade foi também a sede oficial do Campeonato Mundial de Esqui Alpino de 1996, do EuroBasket 2007, do Campeonato Europeu de Futsal, da Taça Intercontinental de Futsal de 2008 e de diversos campeonatos nacionais de diversas modalidades desportivas. Em 2014 Granada será a sede oficial do Campeonato Mundial de Basquetebol. A Universíada de Inverno de 2015 irá decorrer na estação de esqui da Serra Nevada.
Espaços desportivos
A cidade dispõe de várias instalações desportivas e todos os centros educativos dispõem de algum tipo de instalações para a prática de desporto. Uma das escolas da Universidade de Granada é a Faculdade de Ciências da Atividade Física e do Desporto. A maior parte das instalações desportivas onde a maioria dos clubes desportivos realizam as suas competições são propriedade municipal e são administradas pela Concejalía de Deportes, pois são raros os clubes que dispõem de instalações próprias. Tal é o caso do maior estádio de futebol de Granada, o Estádio Nuevo Los Cármenes, que após a remodelação concluída em 2011 passou a ter lotação para 22 524 espectadores (antes disso tinha 16 400).
Instalações desportivas municipais:
- Complexo Desportivo Aynadamar
- Complexo Desportivo Bola de Oro
- Complexo Desportivo Cerrillo de Maracena
- Complexo Desportivo Chana
- Complexo Desportivo Núñez Blanca
- Estádio Municipal Los Cármenes
- Pavilhão Veleta
- Palácio Municipal de Desportos
- Piscina Coberta Arabial
- Pista Polidesportiva Lancha del Genil
- Pistas Polidesportivas Cruz de Lagos
- Pistas Recreativas Barrio de la Cruz
- Pista Polidesportiva La Argentinita
- Polidesportivo Almanjáyar
- Pistas Recreativas Parque de las Infantas
- Polidesportivo Casería de Montijo
- Polidesportivo Félix Rodríguez de la Fuente
- Polidesportivo Parque Nueva Granada
- Polidesportivo San Francisco Javier
- Estádio La Juventud

Complexos desportivos universitários:
- Campus Universitário Fuente Nueva[176]
- Campus Universitário-Cartuja[177]
- Faculdade de Ciências da Atividade Física e do Desporto[173]

### Meios de comunicação social
Imprensa escrita

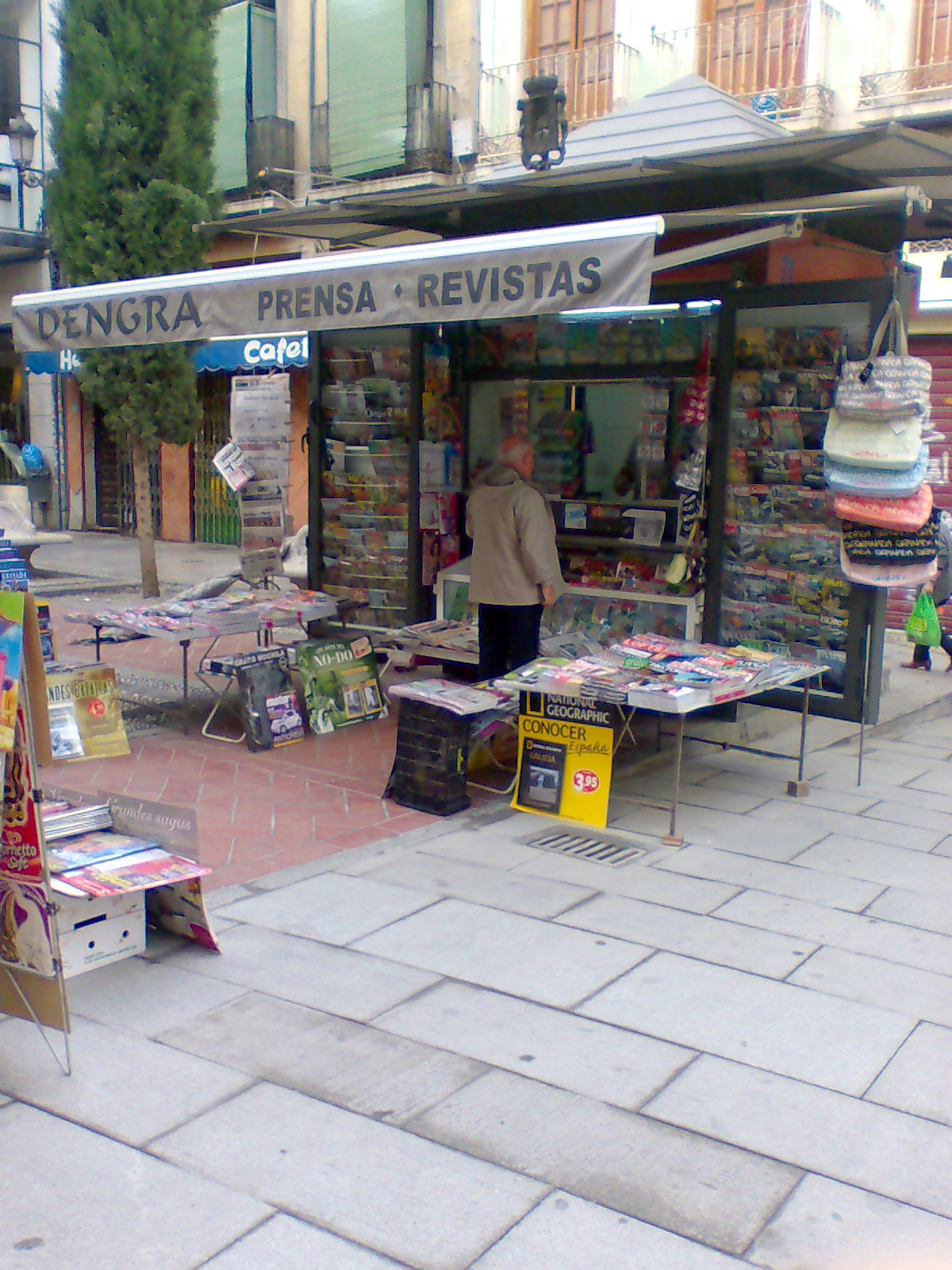
Quiosque de venda de jornais e revistas na Praça Bib-Rambla

Na cidade circulam os jornais e revistas nacionais, regionais e internacionais de maior difusão. Algumas das publicações nacionais e regionais têm secções com informação local. O jornal local mais antigo e com maior tiragem é o diário Ideal, pertencente ao grupo de comunicação Vocento e cuja difusão média em 2010 foi de 29 070 exemplares. O jornal diário  Granada Hoy, do grupo andaluz Joly, teve em 2010 uma difusão média de 4 533 exemplares. O jornal gratuito 20 minutos tem uma edição local e existe ainda um jornal propriedade do município, não diário, chamado Paso a paso.
No que respeita a revistas, a cidade é sede de numerosas publicações, como por exemplo a Al-Qáfila Magacín, promovida pela Associação Al Yanub, a única revista bilingue em árabe e castelhano sobre o mundo árabe, ou a revista científica internacional Medmol Research Reviews. Há ainda diversas revistas culturais de vários tipos, como a Revista g+c, que alegadamente é a única revista editada em Espanha especializada em gestão cultural.
Rádio
Em Granada podem sintonizar-se todas as principais cadeias de rádio que operam ao nível nacional e regional. Muitas delas têm emissores locais que difundem programas dedicados à atualidade local em horários específicos, como é o caso do Canal Sur Radio, COPE, Onda Cero e Rádio Nacional de Espanha. A Radio Granada, da Cadena SER, tem a sua sede em Granada. Também existem várias emissoras musicais e desportivas filiadas nas maiores cadeias de rádio espanholas.
Televisão
Com a entrada em funcionamento da televisão digital terrestre (TDT), multiplicou-se o número de canais de televisão disponíveis em Granada sem recorrer ao cabo ou a satélite, tanto generalistas como temáticos, e tanto gratuitos como pagos. Em 2010 estavam em funcionamento as emissoras de âmbito local e comarcal   TG7, propriedade do município, e a  Granada Televisión, além de vários canais ligados a meios de imprensa (como o La Opinión) ou a empresas locais. Em 1 de janeiro de 2013 estavam disponíveis por TDT 40 canais de televisão e 19 de rádio.